# Arquitectura neobizantina

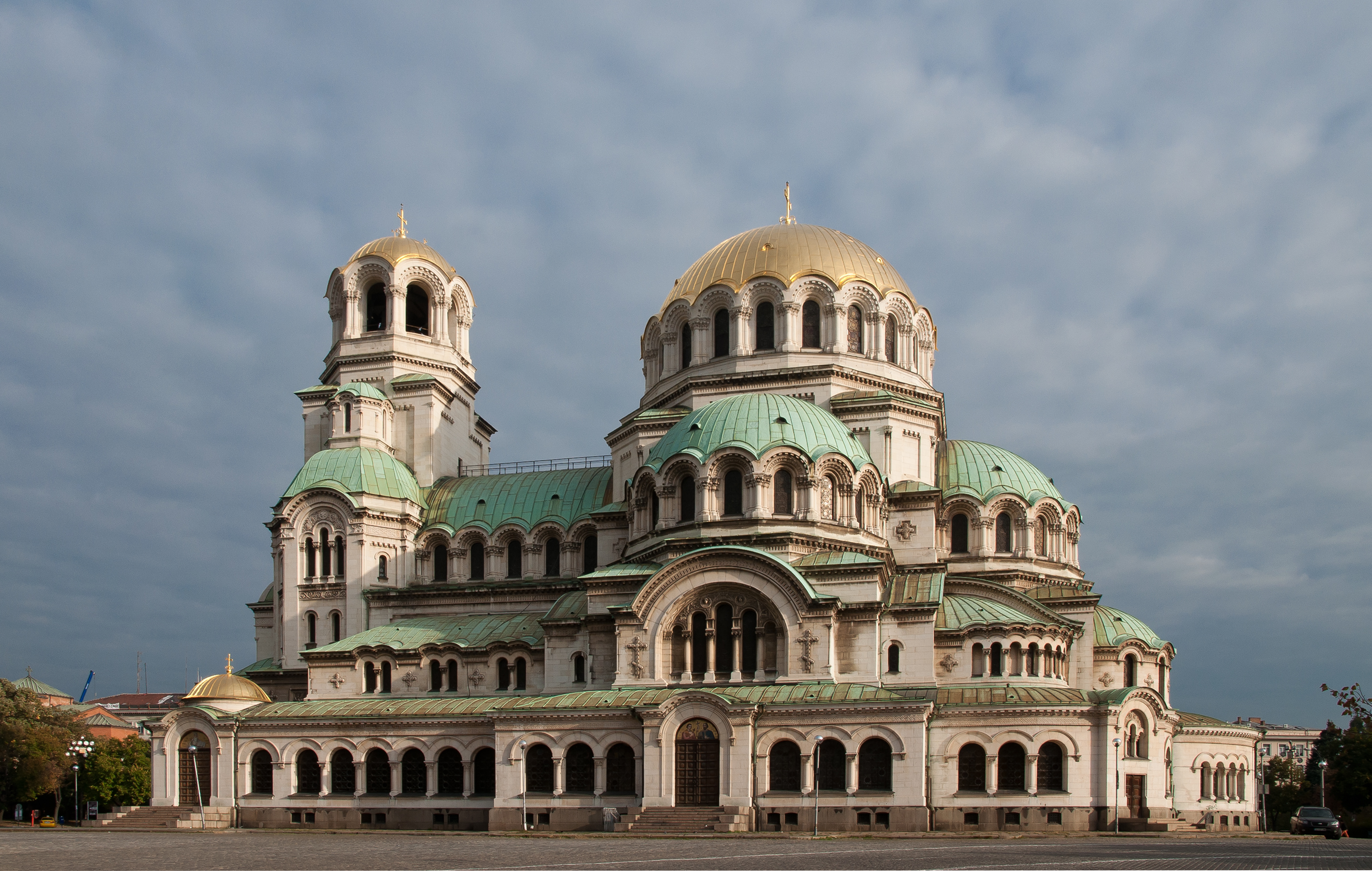
La Catedral de Alejandro Nevski de Sofía, por Aleksandr Pomerántsev.

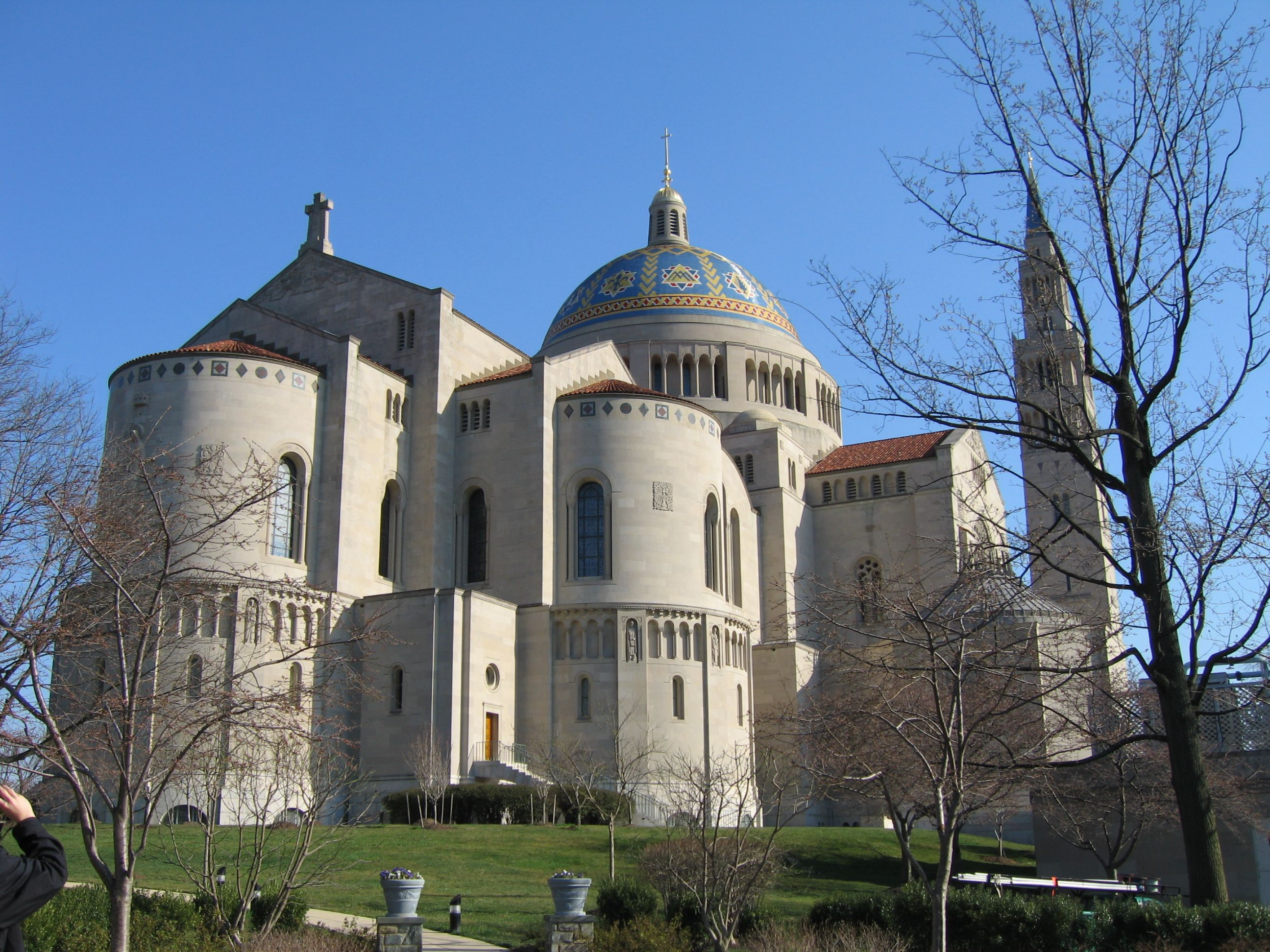
Basílica del Santuario Nacional de la Inmaculada Concepción en Washington, 1920-1959.

La arquitectura neobizantina es un estilo arquitectónico historicista de la segunda mitad del siglo XIX e inicios del siglo XX. Fue empleado principalmente en edificios públicos, institucionales y religiosos. Surgió en la década de 1840 en Europa Occidental y alcanzó su máximo desarrollo en el último cuarto del siglo XIX en el Imperio ruso;  una escuela neobizantina aislada siguió activa en Yugoslavia entre la Primera Guerra Mundial y la Segunda Guerra Mundial.  La arquitectura neobizantina integra elementos de la arquitectura bizantina —que tuvo su primer desarrollo en Constantinopla y el Exarcado de Rávena, y, de un modo más general, en el Imperio bizantino entre los siglos V y IX— junto con elementos ligados a la arquitectura cristiano-medieval de la Europa del Este, principalmente de la Iglesia ortodoxa.
El estilo neobizantino comenzó a desarrollarse en la Rusia imperial y en la Europa del Este, y tuvo una larga evolución desde la catedral de Sofía (cerca de San Petersburgo), que data de 1782, a la catedral de Alejandro Nevski de Sofía (en Bulgaria), que fue construida en 1882 y es una de las más clásicas. Entre las más recientes se encuentran la Catedral de San Clemente de Ohrid en Skopie en Macedonia del Norte, que data de 1990, y la Catedral de Cristo Salvador en Kaliningrado, inaugurada en 2006. En el imperio ruso fue popularizada por el arquitecto Konstantín Ton, que además mezcló elementos neoclásicos y de la arquitectura rusa tradicional. En Belgrado, Serbia, el estilo neobizantino se prolongó hasta las primeras décadas del siglo XX, con la iglesia de San Marcos, construida de 1931 a 1940 por Petar y Branko Krstić o incluso el templo de San Sava, construido a partir de 1935 sobre los planos del arquitecto Aleksandar Deroko. En Serbia la arquitectura neobizantina ha sido apreciada como vernácula: por ejemplo, la iglesia de San Marcos de Belgrado está inspirada en el monasterio de Gračanica (siglo XIV).
De 1850 a 1880, en Bristol desarrolló un estilo conocido como Bristol Byzantine, que se empleó con frecuencia en edificios industriales y combinó elementos de la arquitectura bizantina con elementos de la arquitectura morisca. En Estados Unidos, la arquitectura neobizantina está presente en varios edificios del campus de la Universidad de Rice en Texas inaugurado en 1912, en la Iglesia de San Francisco de Sales en Filadelfia y en la Basílica del Santuario Nacional de la Inmaculada Concepción construida entre 1920 y 1959 en Washington D. C.. A principios de la década de 1980, el famoso arquitecto estadounidense Philip Johnson diseñó un anexo posmodernista para el Cleveland Play House; este edificio refleja influencias bizantinas.
En Francia, la catedral de Santa María la Mayor (1852-1893) es característica de este estilo, al igual que la basílica de Notre-Dame de la Garde (1853-1864), ambas situadas en Marsella y construidas por el arquitecto Henri Espérandieu. En París, la basílica del Sagrado Corazón de Montmartre (1923) está en gran parte inspirada en el estilo bizantino, como muchas iglesias construidas al mismo tiempo (Iglesia del Espíritu Santo, Iglesia del Sagrado Corazón de Gentilly, etc.).
Este estilo se caracteriza por el empleo de arcadas y de bóvedas de cañón o medio punto y de cúpulas, recurriendo al ladrillo y al estuco como materiales de construcción y a la decoración con mosaicos.

Edificios neobizantinos
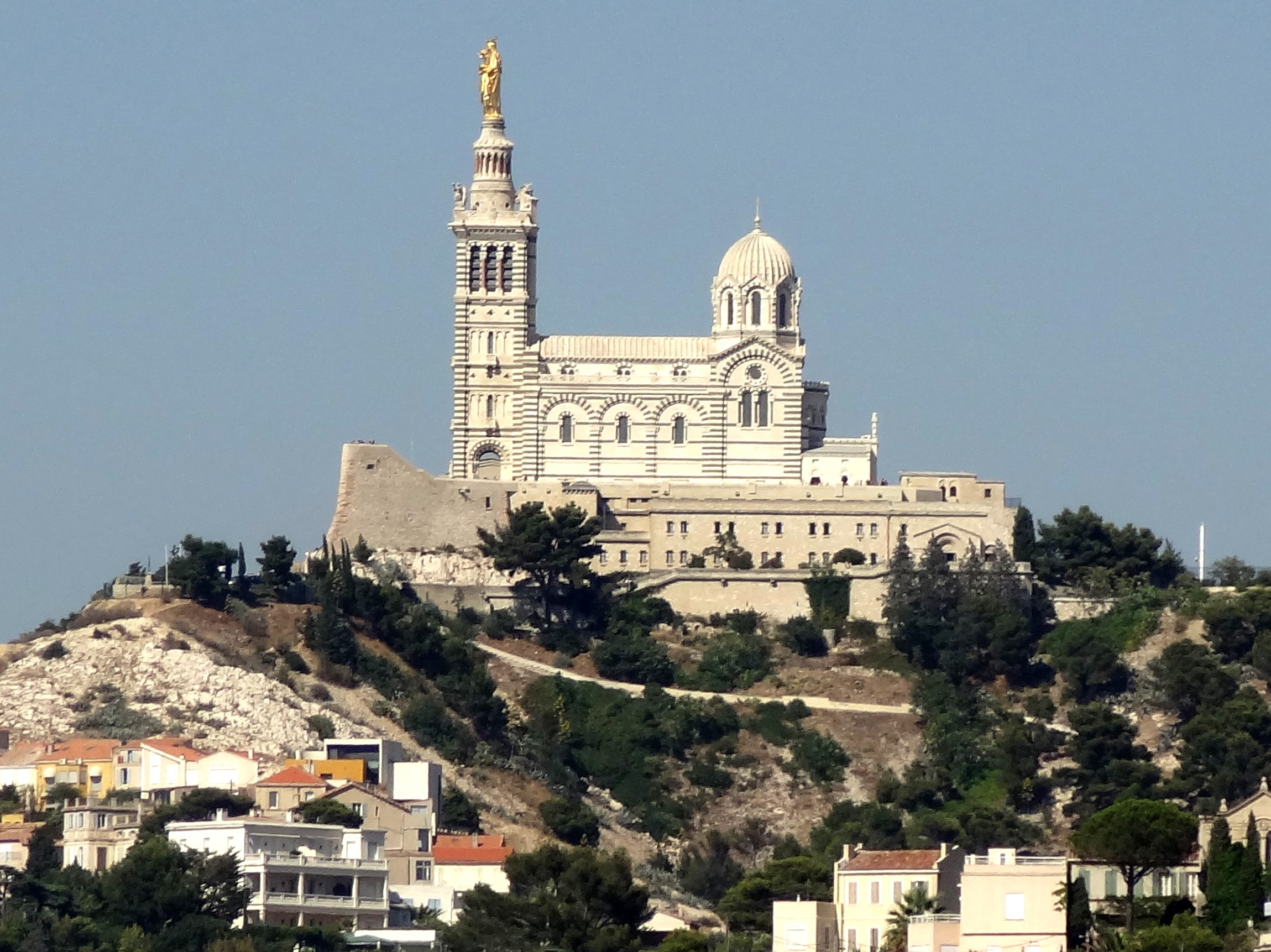
Basílica de Notre-Dame de la Garde de Marsella (1853-1864)
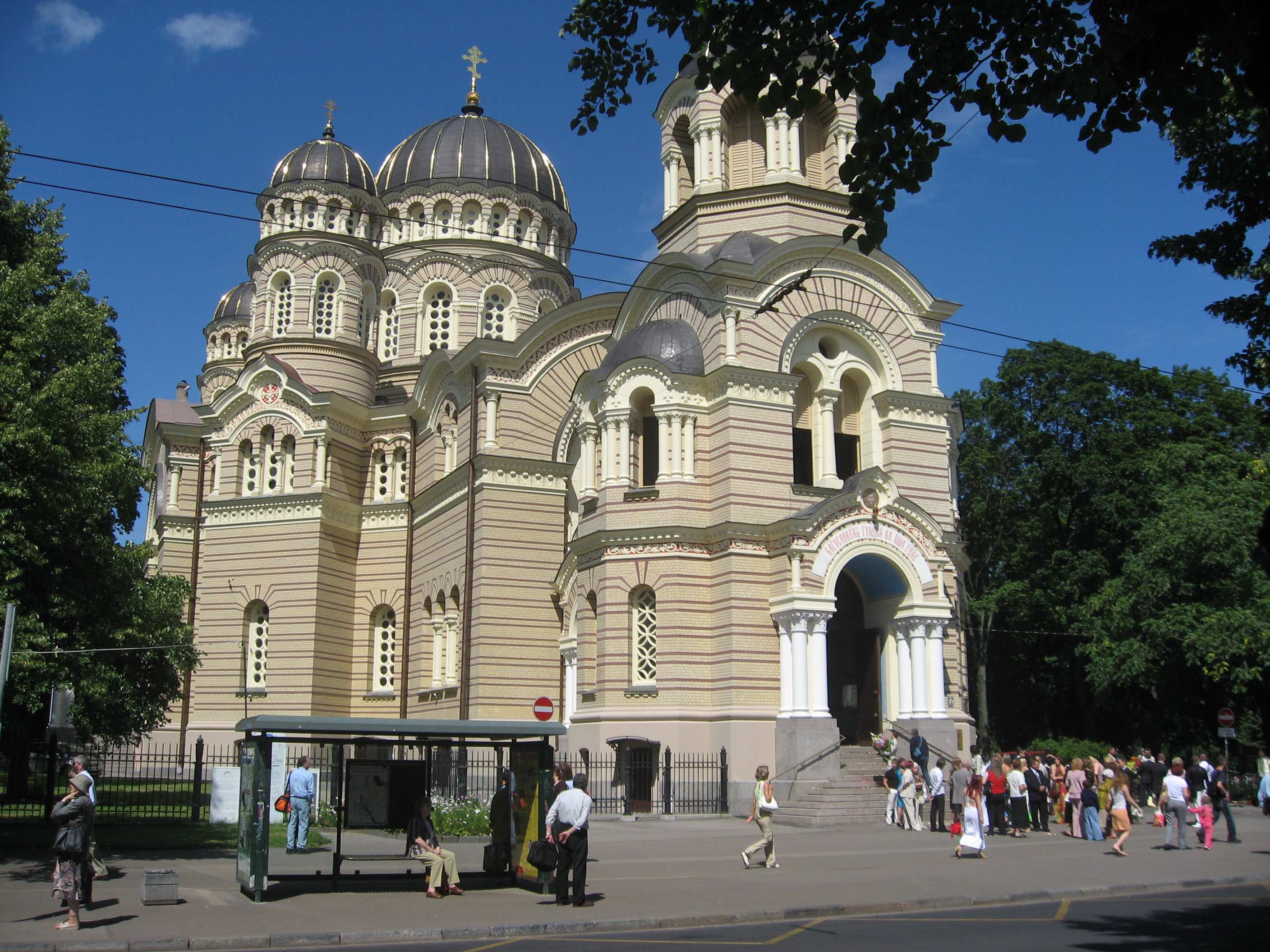
Catedral de la Natividad de Riga, construida en 1876 bajo Imperio ruso
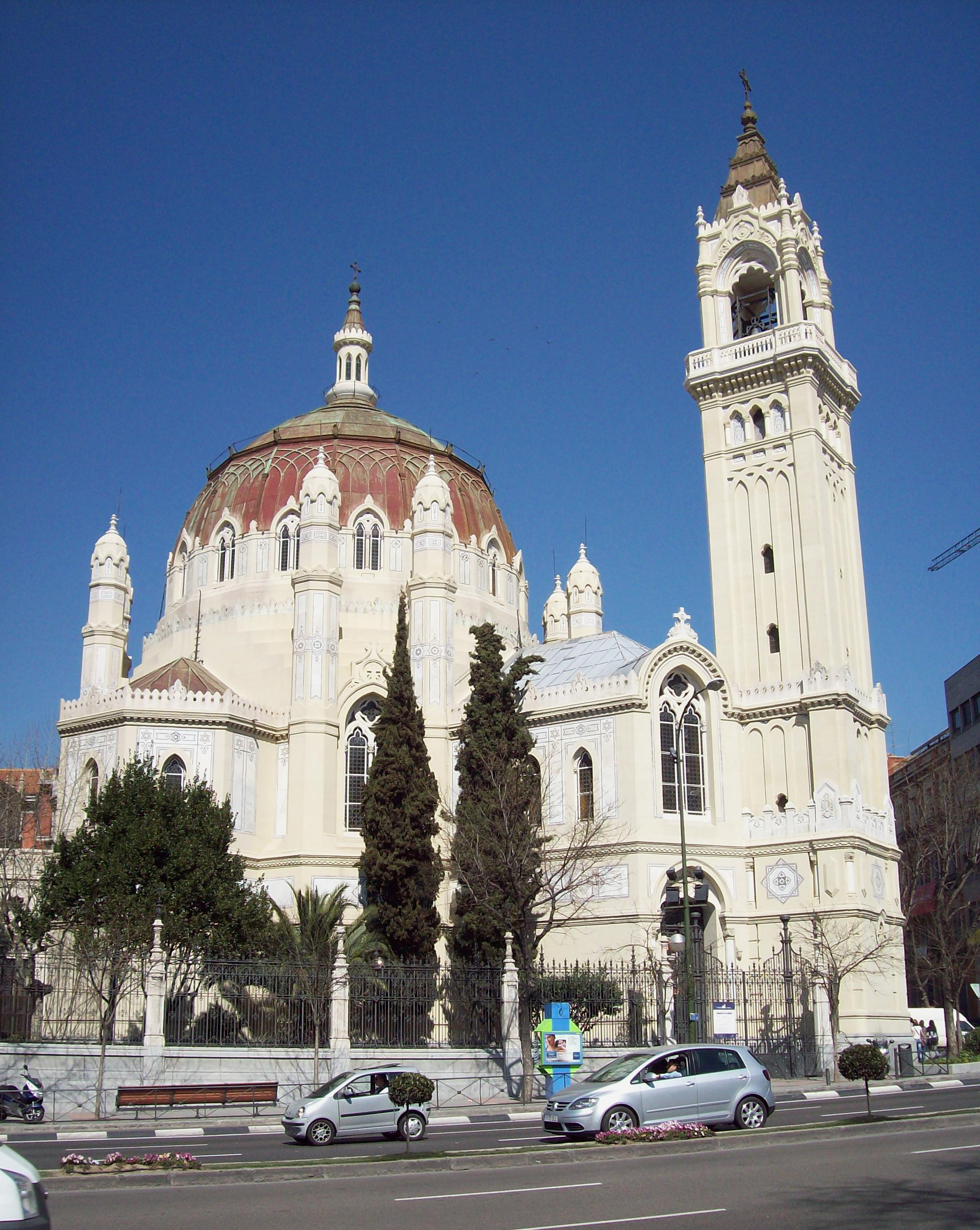
Iglesia de San Manuel y San Benito en Madrid (España).
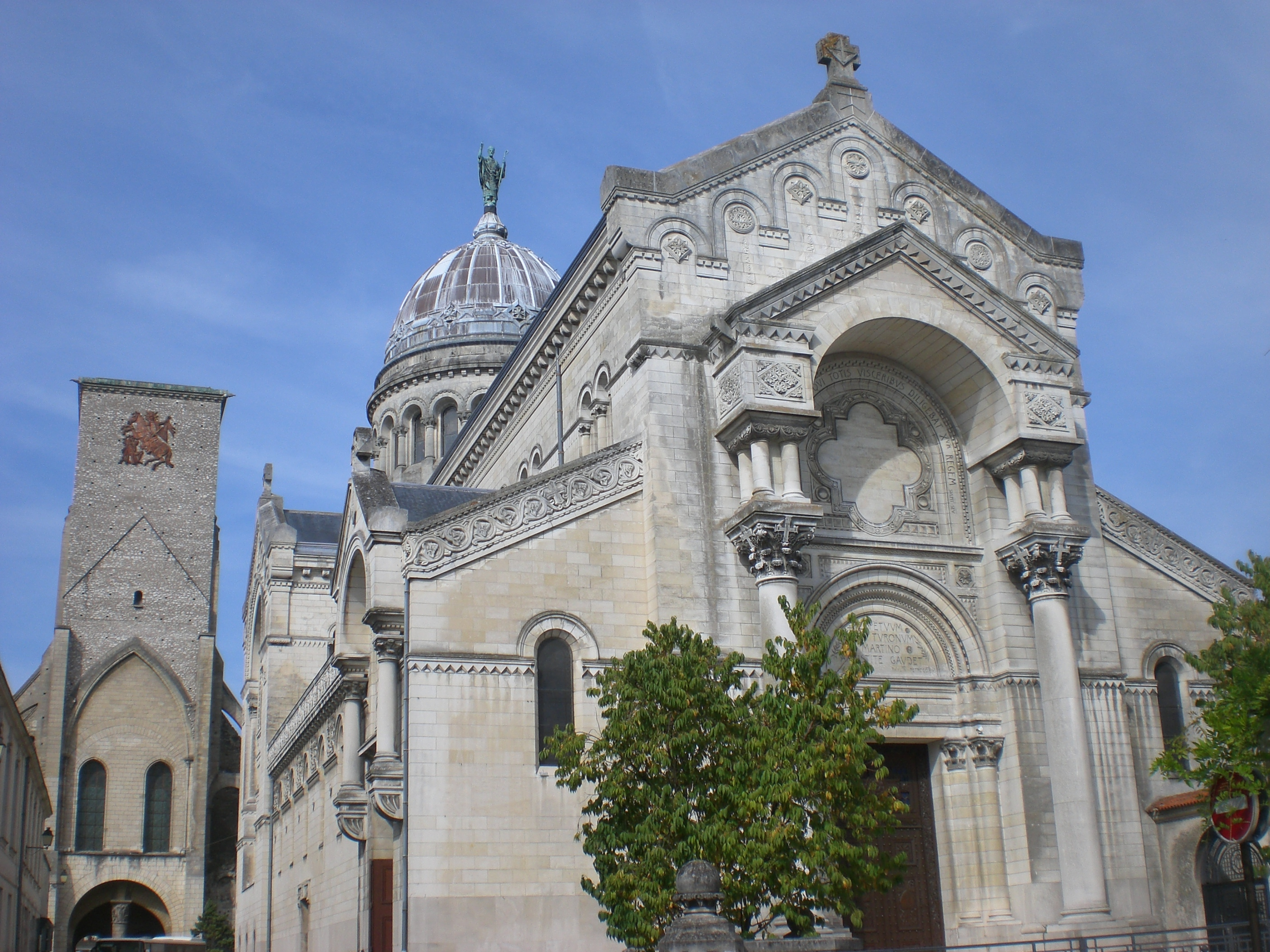
Basílica de Saint-Martin de Tours, sucediendo en 1886 a un edificio románico destruido un siglo antes
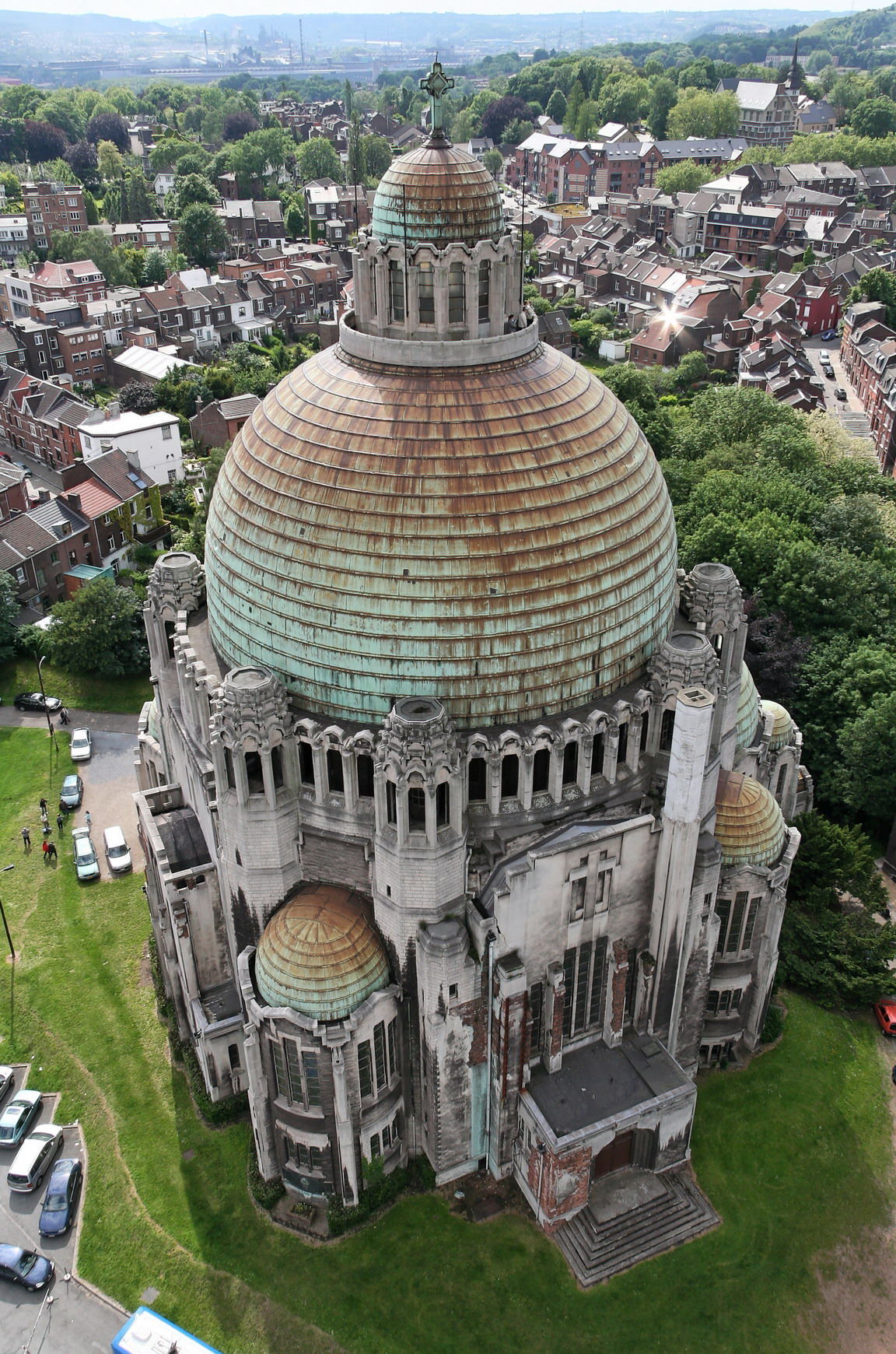
Iglesia del Sagrado Corazón (1928-1936) de Lieja

## Países germánicos

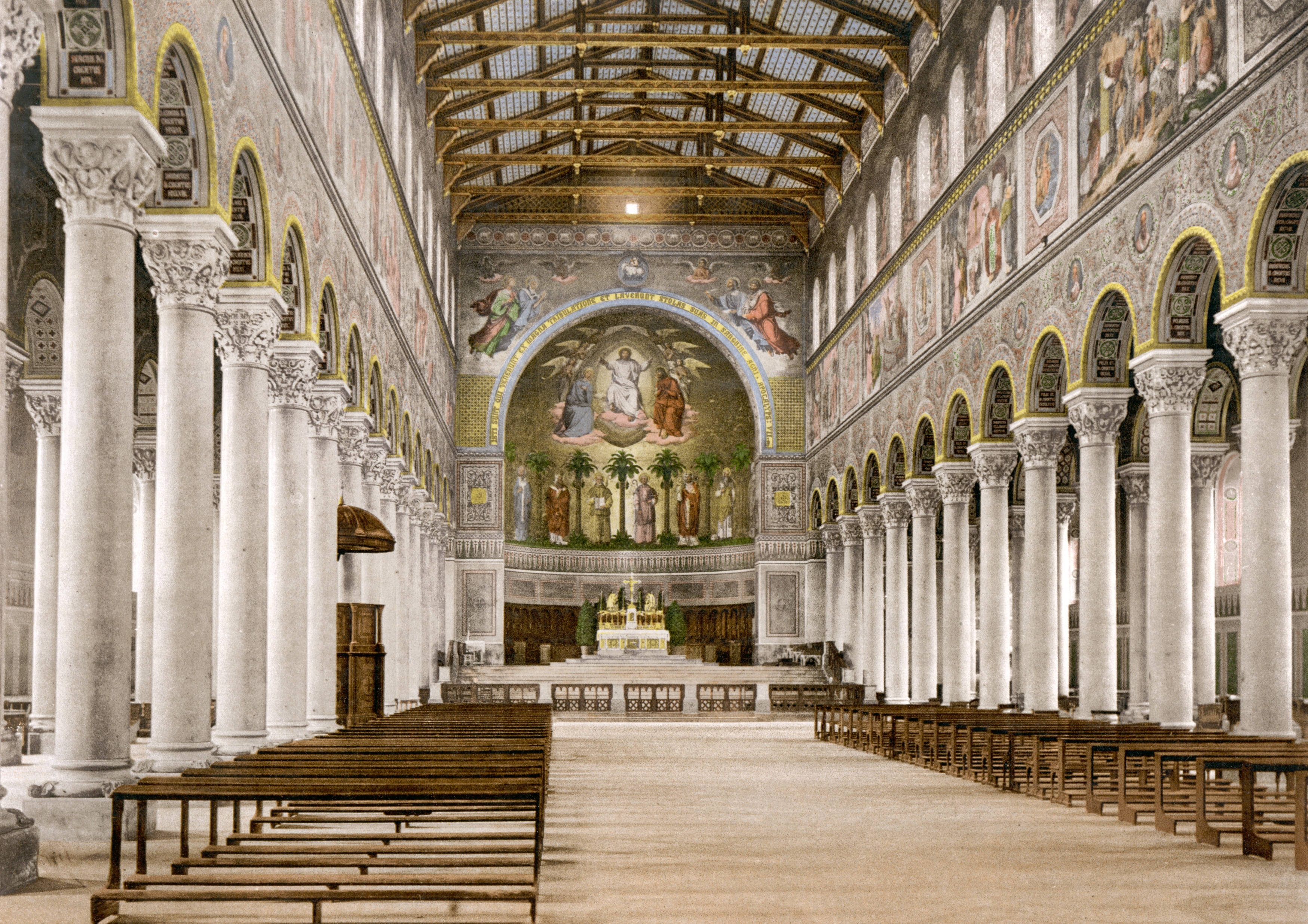
Interior de la abadía de San Bonifacio de Múnich (Alemania)

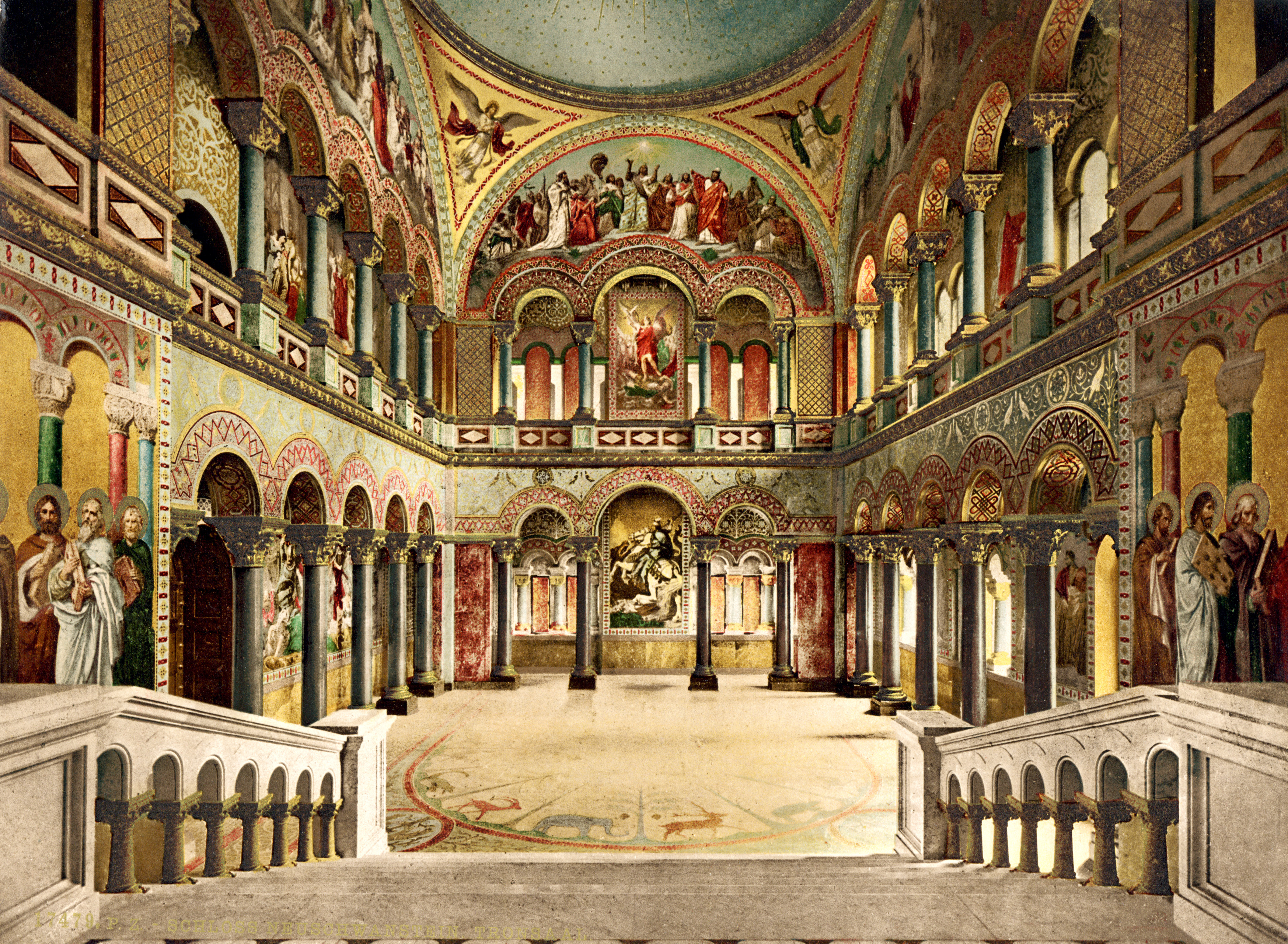
Salón del Trono del castillo de Neuschwanstein (Baviera, Alemania)

Los ejemplos más tempranos de una emergente arquitectura románica-bizantina son la Iglesia Memorial Alexander Nevsky, en Potsdam, del arquitecto ruso Vasili Stásov, y la abadía de San Bonifacio, establecida por Luis I de Baviera  (r. 1825-1848)  en 1835 y terminada en 1840. La planta de la basílica siguió las reglas de la arquitectura del siglo VI de Rávena, aunque su orden corintio era una clara desviación del arte bizantino histórico. En 1876 Luis II de Baviera (r. 1845-1886) encargó para el castillo de Neuschwanstein, externamente románico, interiores neobizantinos completados con mosaicos de imágenes de Justiniano I y santos griegos.
El arquitecto danés Theophil Hansen se convirtió en un partidario del estilo en la década de 1850. Aunque sus principales obras pertenecían al estilo Neogriego, Hansen, como profesor de arte bizantino en la Universidad de Viena formó a una generación de arquitectos que popularizaron la arquitectura neobizantina en Austria-Hungría, en Serbia y ya después de la guerra, en Yugoslavia. Las principales obras neobizantinas de Hansen son el Museo de Historia Militar de Viena (con Ludwig Forster, 1852-1858), la iglesia ortodoxa griega de la Santísima Trinidad, en Viena (1856-1858) y la Chistuskirche en Matzleindorf (1858-1860).
Se construyeron numerosas iglesias de estilo neobizantino durante la época del Gründerzeit —período de los primeros años posteriores a la formación del Imperio alemán en 1871—, por ejemplo, la iglesia del Sagrado Corazón en Berlín-Prenzlauer Berg (1896-1898) o la basílica del Rosario (1899-1900), también en Berlín.

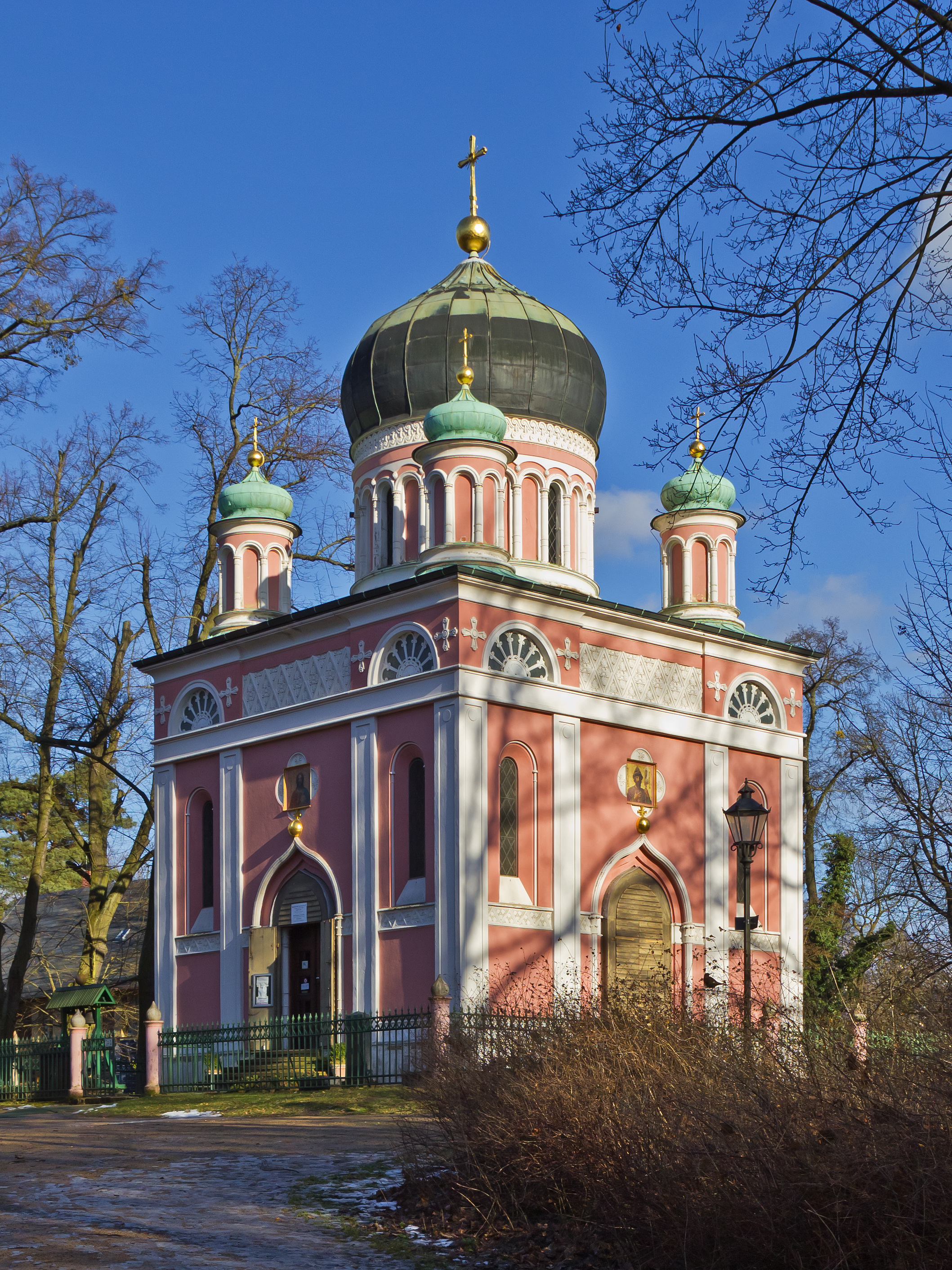
Iglesia de San Alejandro Nevski en Potsdam (Alemania)
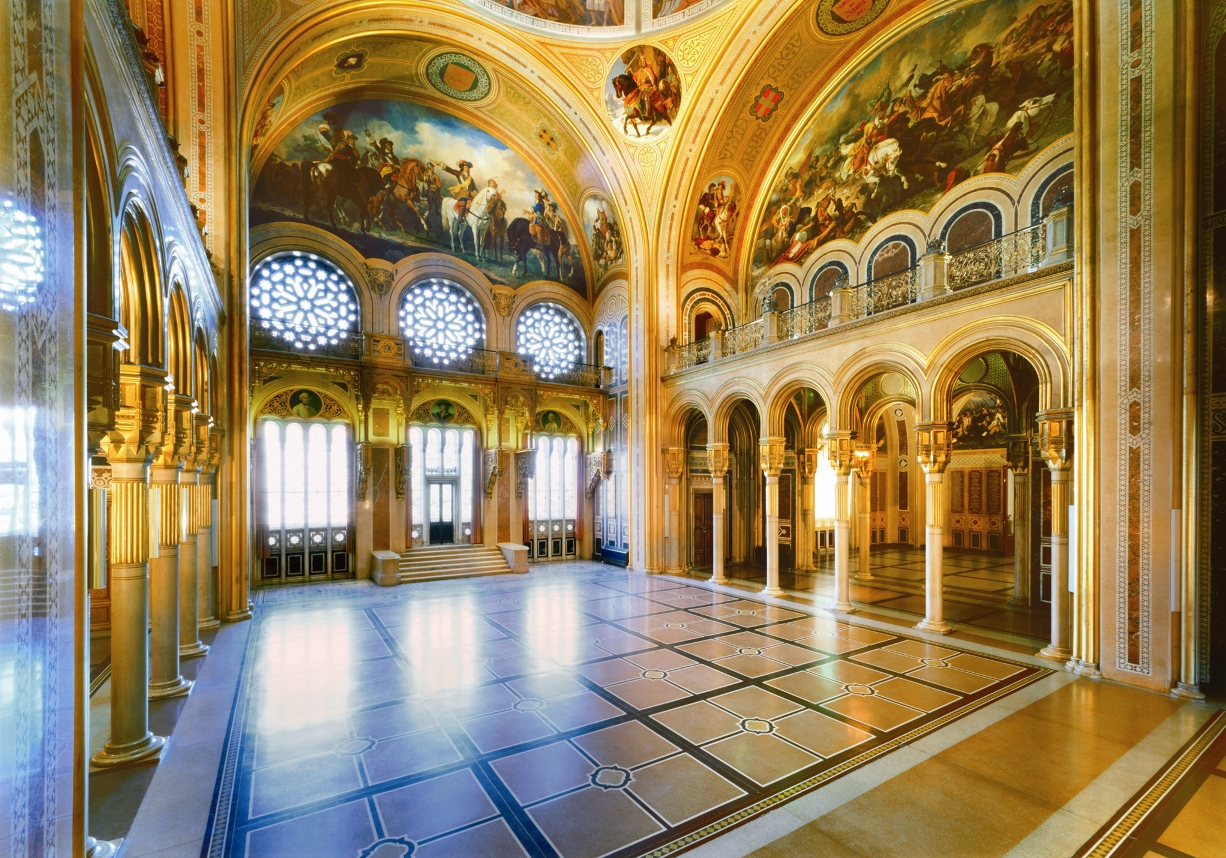
La Ruhmeshalle del Museo de Historia Militar de Viena (1852-1858) (Austria)
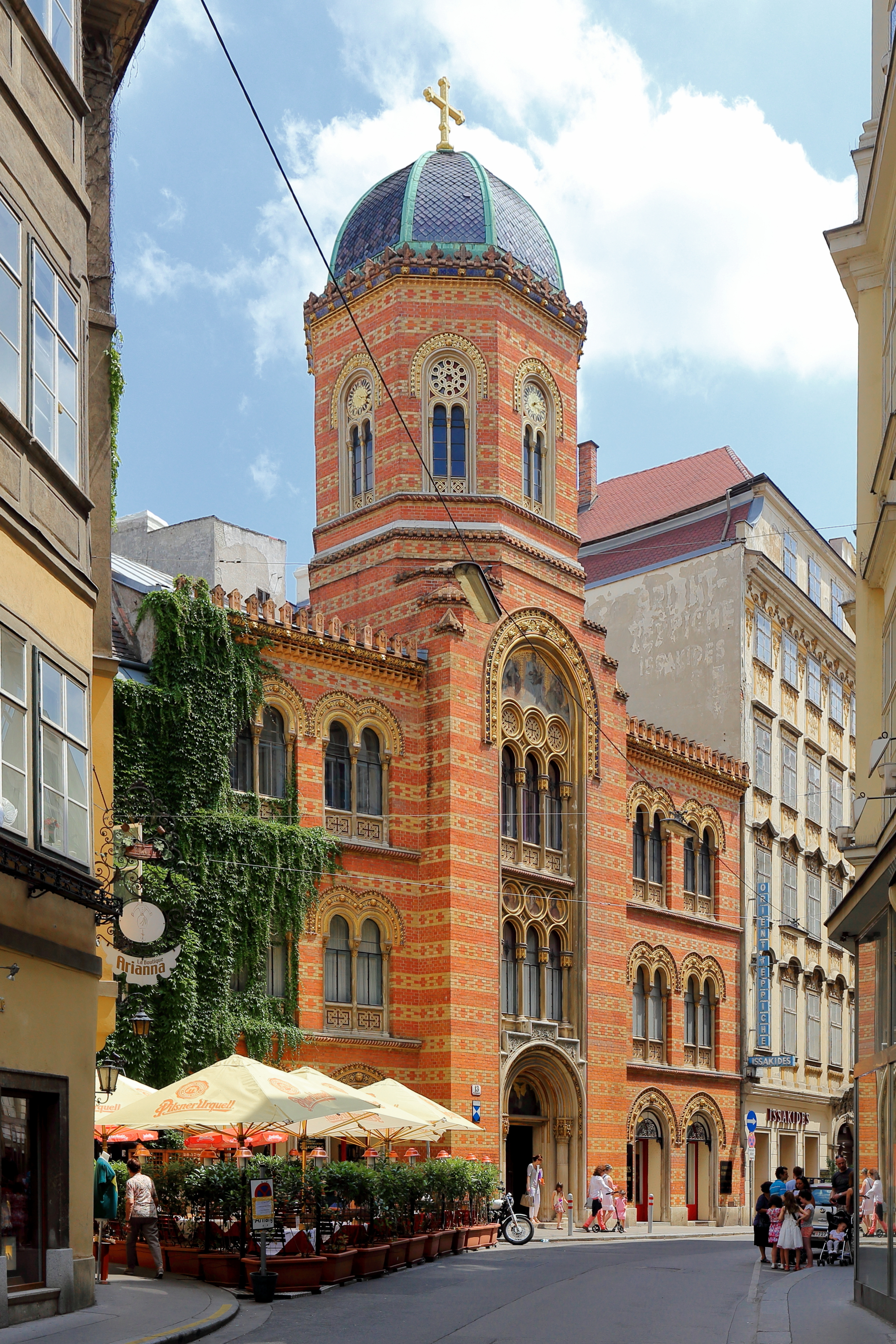
La iglesia ortodoxa griega de la Trinidad (Viena, Austria).
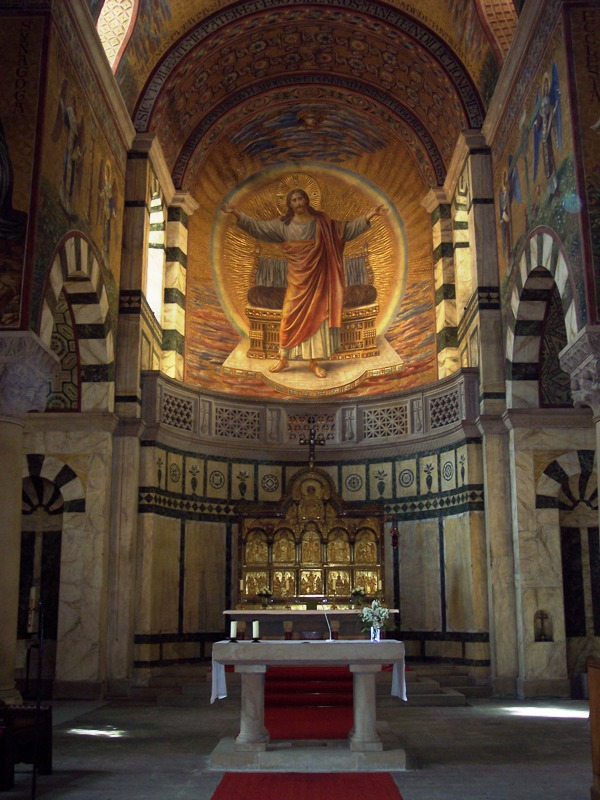
Interior de la Iglesia del Sagrado Corazón (Berlín, Alemania).
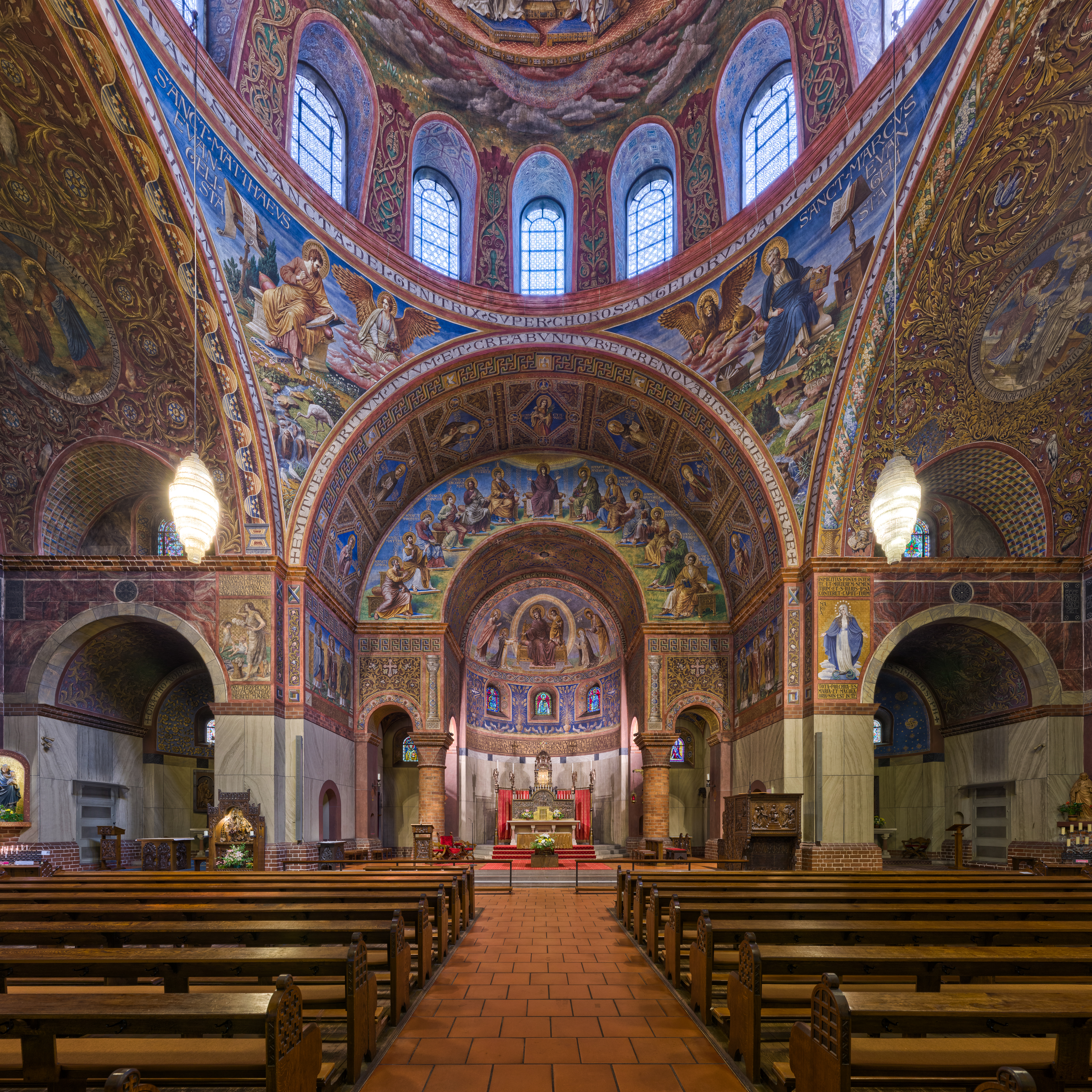
Interior de la basílica de Nuestra Señora del Rosario (Berlín, Alemania).
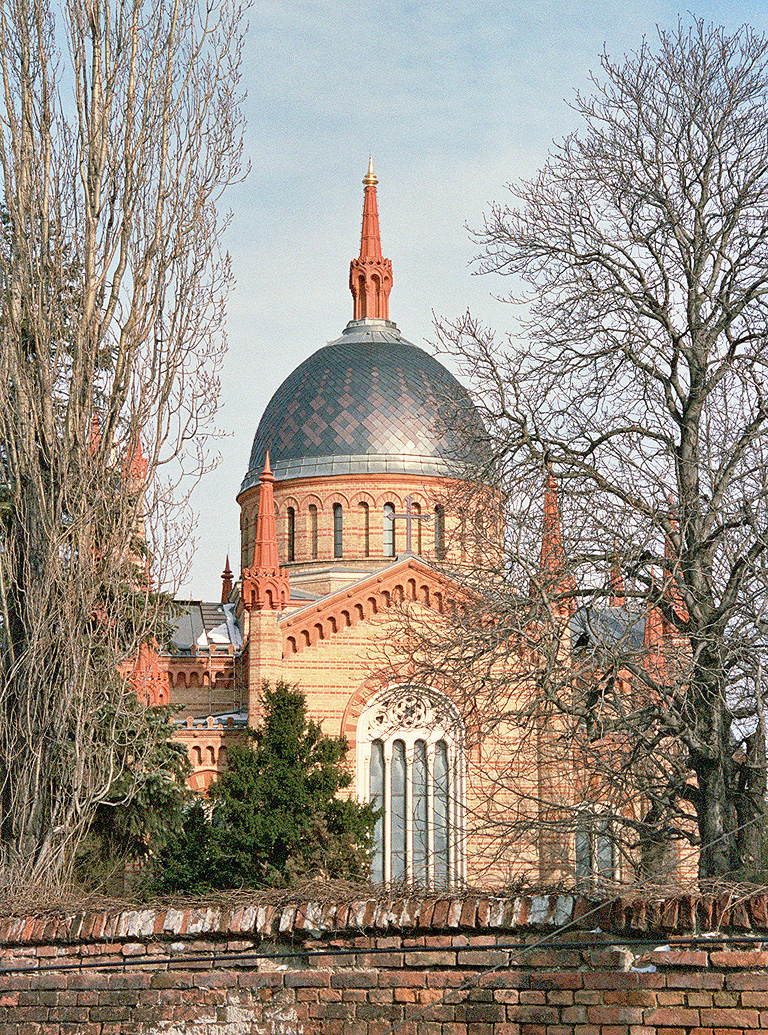
Christuskirche en Matzleinsdorf, Viena (1858-1860)

## Imperio ruso

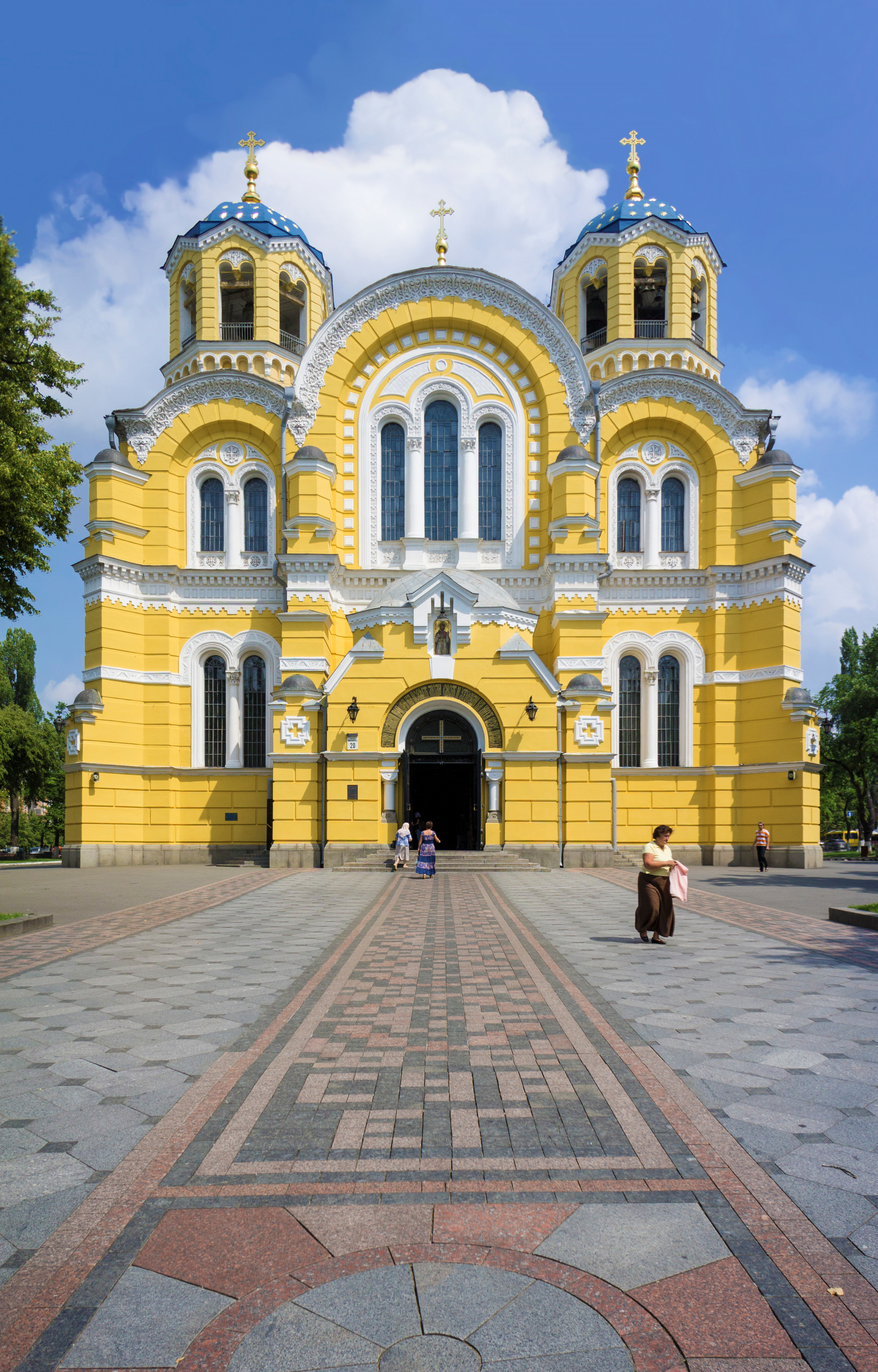
La catedral de San Vladímir en Kiev fue el primer diseño neobizantino aprobado para la construcción en el Imperio ruso (1852). Sin embargo, no fue el primero en completarse, ya que la construcción comenzó en 1859 y continuó hasta 1889.

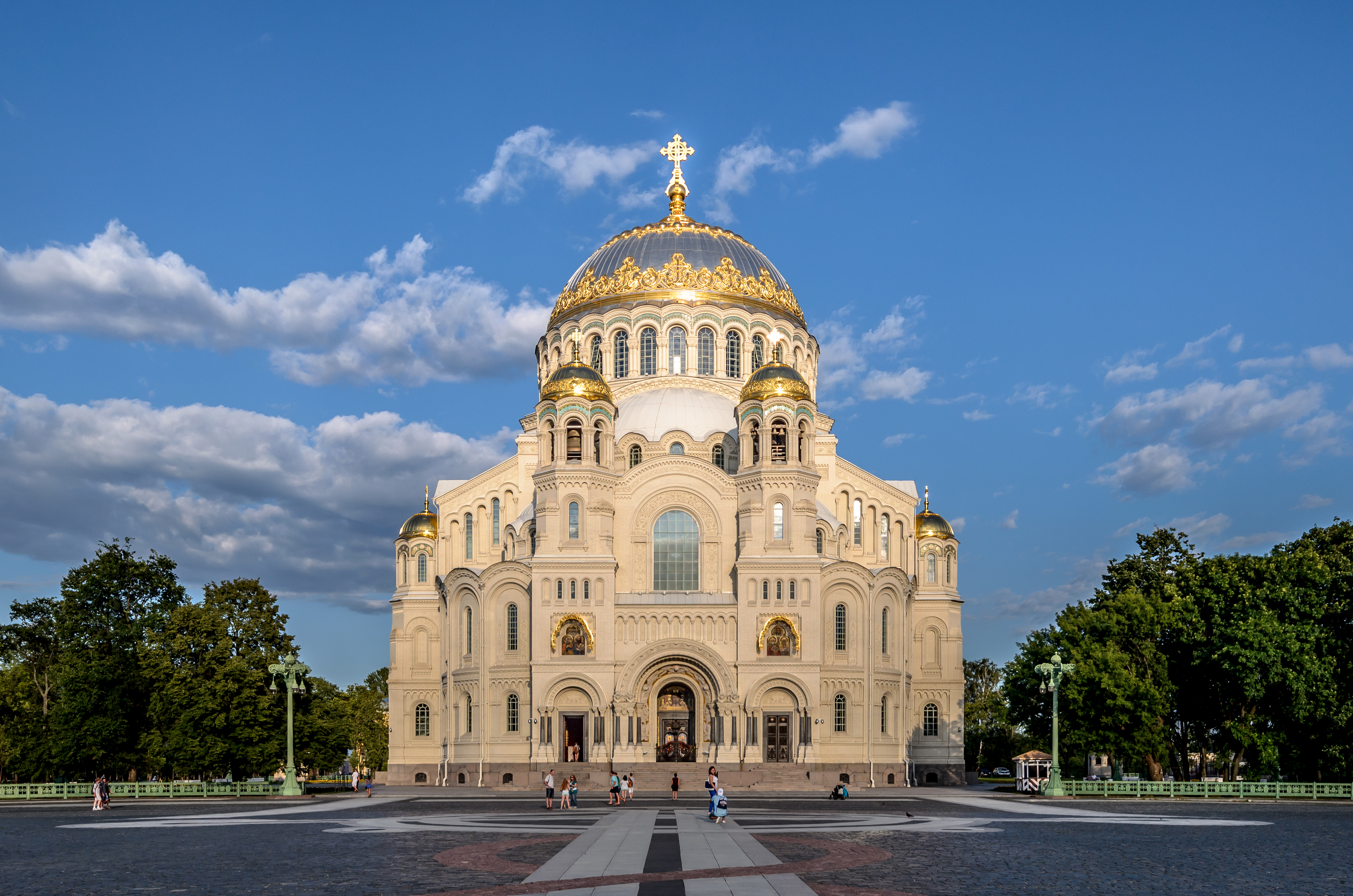
Catedral Naval de Kronstadt, Kronstadt, obra de Vasily Kosyakov.

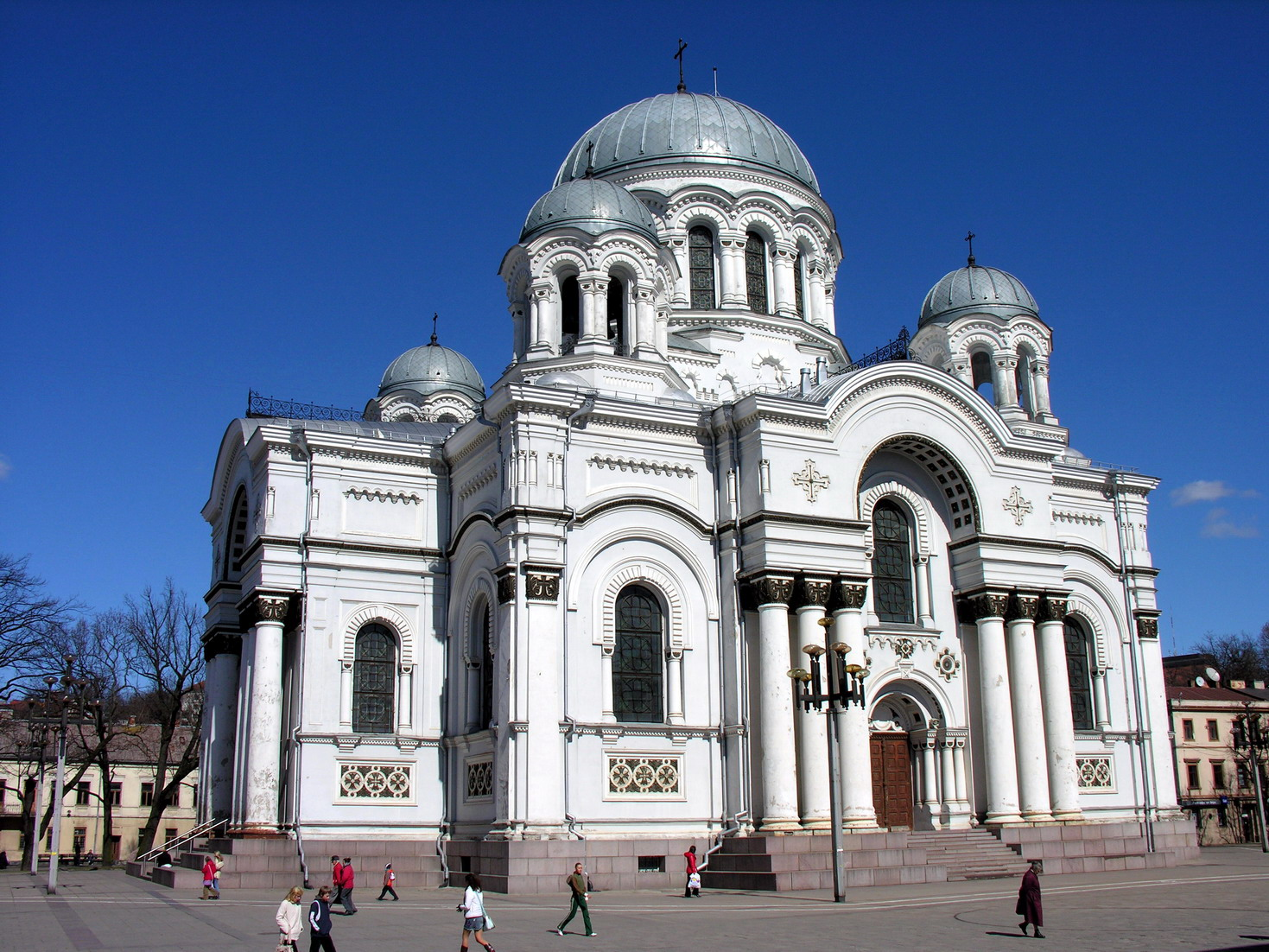
Iglesia de San Miguel Arcángel en Kaunas, construida en estilo romano-bizantino

La catedral de Sofía en Pushkin  (1782-1788) fue el primer y aislado experimento del tratamiento bizantino de las por otra parte edificaciones neoclásicas.  En 1830 Nicolás I de Rusia promovió el llamado estilo ruso-bizantino de iglesias diseñadas por Konstantín Thon. Nicolás I despreciaba el verdadero arte bizantino. El estilo de Thon, de hecho, tenía poco en común con él y reemplazaba rutinariamente el arco bizantino circular por un gablete en forma de quilla, y la cúpula bizantina semiesférica, por una cúpula de cebolla. La disposición y el esquema estructural de sus iglesias pertenecían claramente a las normas del estilo neoclásico.
El verdadero arte bizantino, popularizado por Grigori Gagarin y David Grimm, fue adoptado por Alejandro II de Rusia como el estilo oficial de facto de la Iglesia ortodoxa. La arquitectura bizantina se convirtió en un vehículo de la expansión ortodoxa en las fronteras del Imperio (Congreso de Polonia, Crimea, el Cáucaso).  Sin embargo, pocos edificios fueron completados durante el reinado de Alejandro II, debido a problemas financieros. Alejandro III cambió la preferencia del Estado en favor del revival Ruso, una tendencia basada en la tradición del siglo XVI y XVII de Moscú y Yaroslavl, aunque la arquitectura bizantina todavía se mantuvo como una opción común, especialmente para las grandes catedrales. Las catedrales neobizantinas concentradas en las provincias occidentales (Polonia, Lituania), en las bases del ejército en el Cáucaso y en Asia Central, en las huestes cosacas y en la región industrial en los Urales, desde la ciudad de Perm. Los arquitectos David Grimm y Vasily Kosyakov desarrollaron un tipo nacional único de catedral bizantina con una única cúpula con cuatro ábsides simétricos, sobre  pechinas, que se convirtió en el estándar de facto en las décadas de 1880 y 1890.
El reinado de Nicolás II fue notable por la vuelta de los arquitectos desde este estándar de nuevo al legado de Hagia Sophia, destacando la catedral Naval de Kronstadt y la catedral de Poti.  Estos diseños emplearon el hormigón armado, lo que permitió que su construcción fuera muy rápida;  su interior tenía referencias claras al estilo contemporáneo Art Nouveau pero los exteriores eran un claro homenaje a la Constantinopla medieval. La tradición neobizantina rusa pareció  terminar con la revolución de 1917, pero fue continuada por algunos arquitectos que emigraron a Yugoslavia y Harbin.

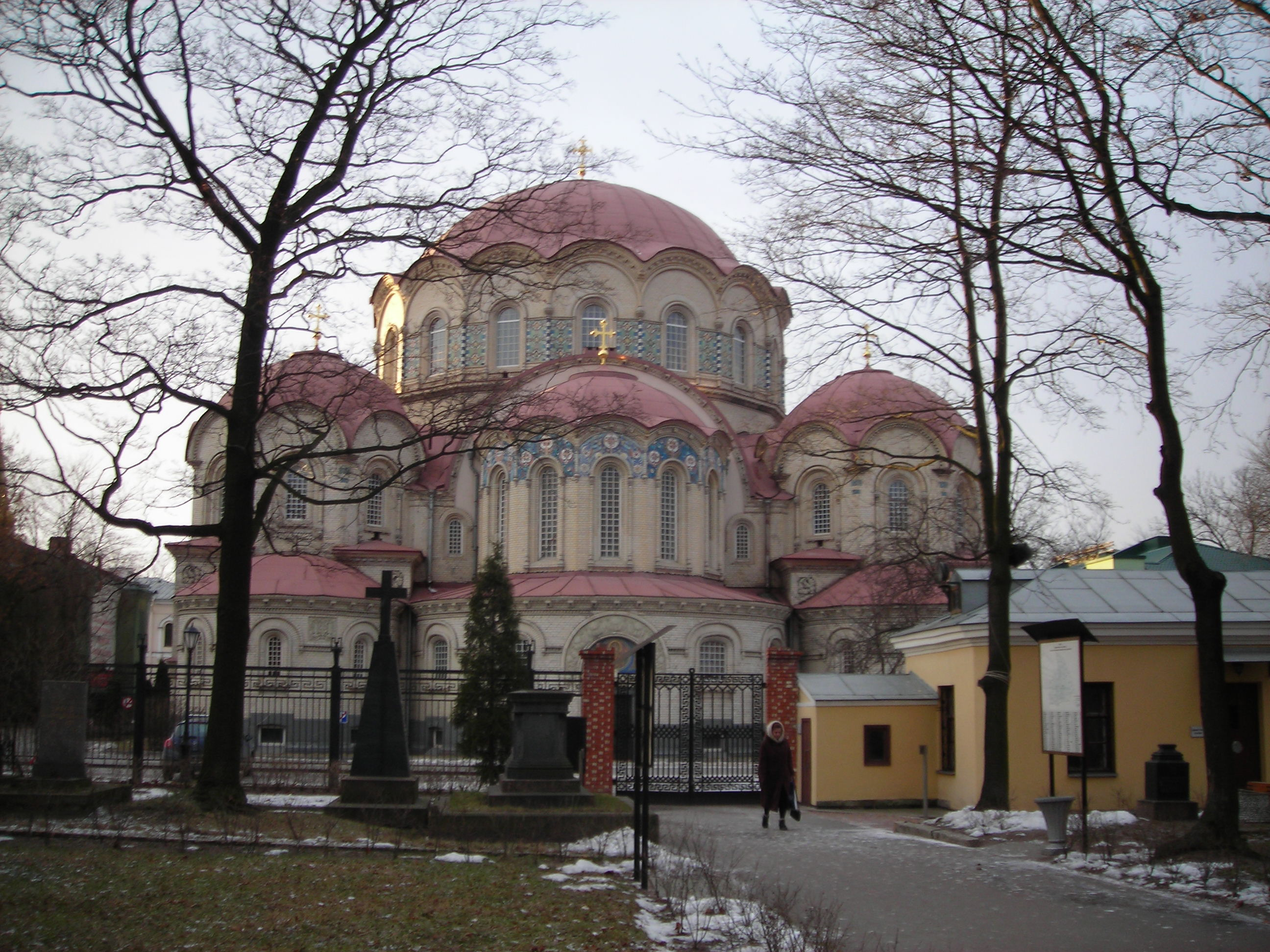
Iglesia de Kazan, Cementerio Novodevichy de San Petersburgo
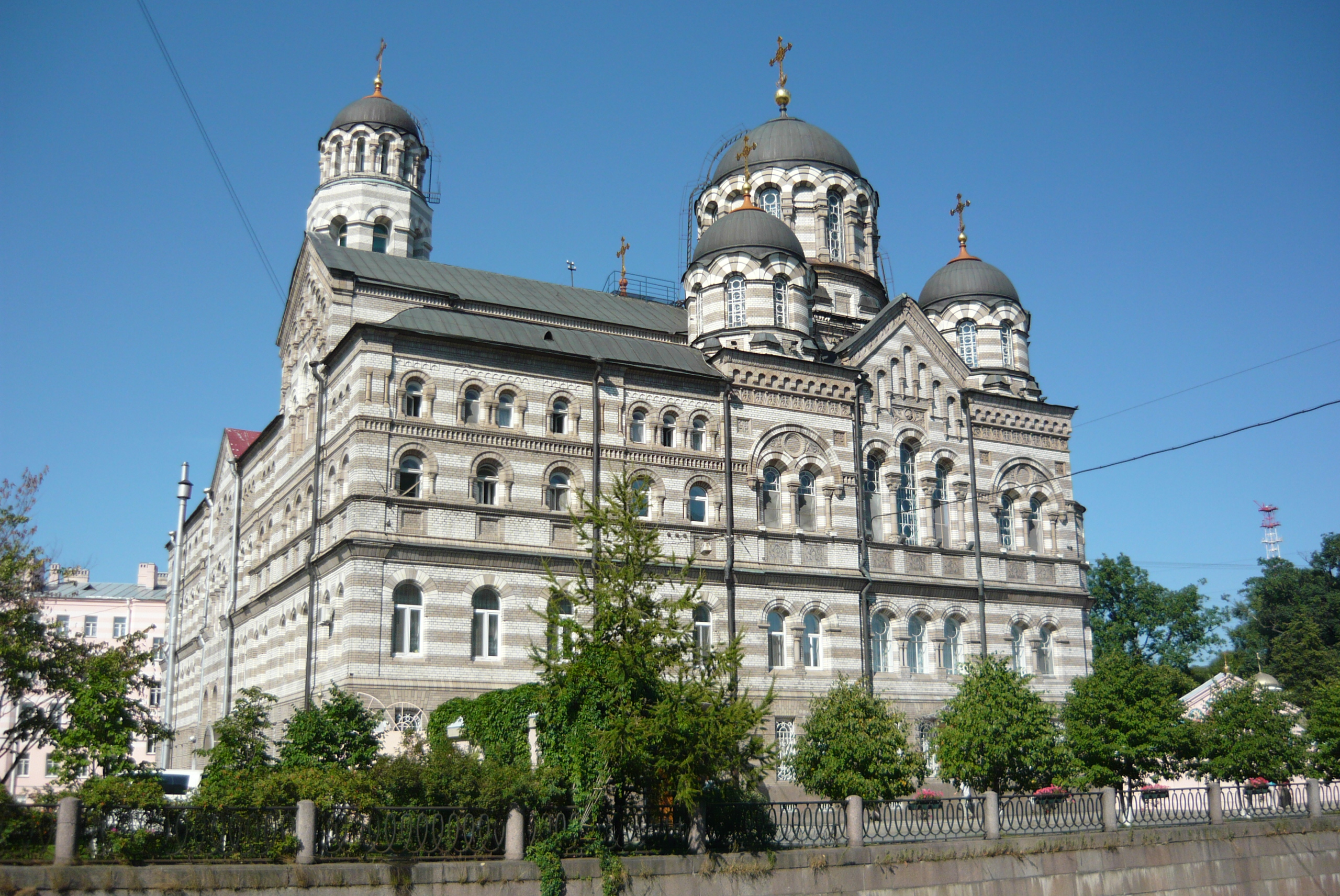
Convento Ioannovsky, San Petersburgo
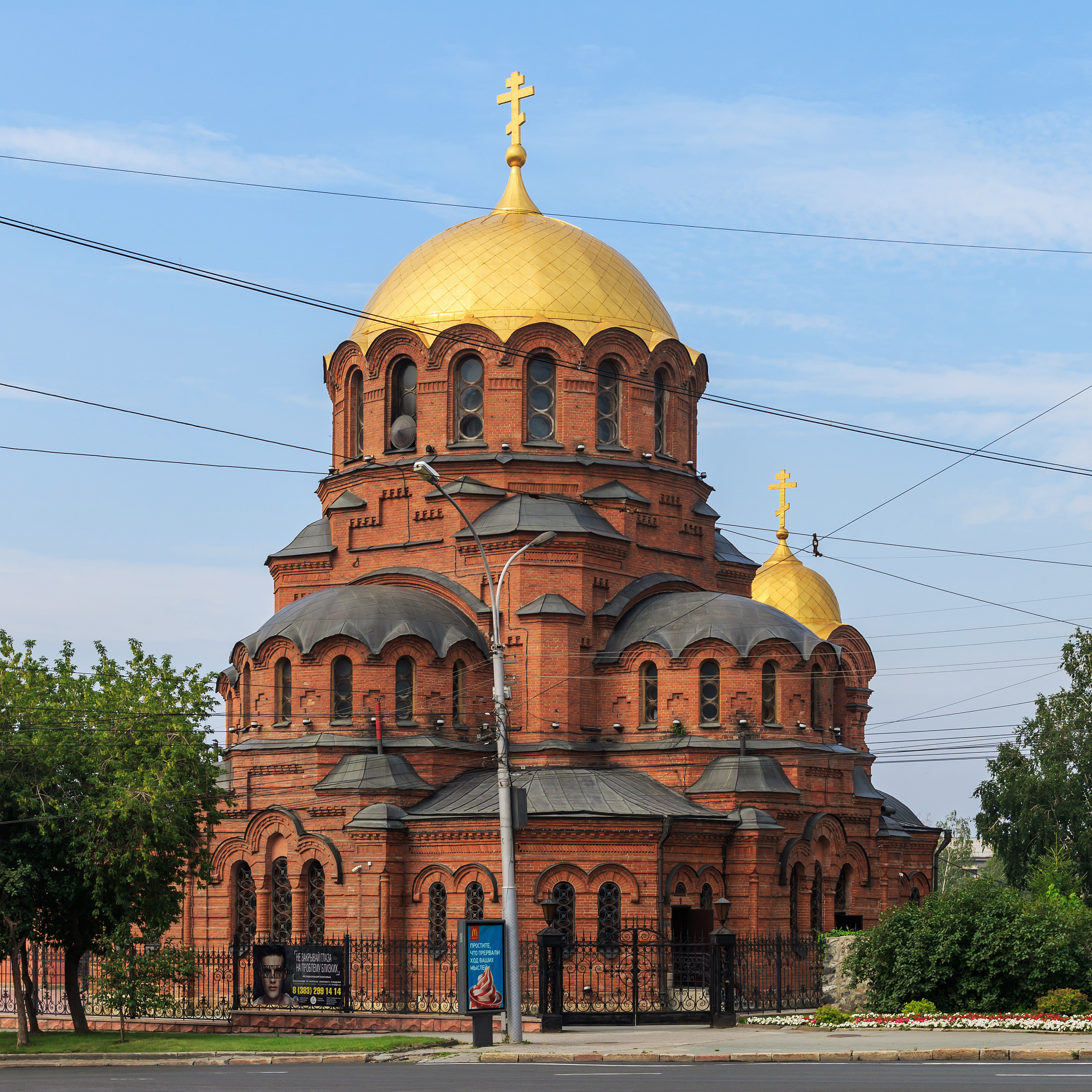
Catedral de Alexander Nevsky de Novosibirsk
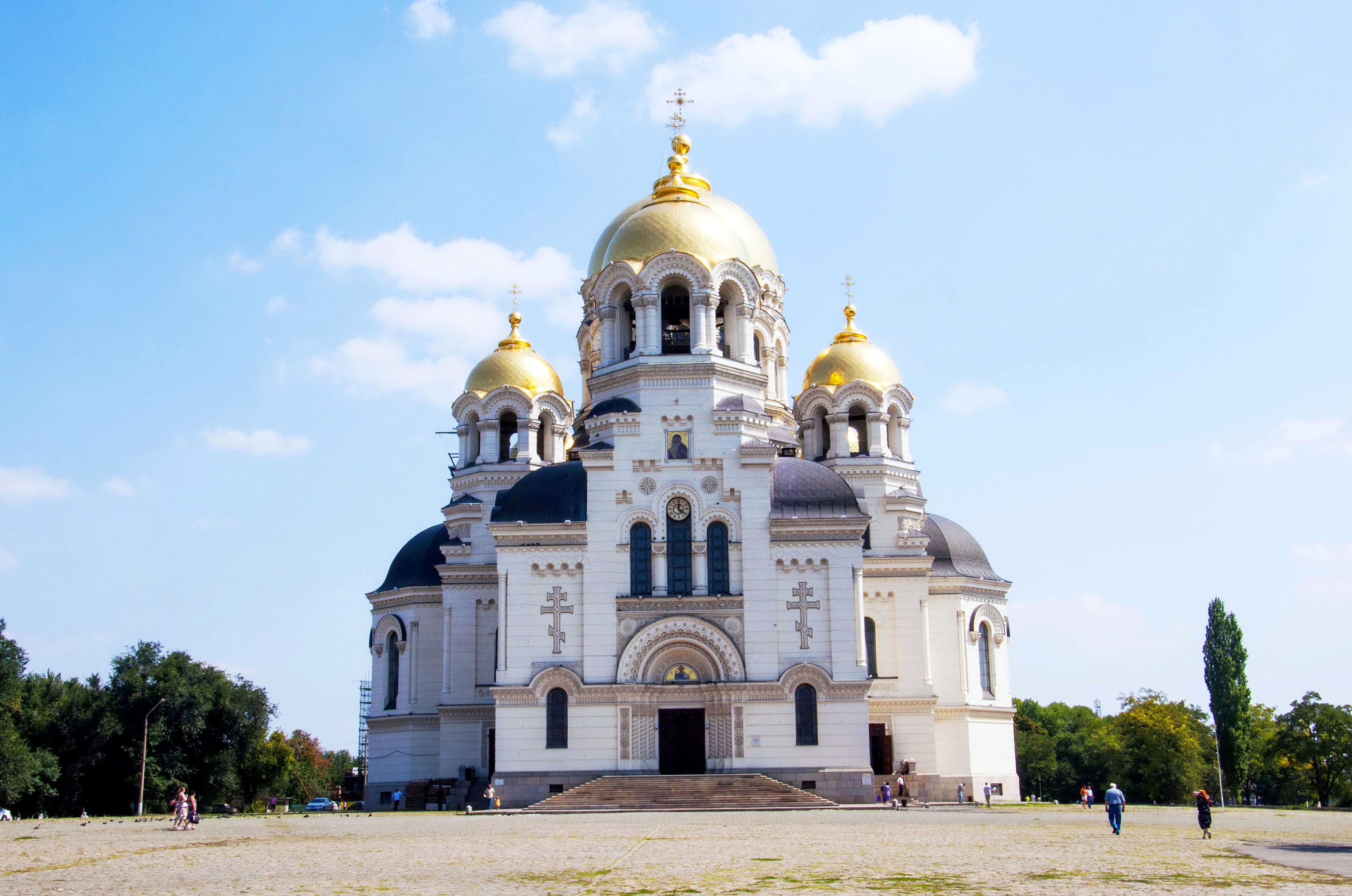
Catedral de la Ascensión de Novocherkask
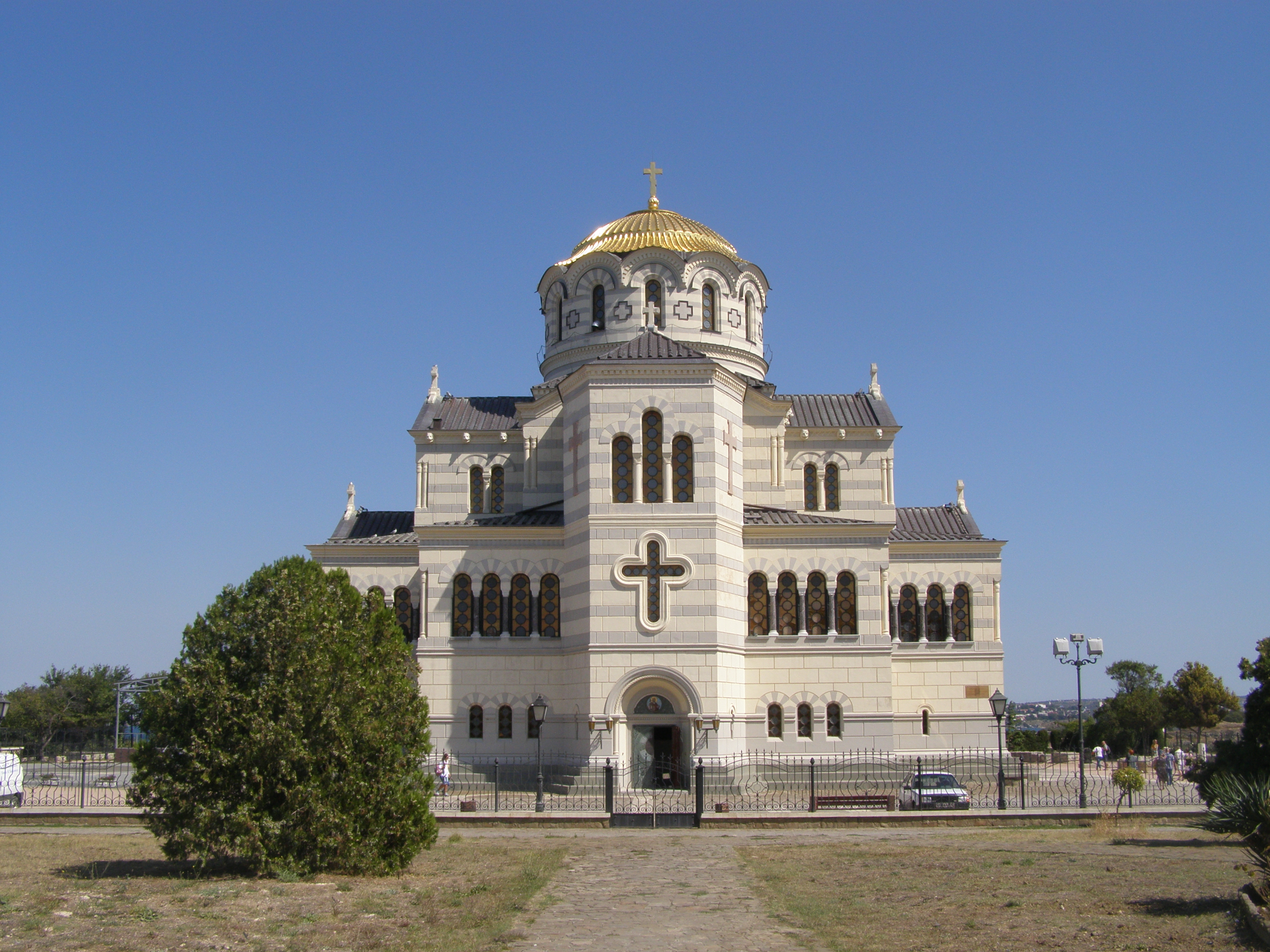
Catedral de San Vladímir de Quersoneso, primer ejemplo de estilo con una planta poligonal

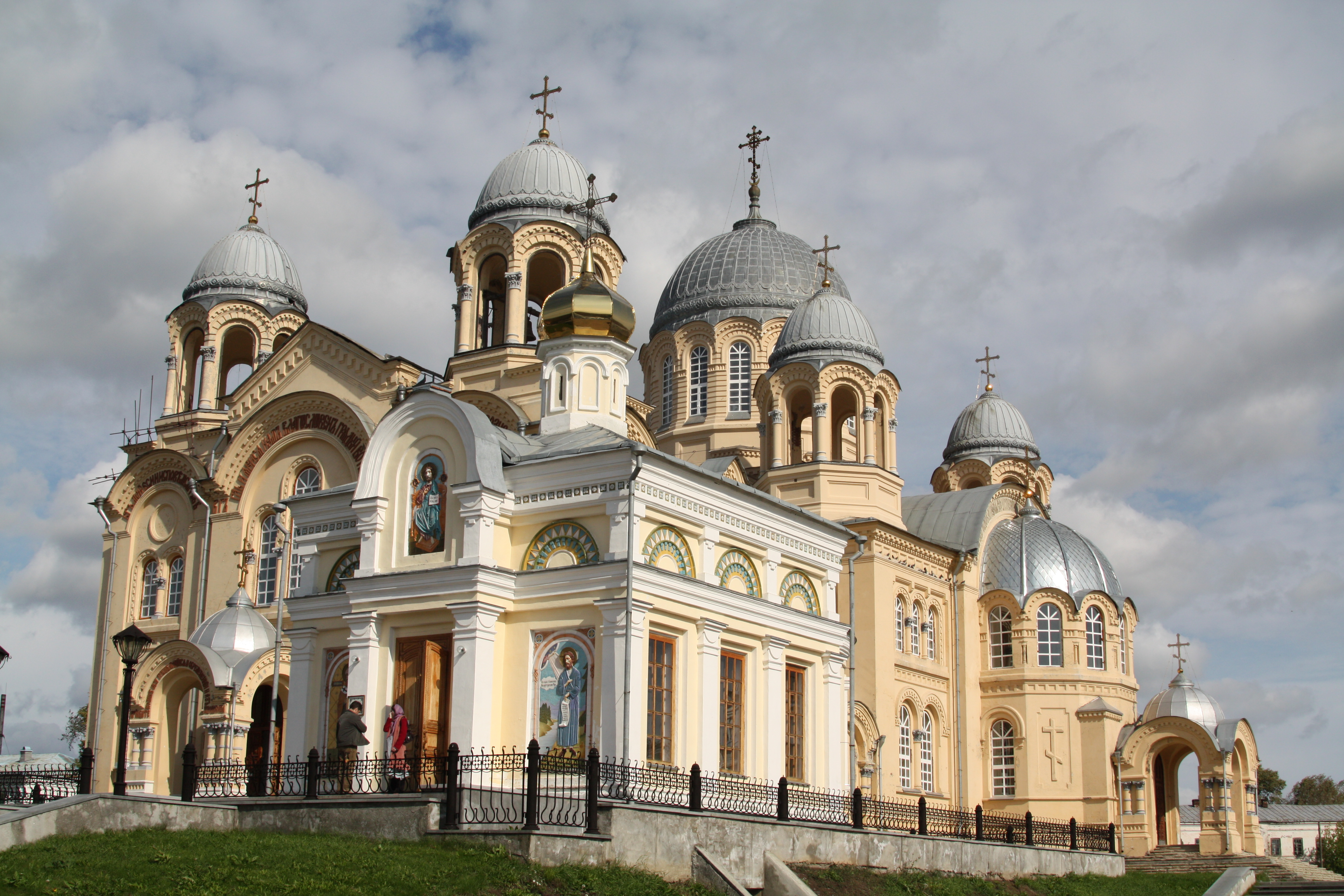
Monasterio de San Nicolás, Verkhoturye
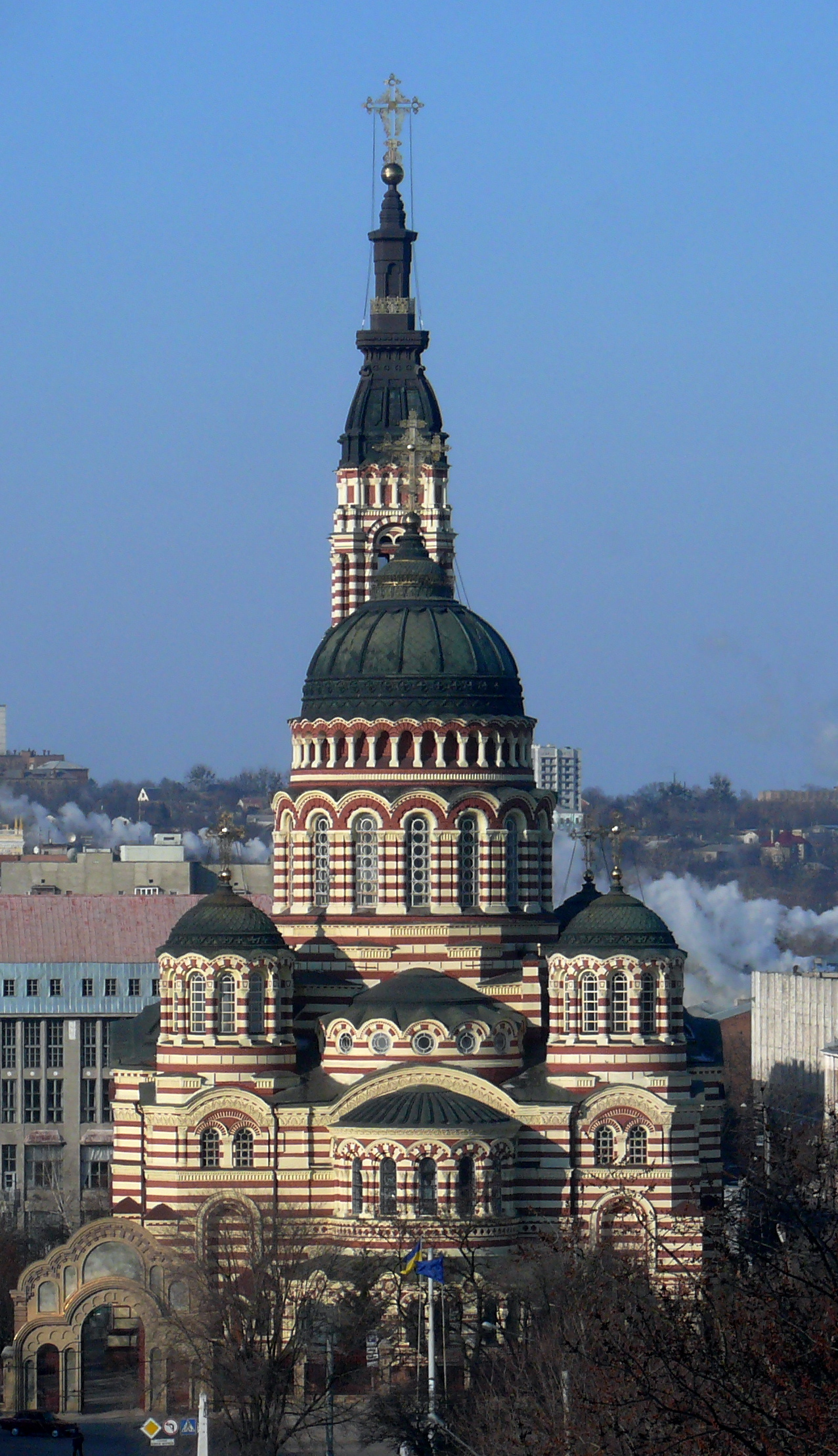
Catedral de la Anunciación de Járkov
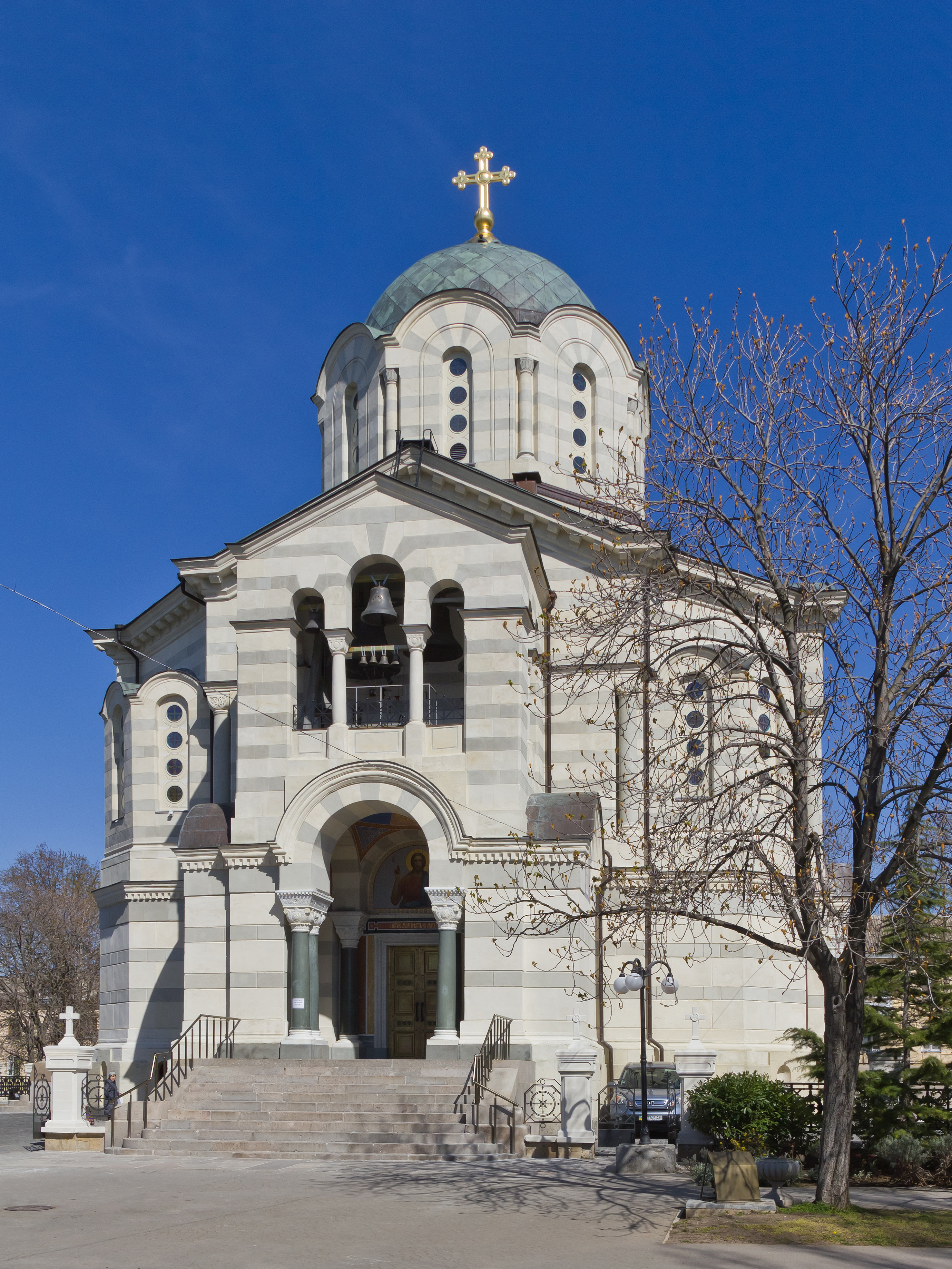
Catedral de Vladímir de Sebastopol
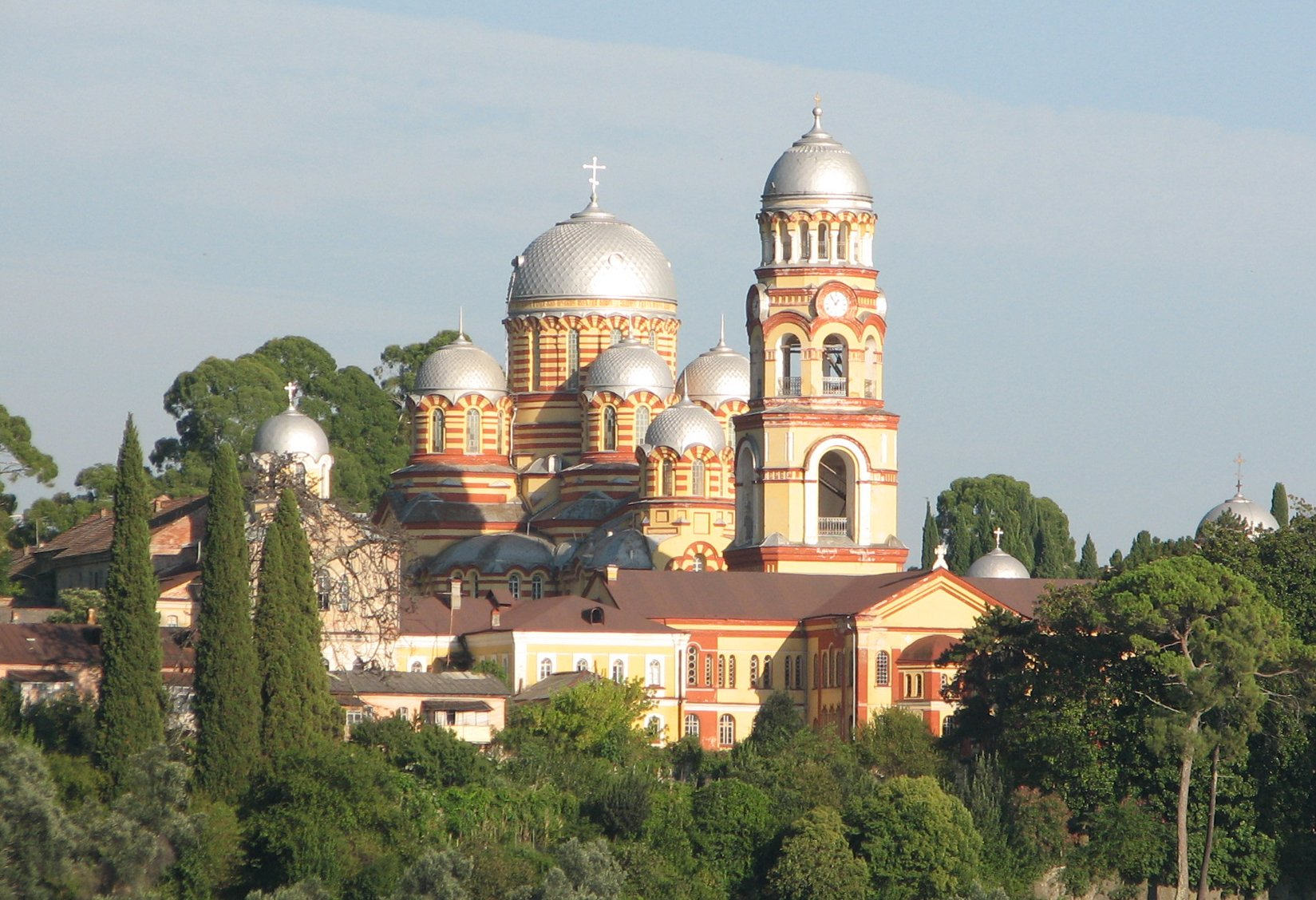
Monasterio de Nueva Athos en Abjasia (Georgia)
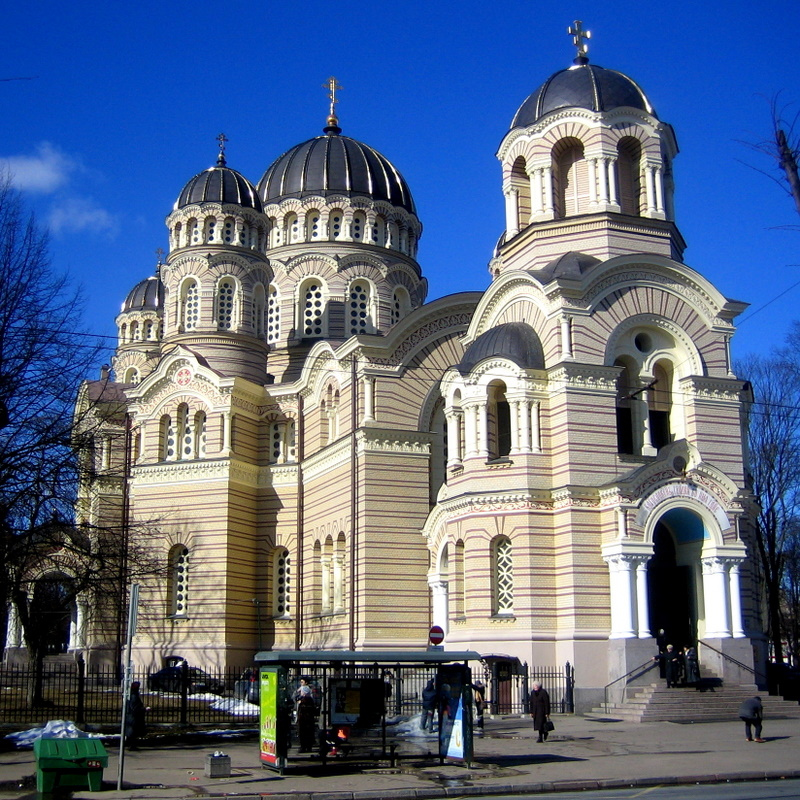
Catedral de la Natividad de Riga (1876-1884)

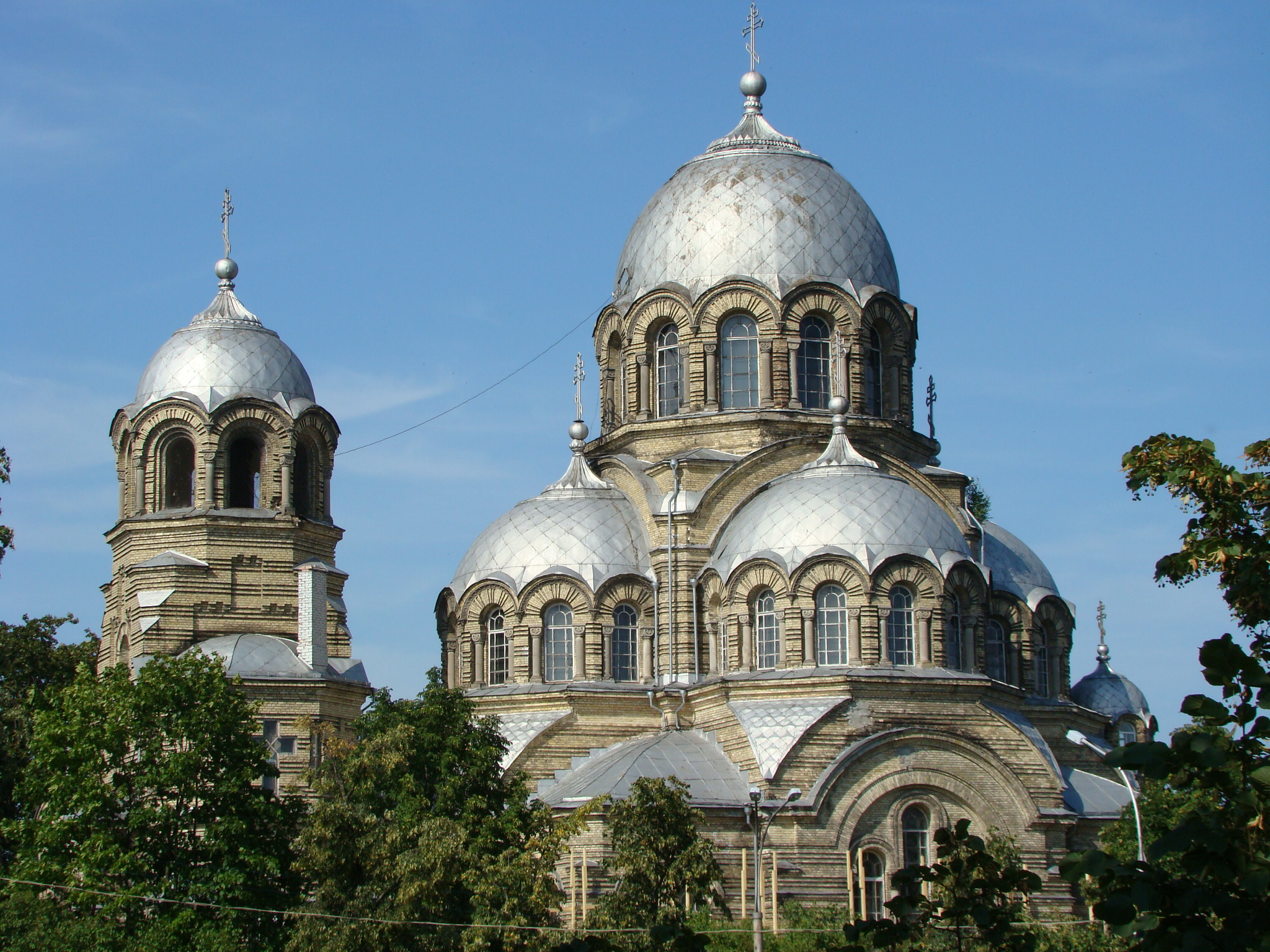
Iglesia del Theotokos Orans (Nuestra Señora del Signo de la Cruz de Vilnius
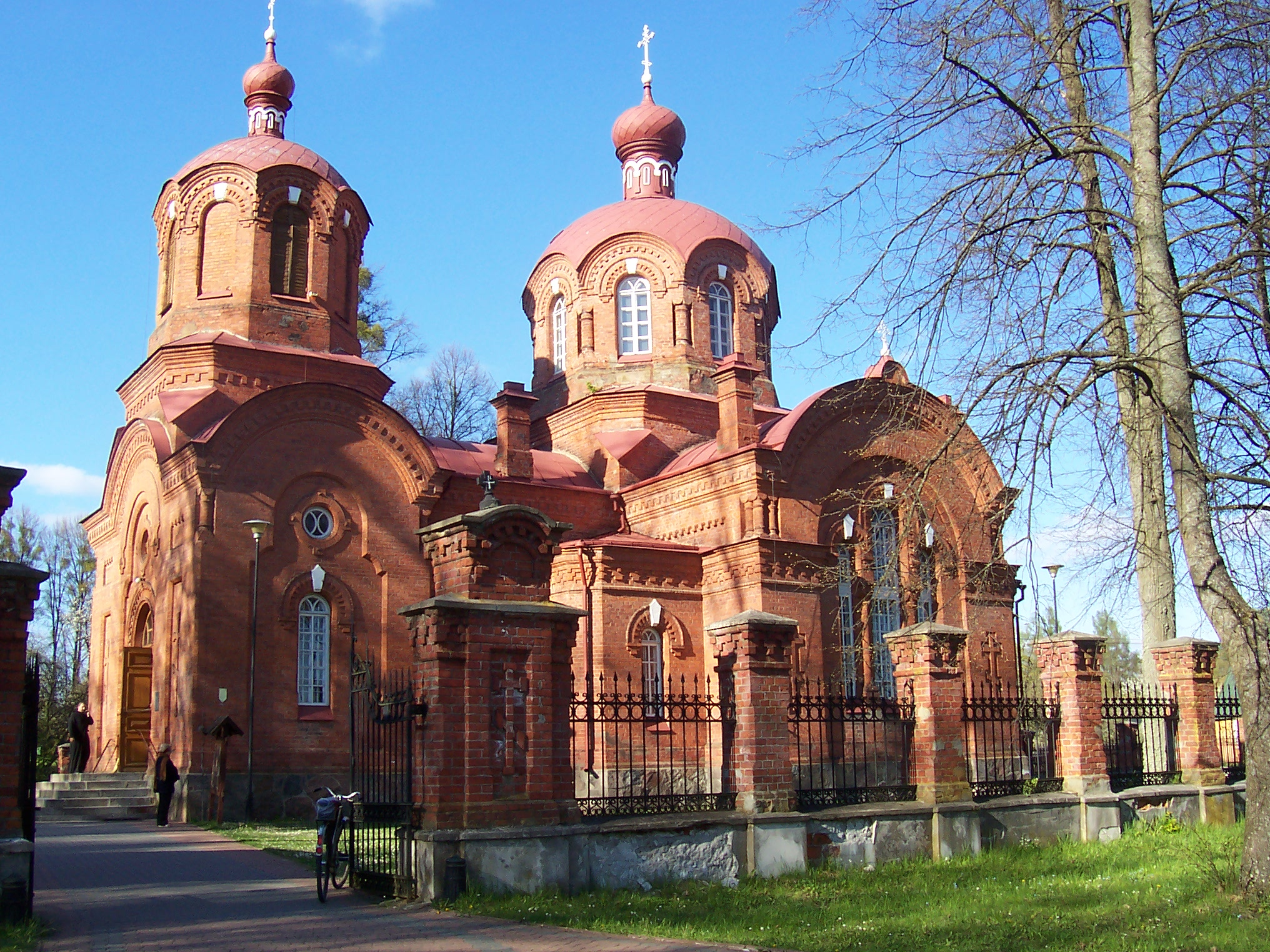
Iglesia ortodoxa en Białowieża
Catedral de Alexander Nevsky de Łódź
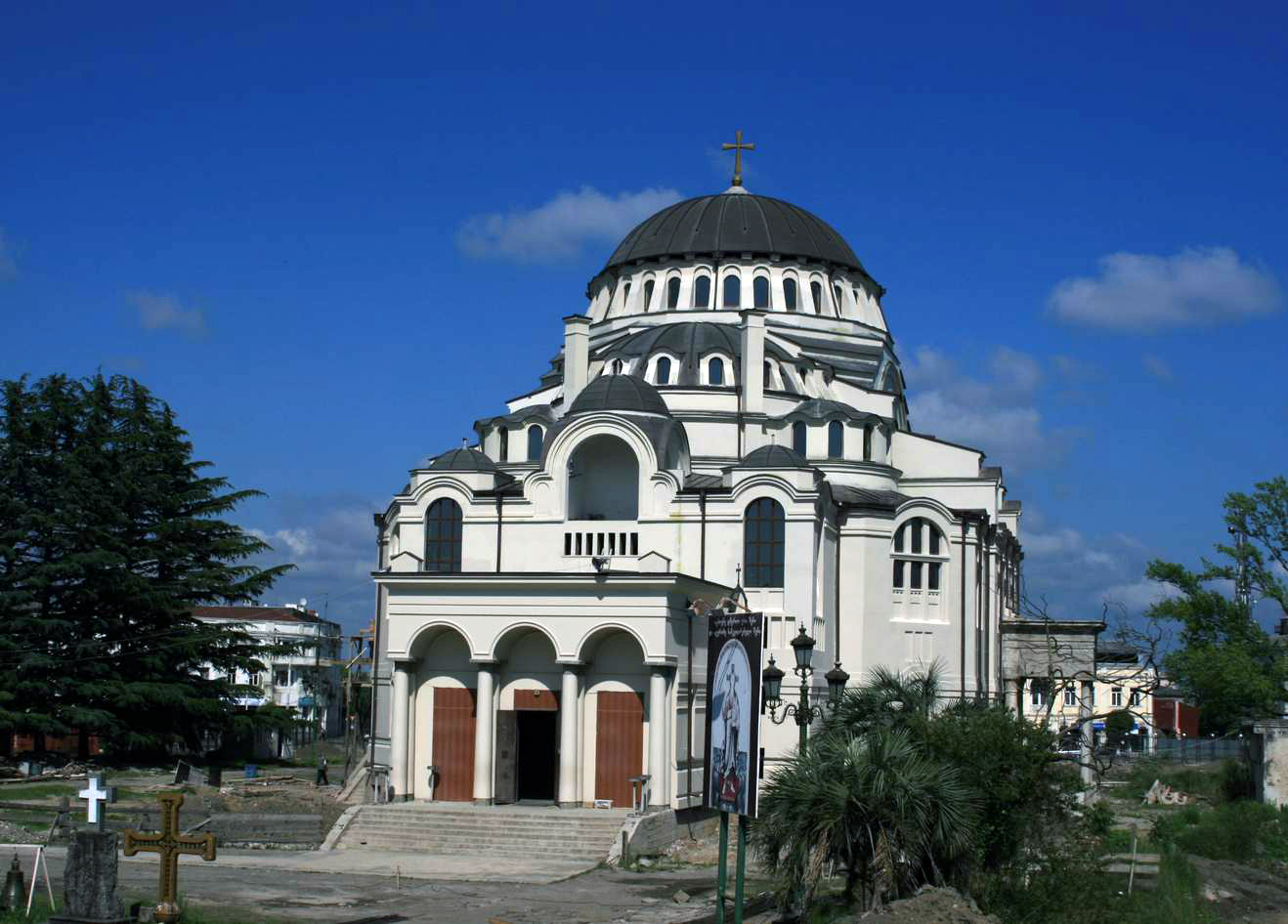
Catedral de Poti
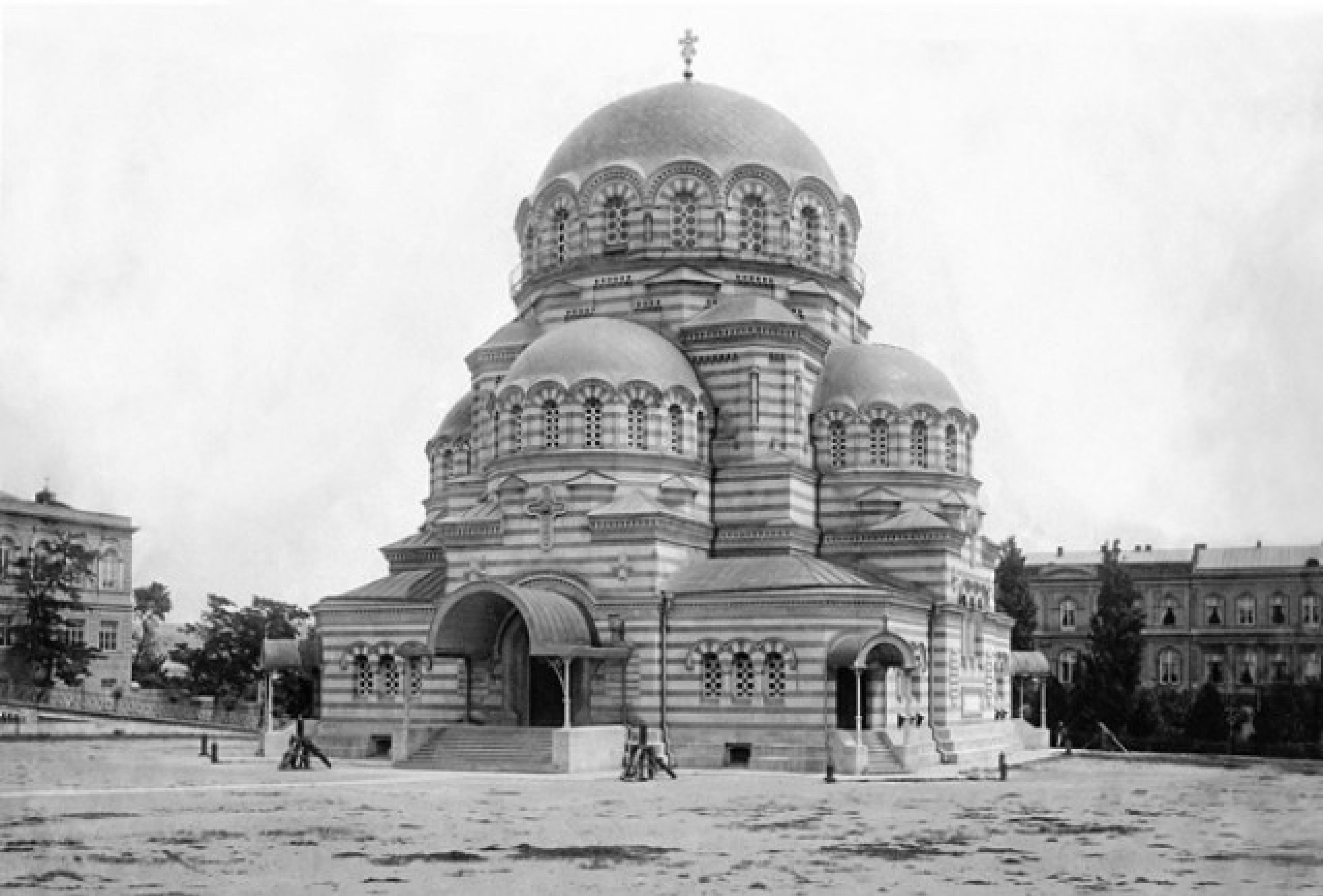
Catedral de Alexander Nevsky de Tiflis

## Otros países de mayoría ortodoxa
Hay muchas iglesias neobizantinas en la península balcánica, como la de Iglesia Oplenac-mausoleo de Topolaen Serbia, encargada en 1909 por la dinastía Karađorđević para servir como necrópolis para la familia real serbia. La llegada de muchos artistas refugiados de Rusia después de la Revolución de Octubre significó que muchos edificios gubernamentales públicos en Belgrado fueran diseñados por destacados arquitectos rusos. El rey Alejandro I (r. 1921-1934) impulsó el movimiento neobizantino. Los principales arquitectos de la época fueron Aleksander Deroko, Momir Korunović, Branko Kristić, Grigorijji Samojlov y Nikola Krasnov; sus obras más destacadas fueron el complejo real en el distrito Dedinje de Belgrado, la Iglesia de San Sava en Belgrado y la de San Marcos, también en Belgrado. Cuando terminó el período comunista, Mihailo Mitrović y Nebojša Popović se convirtieron en defensores de las nuevas tendencias en la arquitectura sacra, tomando prestados numerosos ejemplos de la tradición bizantina.

Arquitectura neobizantina en países de mayoría ortodoxa
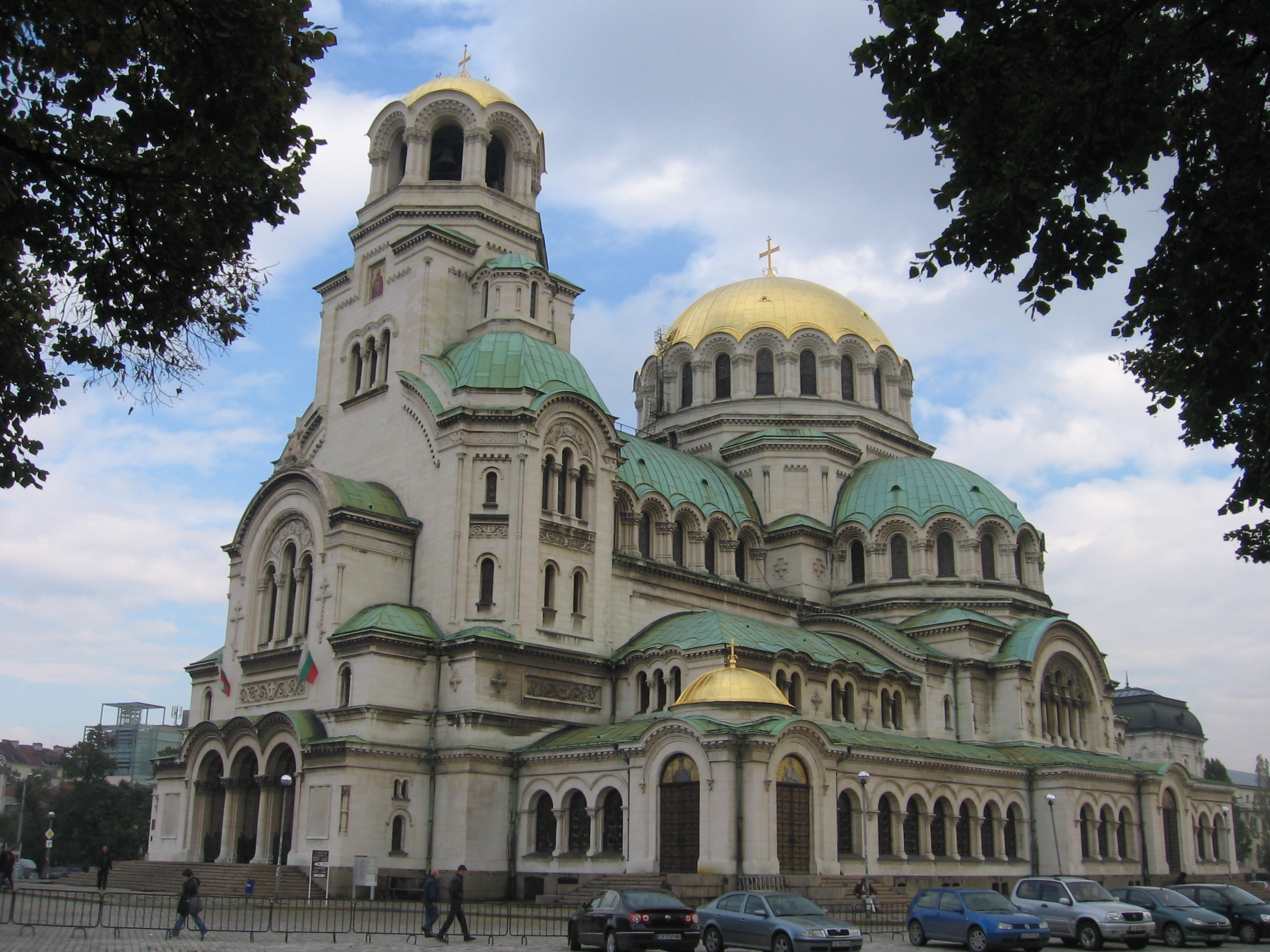
Catedral de San Alejandro Nevsky de Sofia, Bulgaria
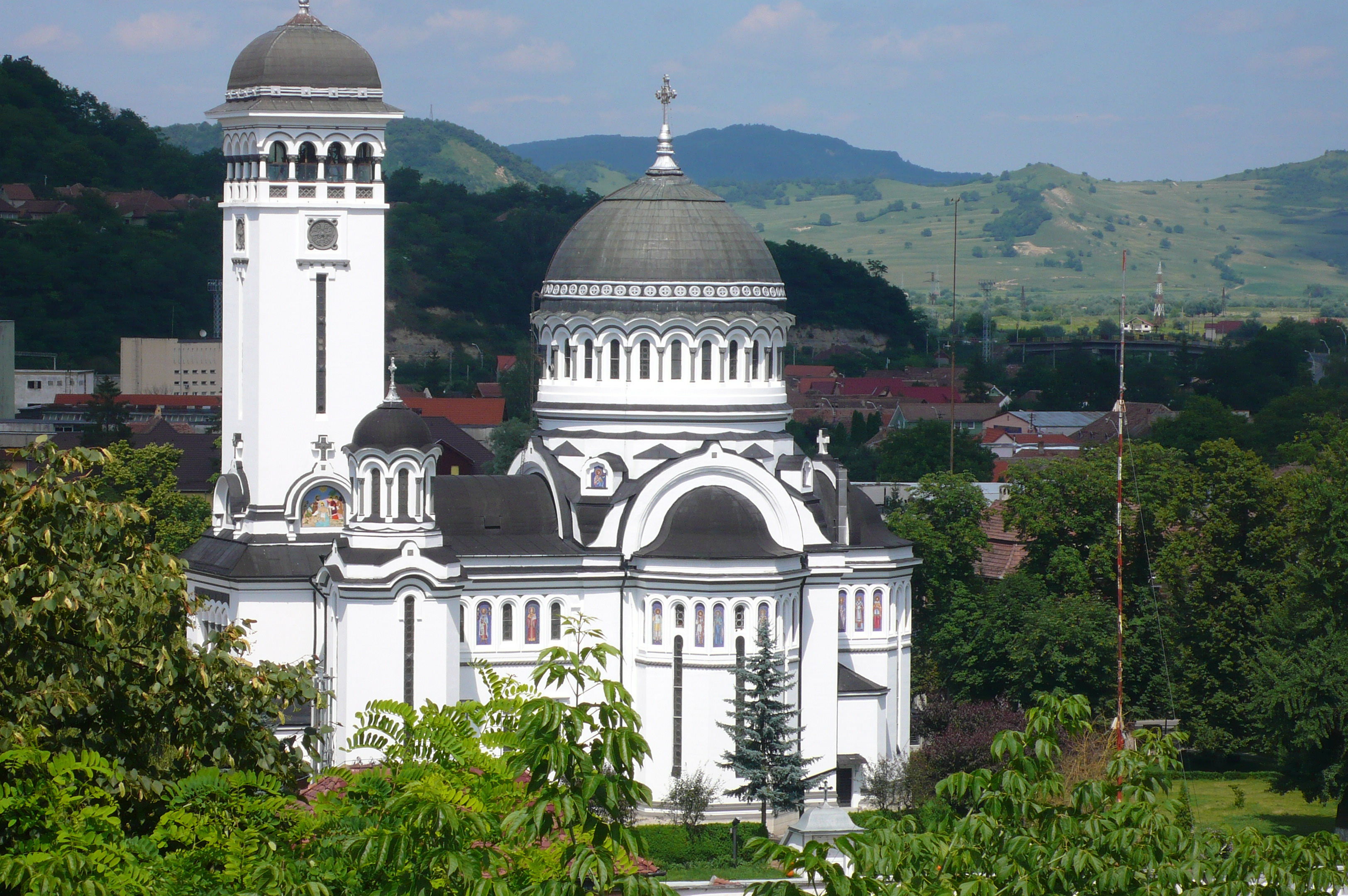
Iglesia de la Santísima Trinidad de Sighișoara en Sighișoara, Rumania
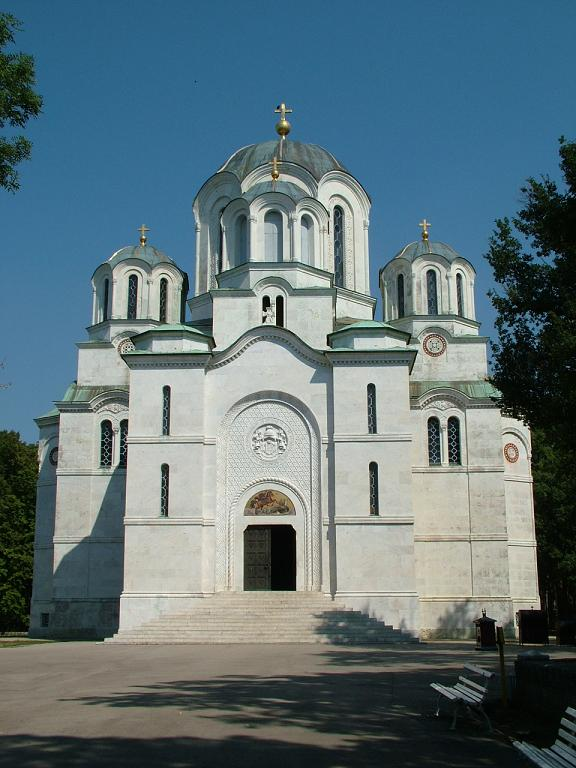
Iglesia de San Jorge-mausoleo en Topola (también llamada Oplenac) es la necrópolis de la dinastía Karađorđević, en Serbia
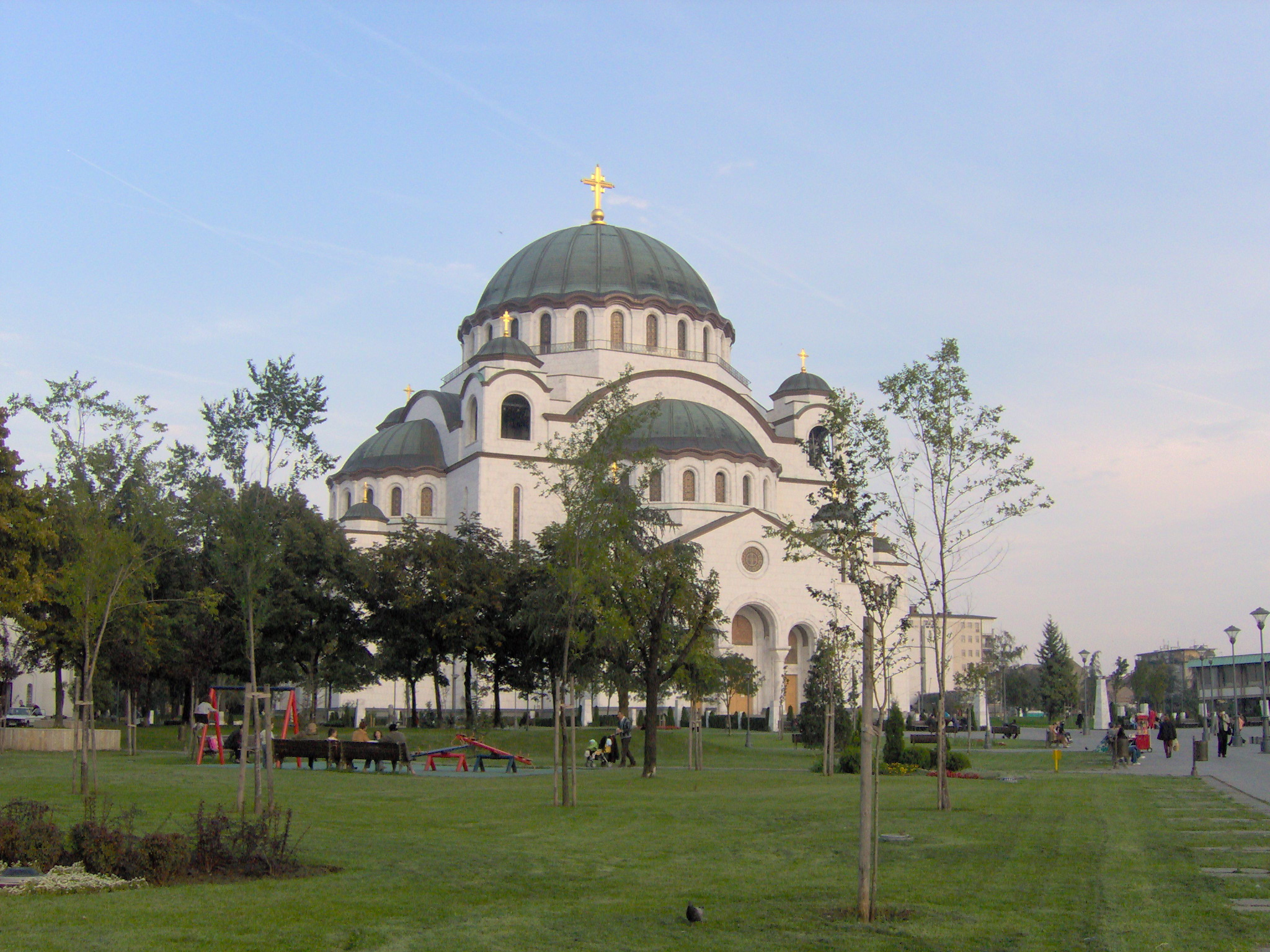
Catedral de San Sava, Belgrado, Serbia
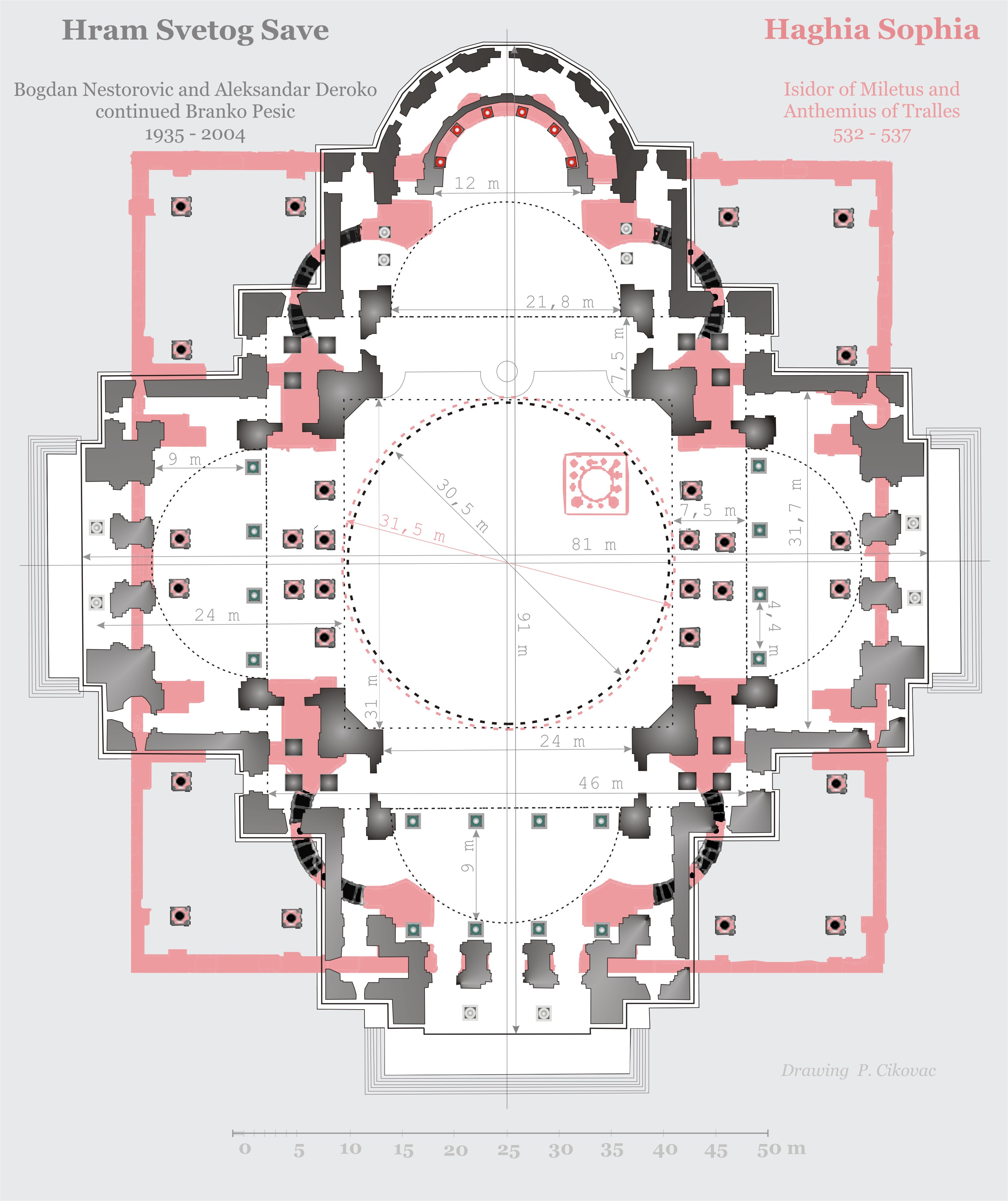
La planta de San Sava superpuesta a la de Santa Sofía de Constantinopla
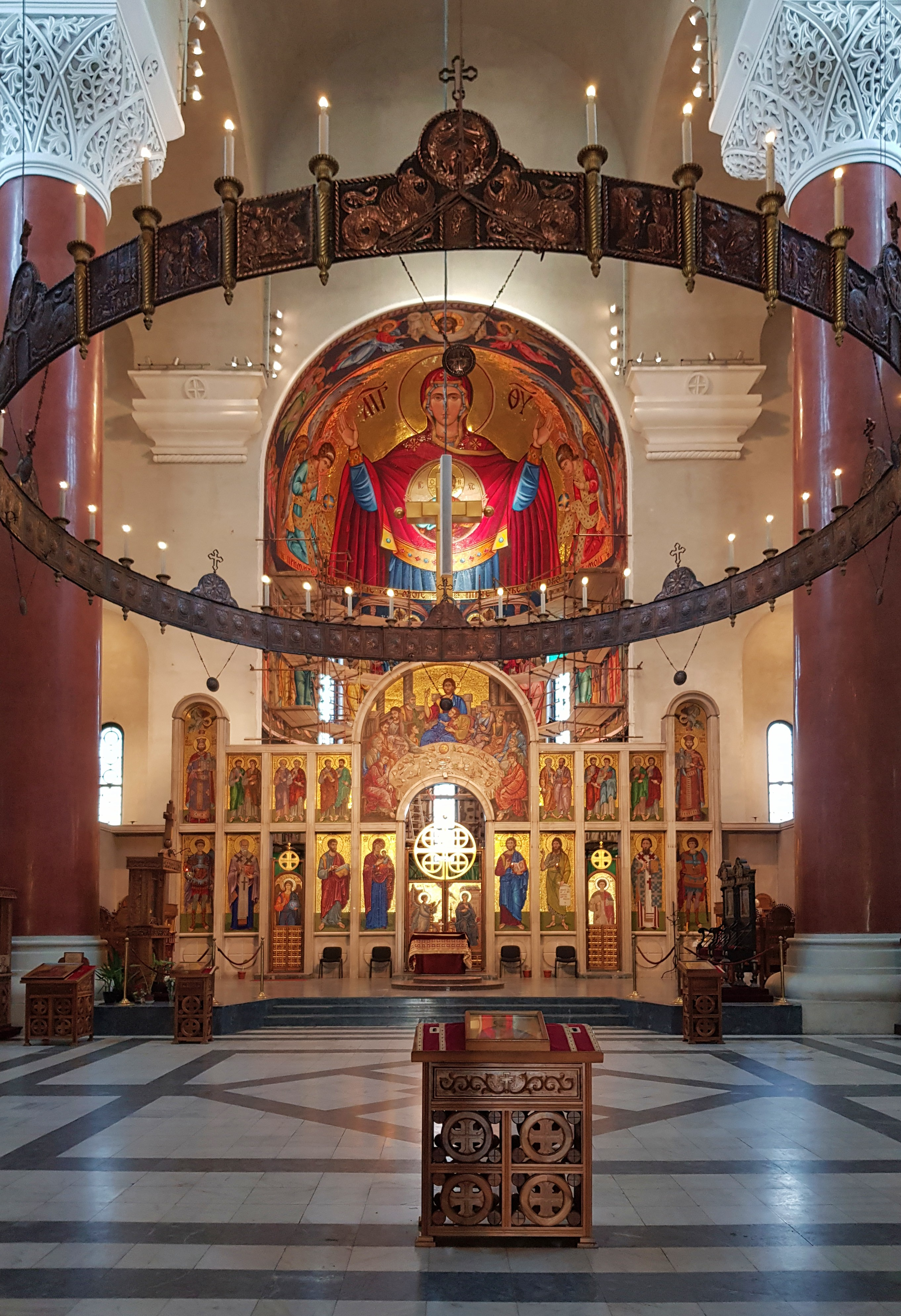
Iglesia de San Marcos de Belgrado (iconostasio).

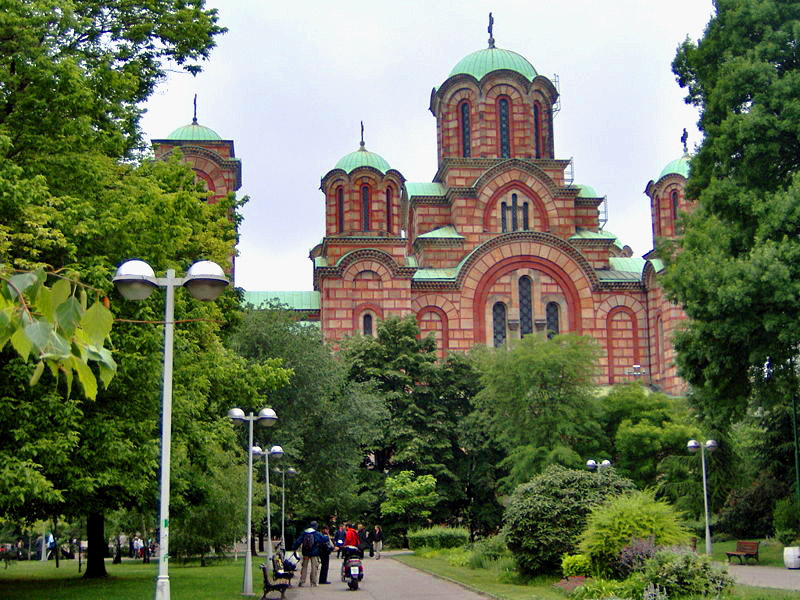
Iglesia de San Marcos en Belgrado, Serbia.
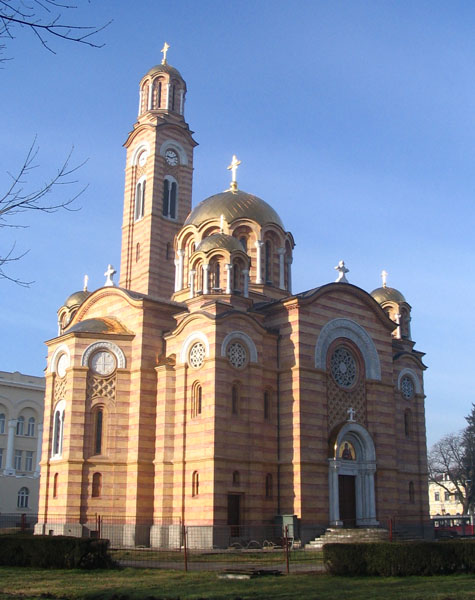
Catedral del Cristo Salvador, Banja Luka, Bosnia y Herzegovina
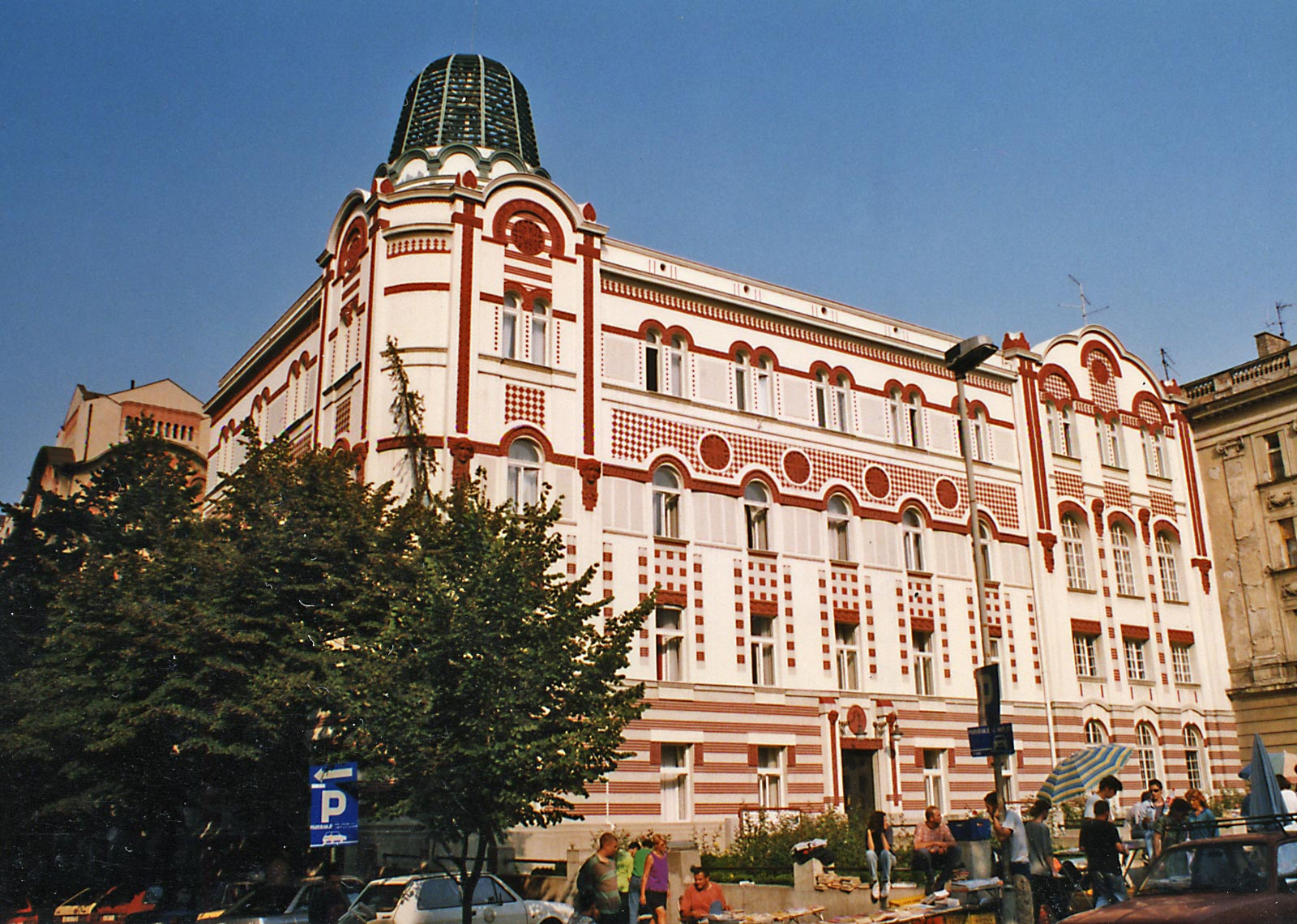
Antiguo Edificio de la central de Teléfonos, Belgrado
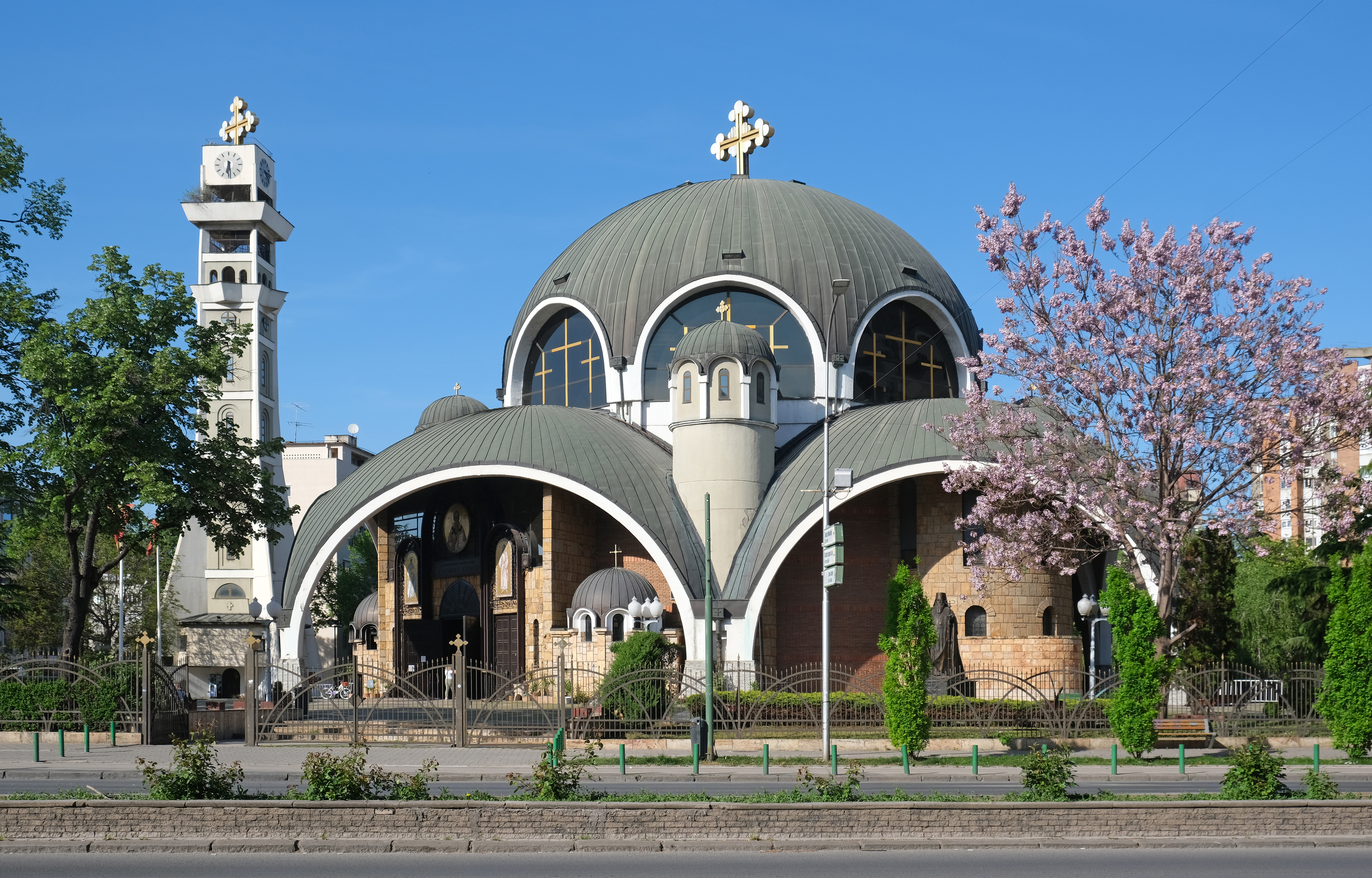
Catedral de San Clemente de Ohrid en Skopje, en Macedonia del Norte (1972-1990)

## Estados Unidos
En los EE. UU. (y en otros lugares), el estilo neobizantino se vio a menudo usado en fusiones vernáculas con otros estilos historicistas medievales como la arquitectura neorrománica y la arquitectura neogótica, o incluso con el revival del estilo Misión o el colonial español.
La arquitectura neobizantina está presente en los edificios más importantes del campus de la  Universidad de Rice en Texas, en la Iglesia Metodista Unida de Cristo en Nueva York, de Ralph Adams Cram; en la Iglesia Inmaculada Concepción, en Nueva Orleans, la iglesia de San Francisco de Sales de Filadelfia, la Catedral Basílica de San Luis (Misuri) y la Basílica del Santuario Nacional de la Inmaculada Concepción en Washington D. C., construida entre 1920 y 1959.
En los primeros años de la década de 1980, el célebre arquitecto americano Philip Johnson diseñó una ampliación posmodernista de la Cleveland Play House que refleja claras influencias bizantinas, y que por lo tanto podría denominarse neobizantina.

Arquitectura neobizantina en Estados Unidos
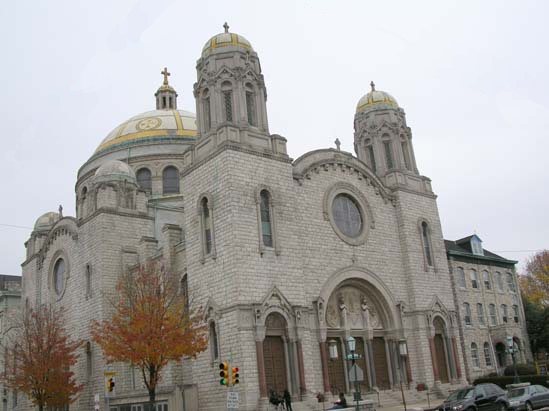
Iglesia católica San Francisco de Sales en Filadelfia.
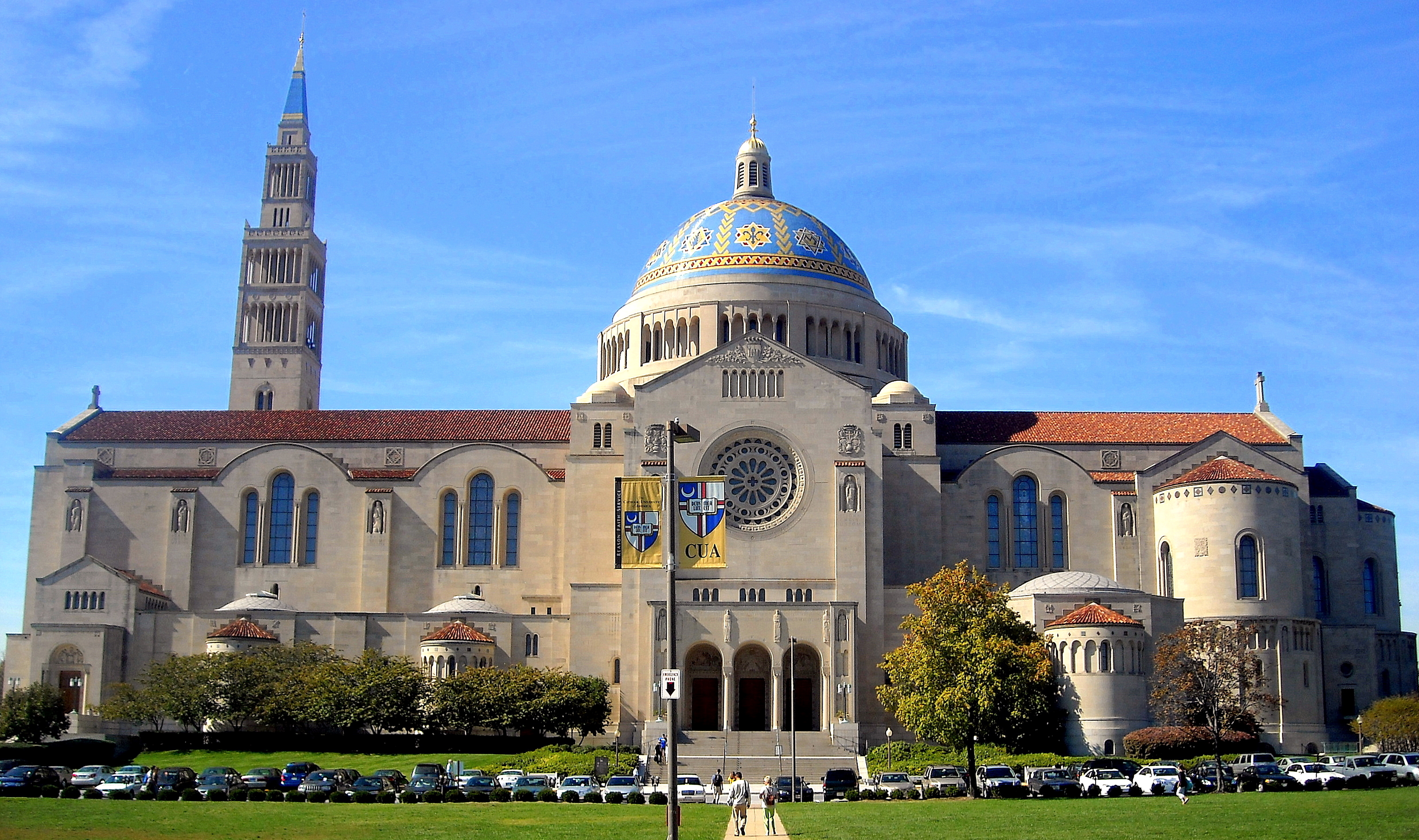
Basílica del Santuario Nacional de la Inmaculada Concepción en Washington D.C.
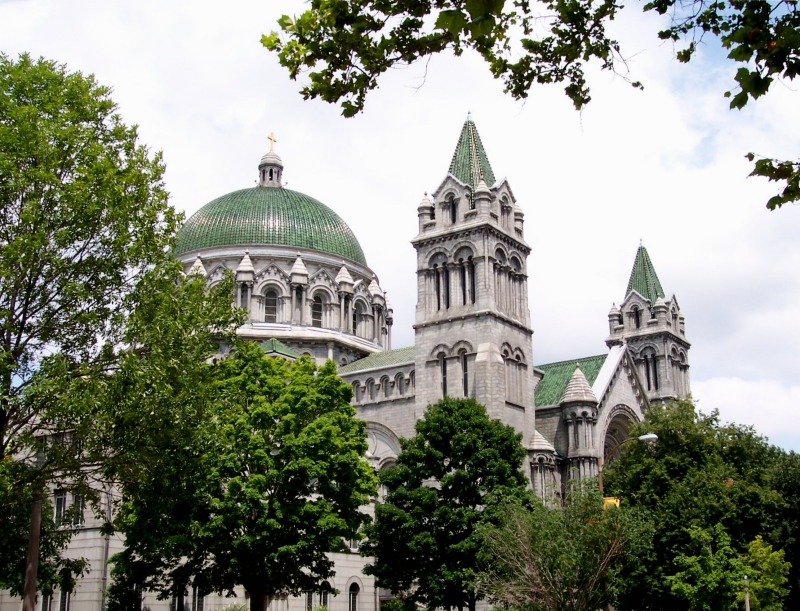
Catedral Basílica de San Luis (Misuri)
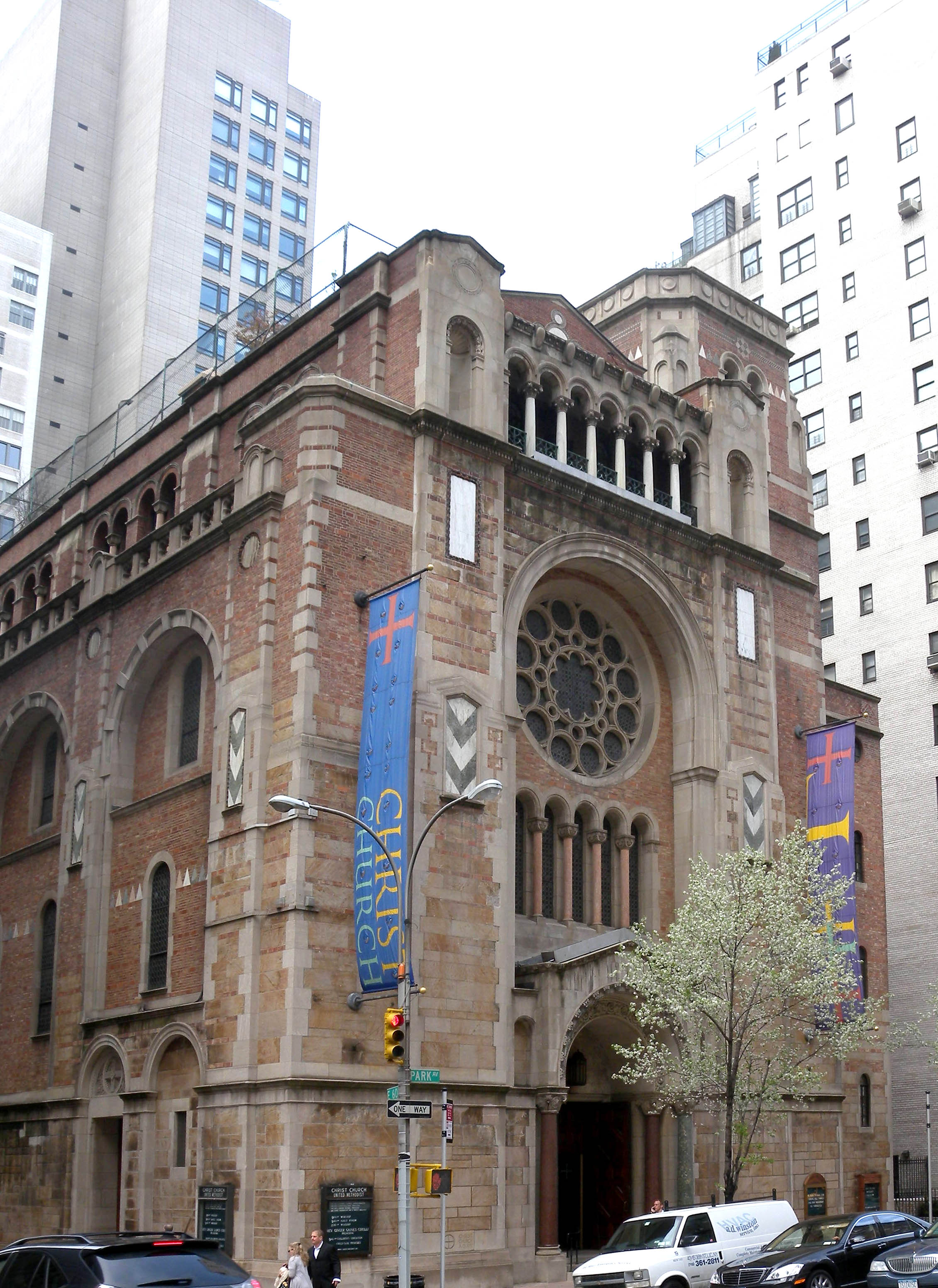
Iglesia Metodista Unida de Cristo, Ciudad de Nueva York

## Gran Bretaña e Irlanda
La catedral de Westminster  (1895-1903), la catedral católica de Londres, es el esfuerzo británico más grande y más profundo en el estilo, una obra de John Francis Bentley (1839-1902). También destacan otros edificios, como el Criterion Restaurant en Piccadilly Circus, la Iglesia de Cristo, en la carretera de Brixton, también en Londres, de Arthur Beresford Pite (1897-1903), cerca del campo de cricket Oval y la iglesia de Santa María y San Jorge de High Wycombe (1935-1938).
Desde alrededor de 1850 a 1880, en Bristol se desarrolló un estilo conocido actualmente bajo el nombre de «estilo bizantino de Bristol», popular en el diseño de edificios industriales que combinaban elementos del estilo bizantino con la arquitectura morisca.
La Iglesia de la Universidad de Newman en Dublín (1885-1886) es un buen ejemplo del estilo en Irlanda.

Arquitectura neobizantina en el Reino Unido
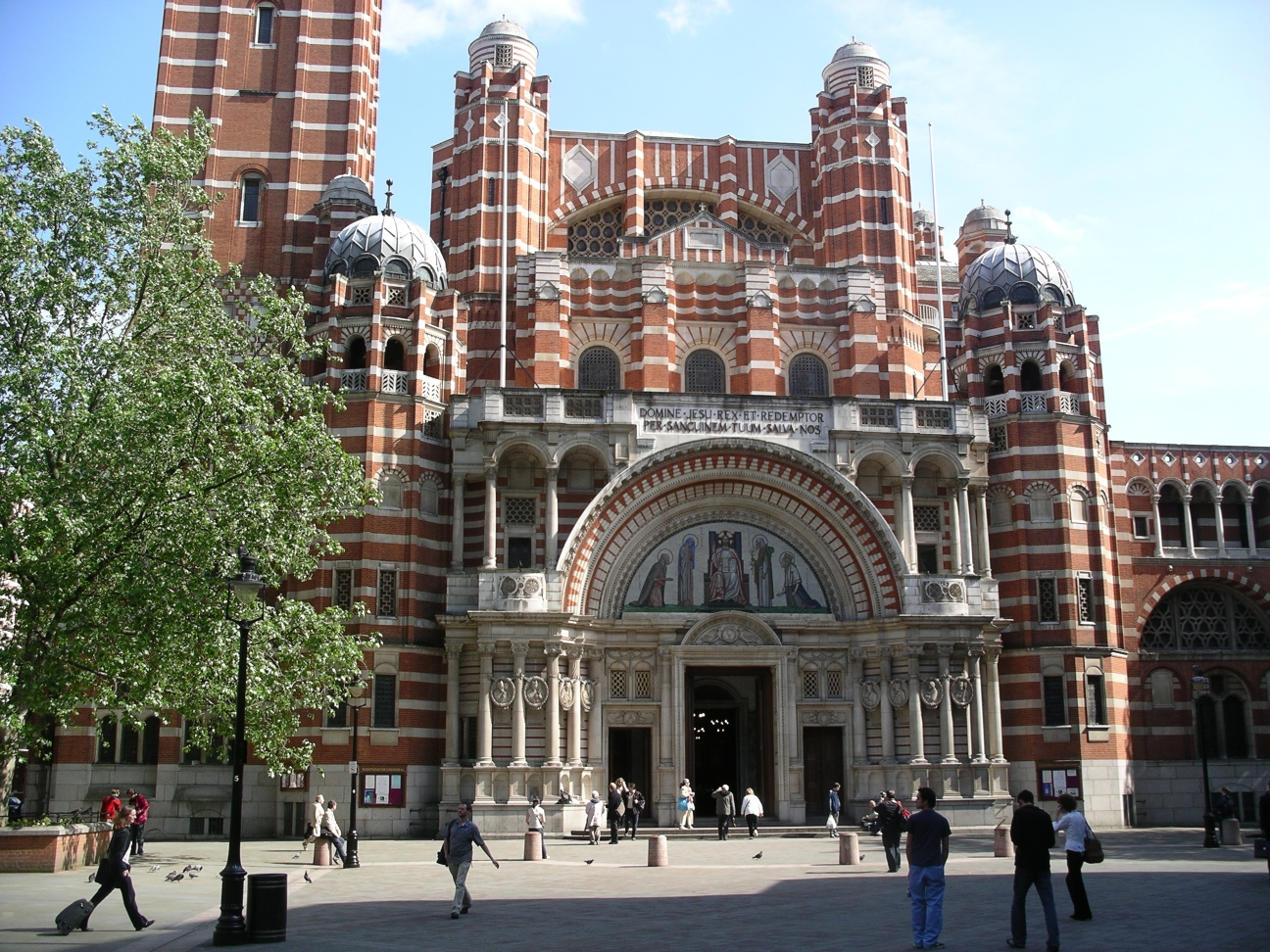
Fachada neobizantina de la catedral de Westminster (Londres)
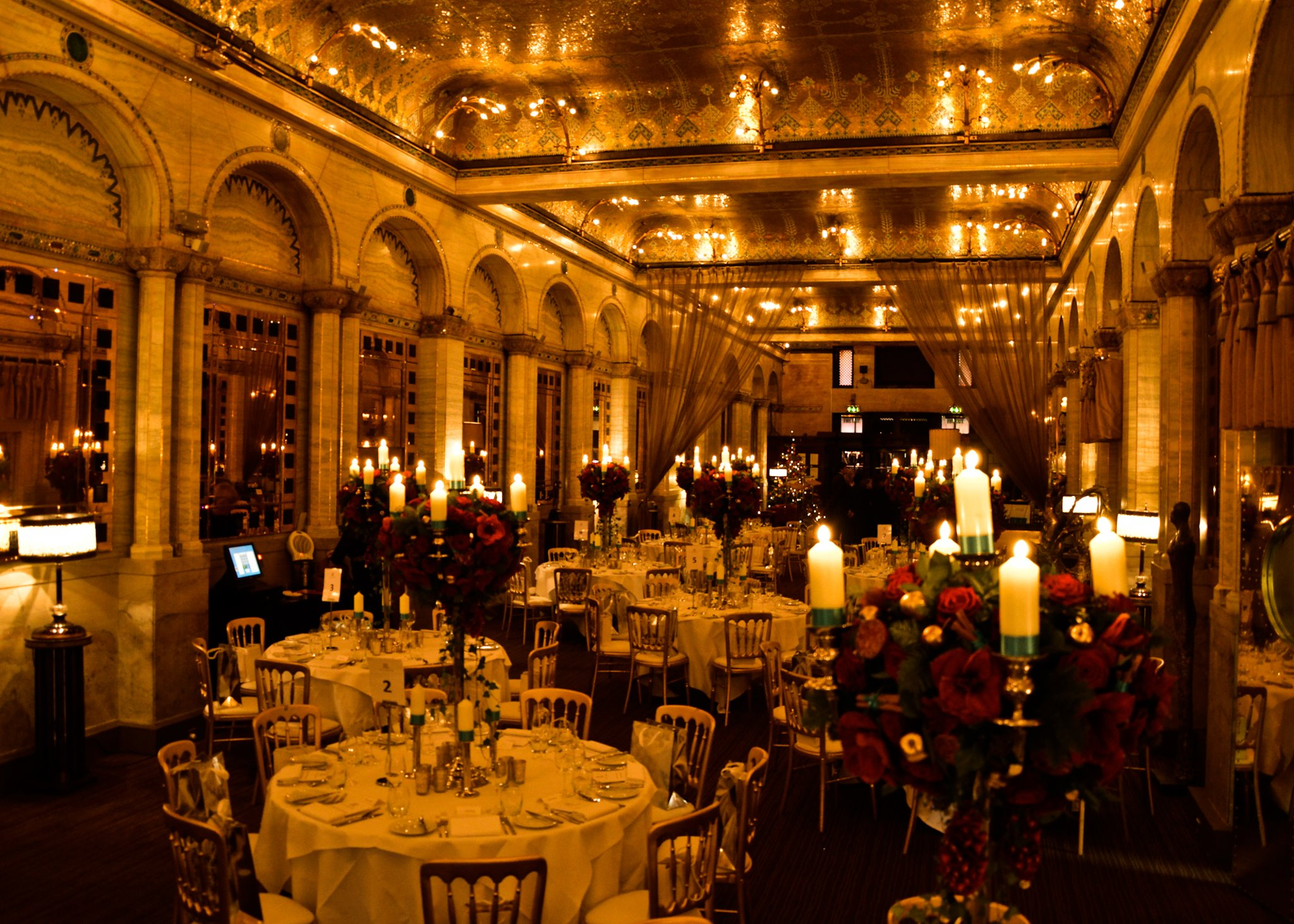
Paredes y techos neobizantinos del Restaurante Criterion diseñado por Thomas Verity en Piccadilly Circus (Londres)
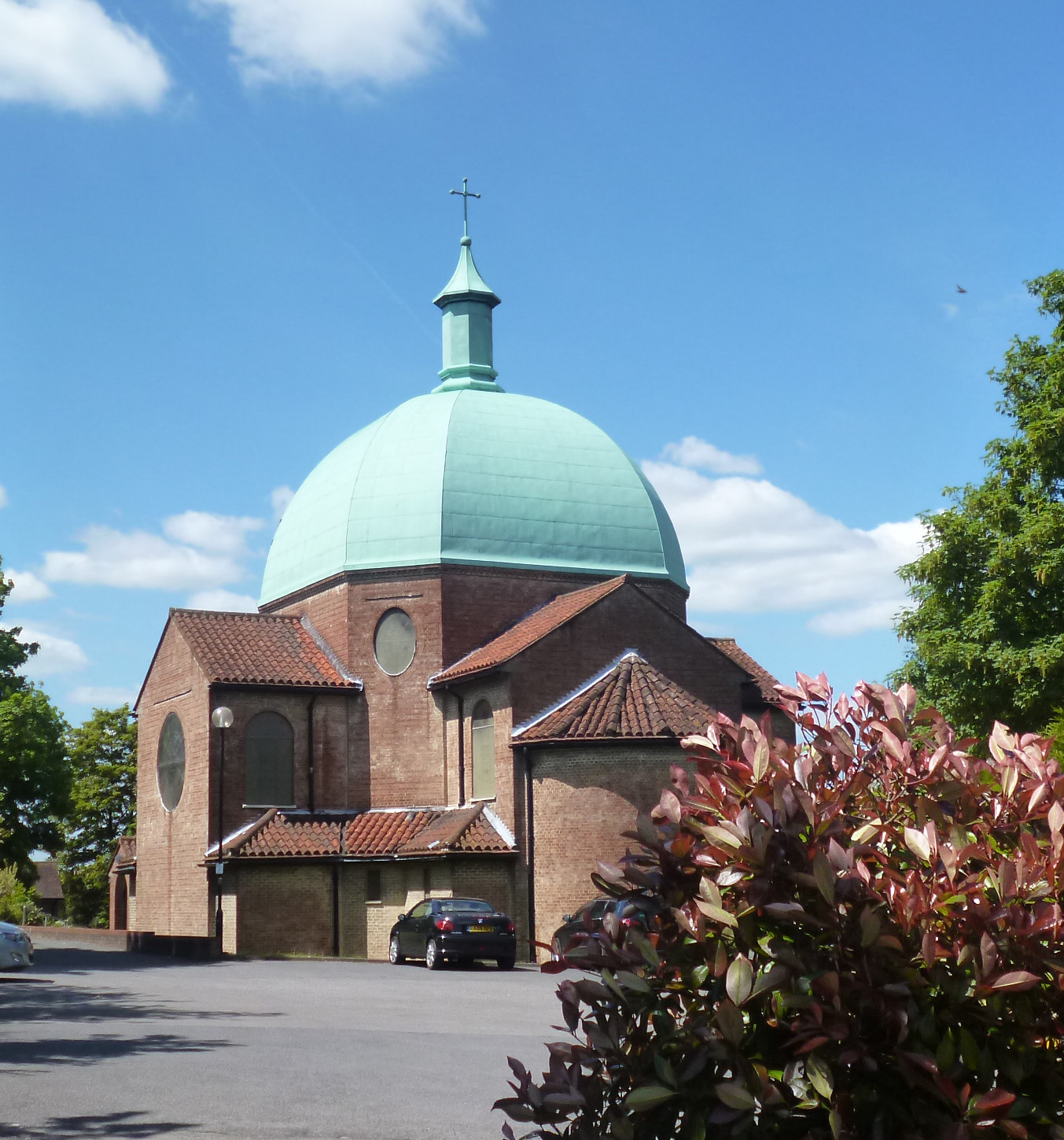
Iglesia de Santa María y San Jorge (High Wycombe)
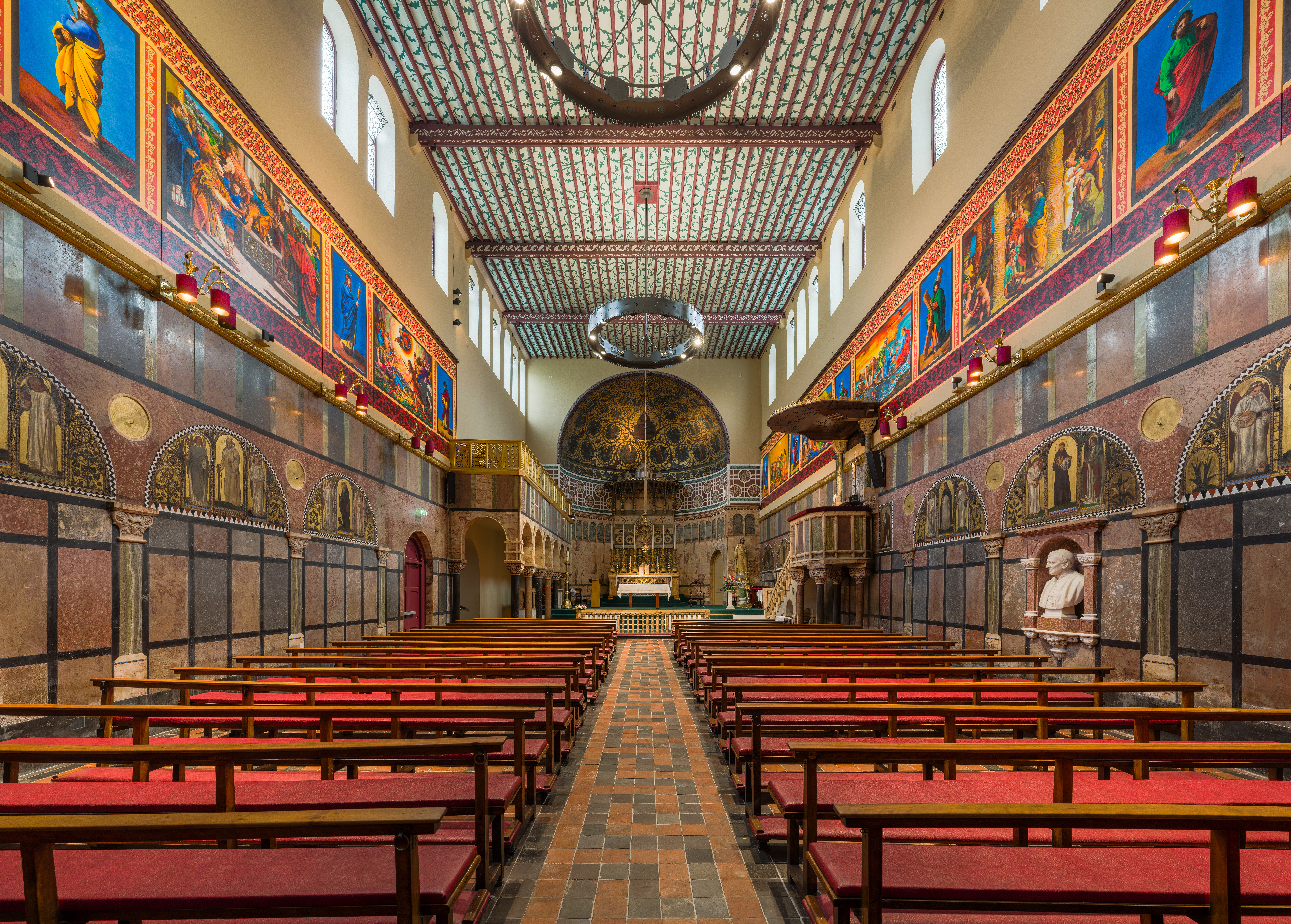
Interior de la iglesia de la Universidad de Newman (Dublín, Irlanda)
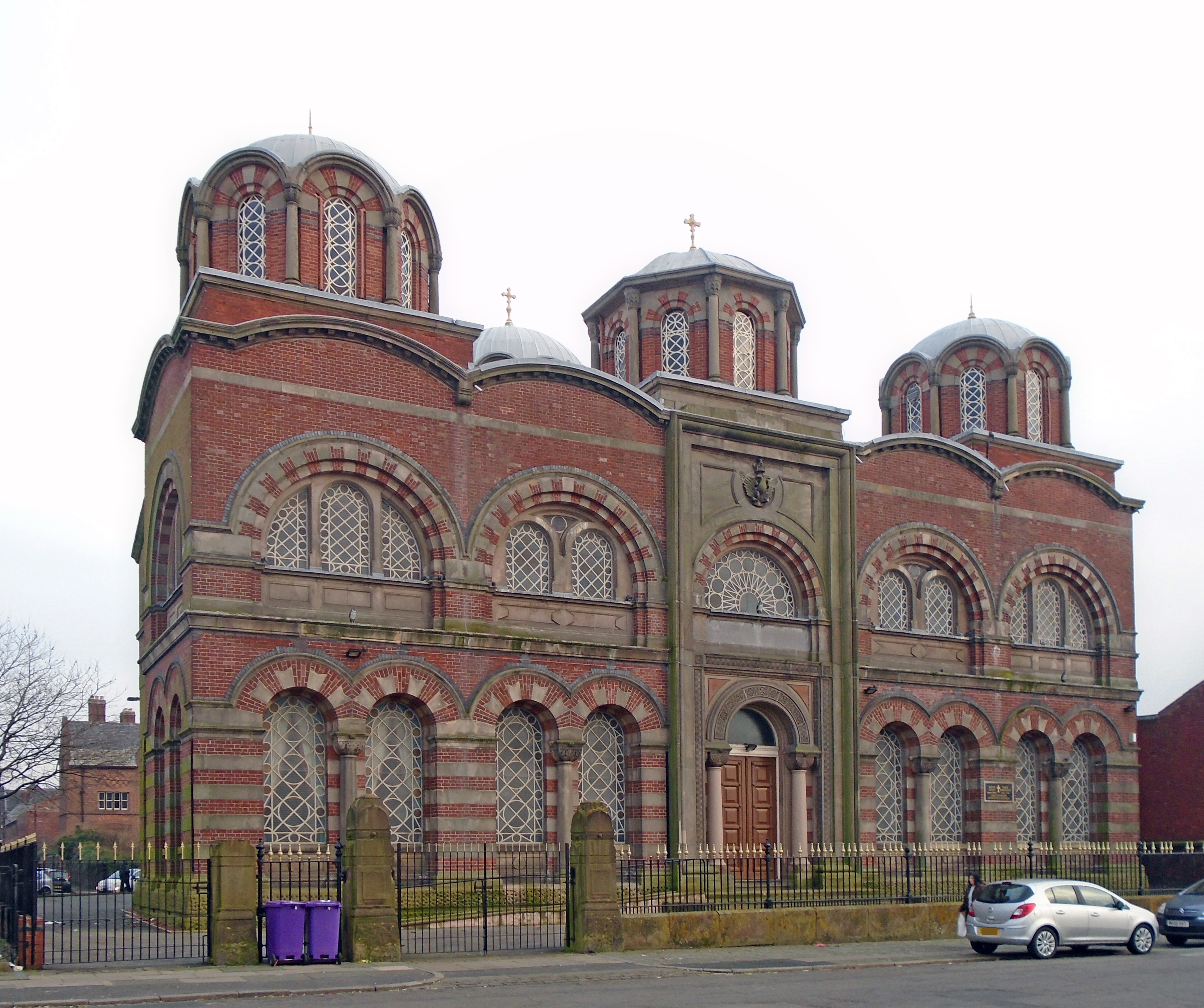
Iglesia ortodoxa griega de San Nicolás de Liverpool

## Francia

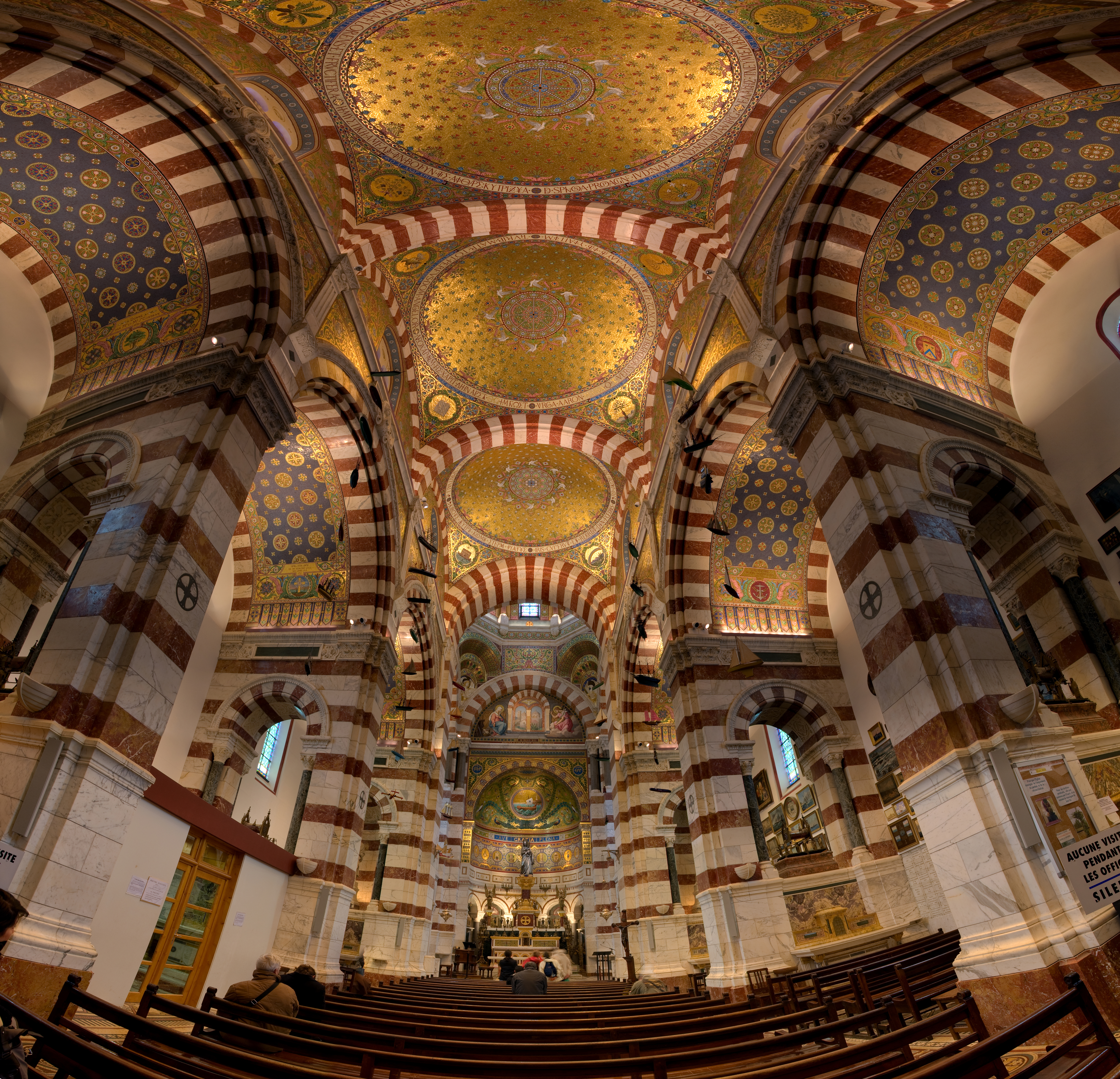
Techos neobizantinos de la basílica de Notre-Dame de la Garde de Marsella (1853-1864)

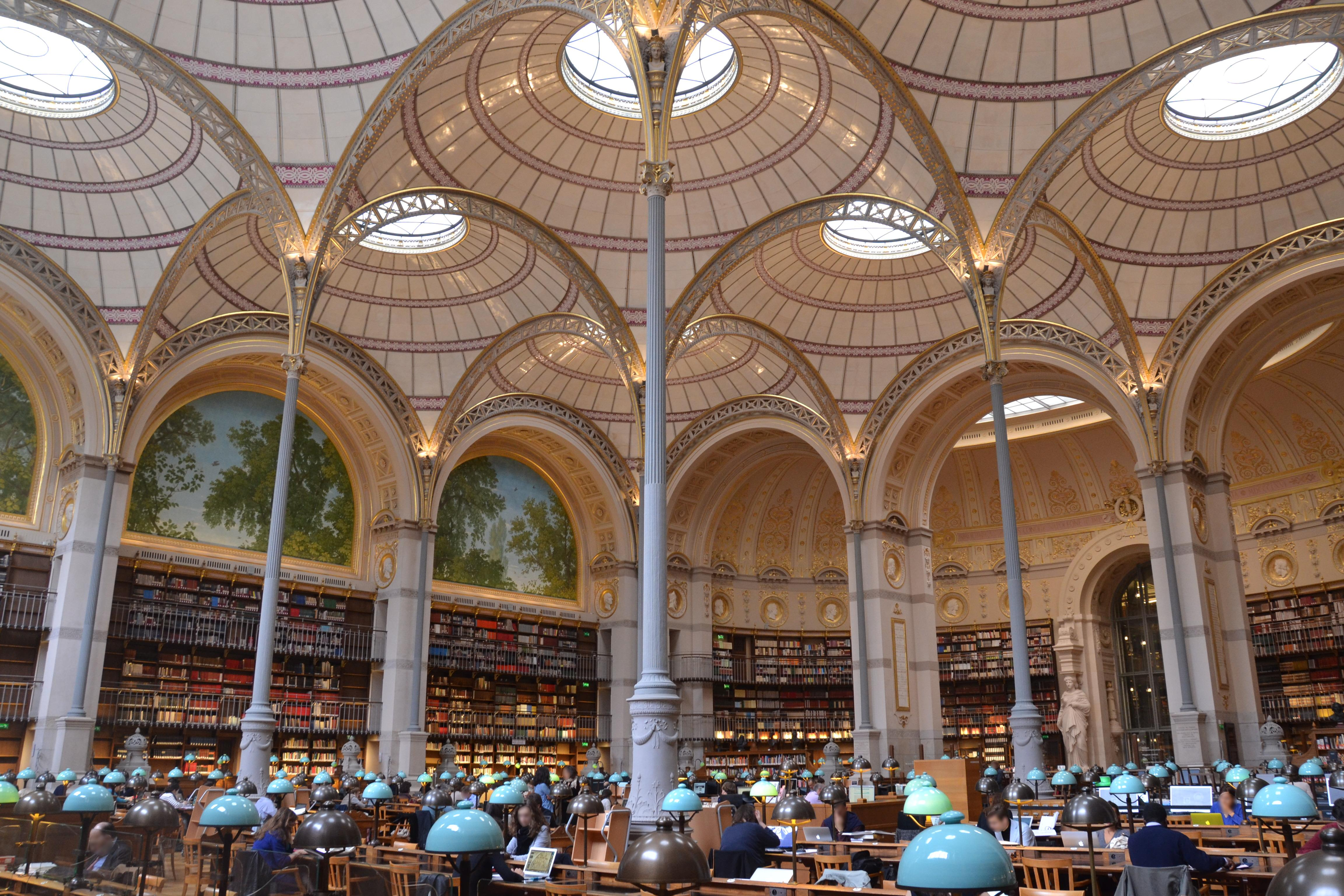
Sala Labrouste de la biblioteca nacional de Francia, con su techo cupulado de inspiración bizantina

En Francia, el neobizantino tuvo mucho éxito en la segunda mitad del siglo XIX y principios del XX y los ejemplos son numerosos, principalmente en iglesias y sinagogas. Las referencias al arte bizantino a menudo se mezclan con el estilo medieval románico del sur y oeste del país (inspirados en la catedral de Saint-Front en Périgueux y en la catedral de Le Puy-en-Velay entre otras, que ya desde la Edad Media incorporaba muchos aspectos del arte bizantino) y de Italia (románico toscano). Por ello a este estilo a menudo se le denomina románico-bizantino. Pero en algunos edificios, los elementos bizantinos también se mezclaron con muchos otros estilos historicistas, en el espíritu de la eclecticismo predominante en ese momento y frecuentemente, el exterior podía ser neorrománico y el interior neobizantino.
En Marsella, se deben mencionar especialmente la catedral de Santa María la Mayor (1852-1893) y la basílica de Notre-Dame de la Garde (1853-1864), ambas obras de Henri Espérandieu y muy características de este estilo. En París, los mejores ejemplos son la basílica del Sagrado Corazón de Montmartre (1875-1923) y la iglesia del Espíritu Santo.
Elementos de inspiración bizantina también fueron usados en la arquitectura moderna, como el uso de las cúpulas en la sala Labrouste de la biblioteca nacional de Francia  sobre esbeltos pilares de fundición.

Arquitectura neobizantina en Francia en el siglo XIX
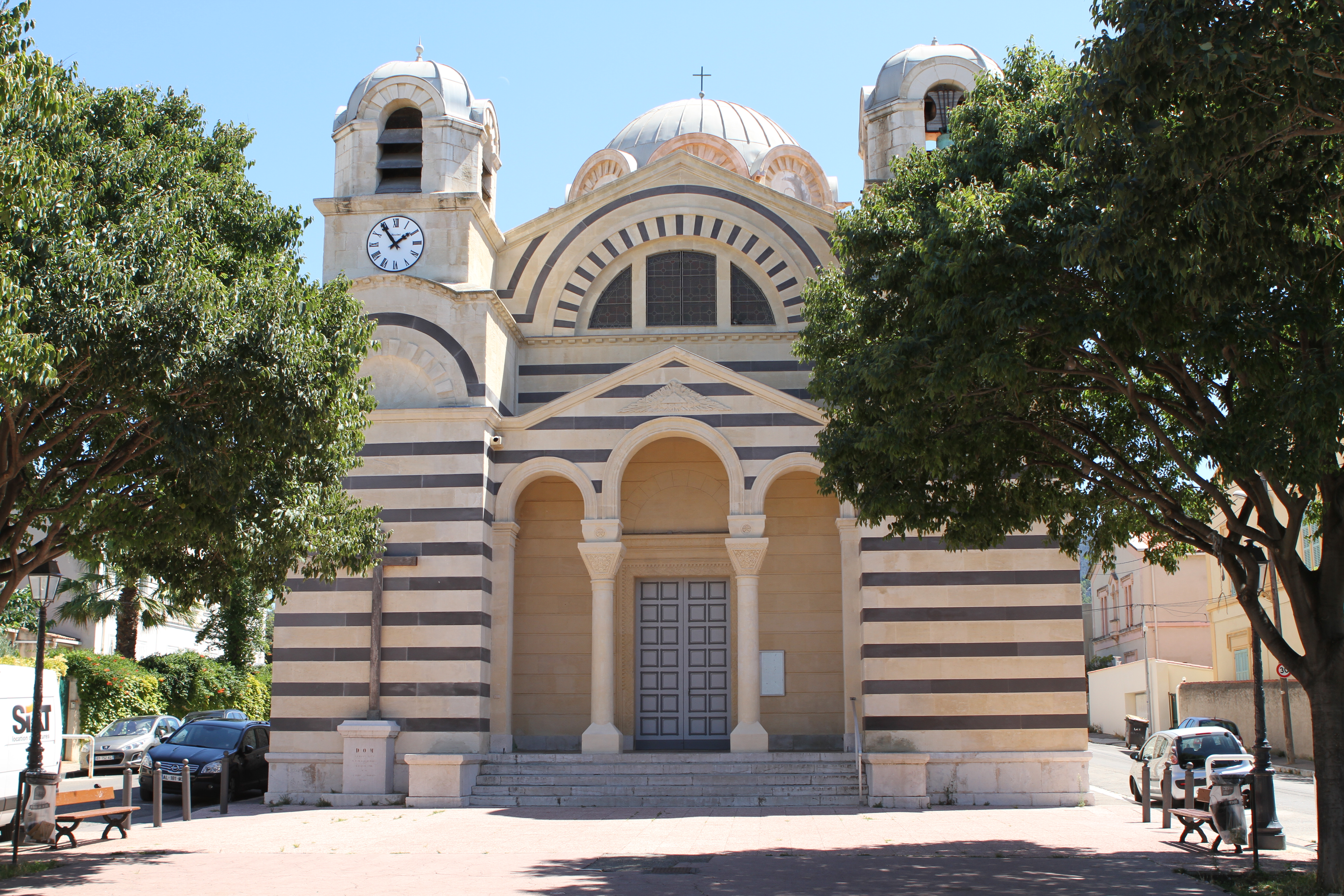
Iglesia de Sainte-Eusébie de Marsella
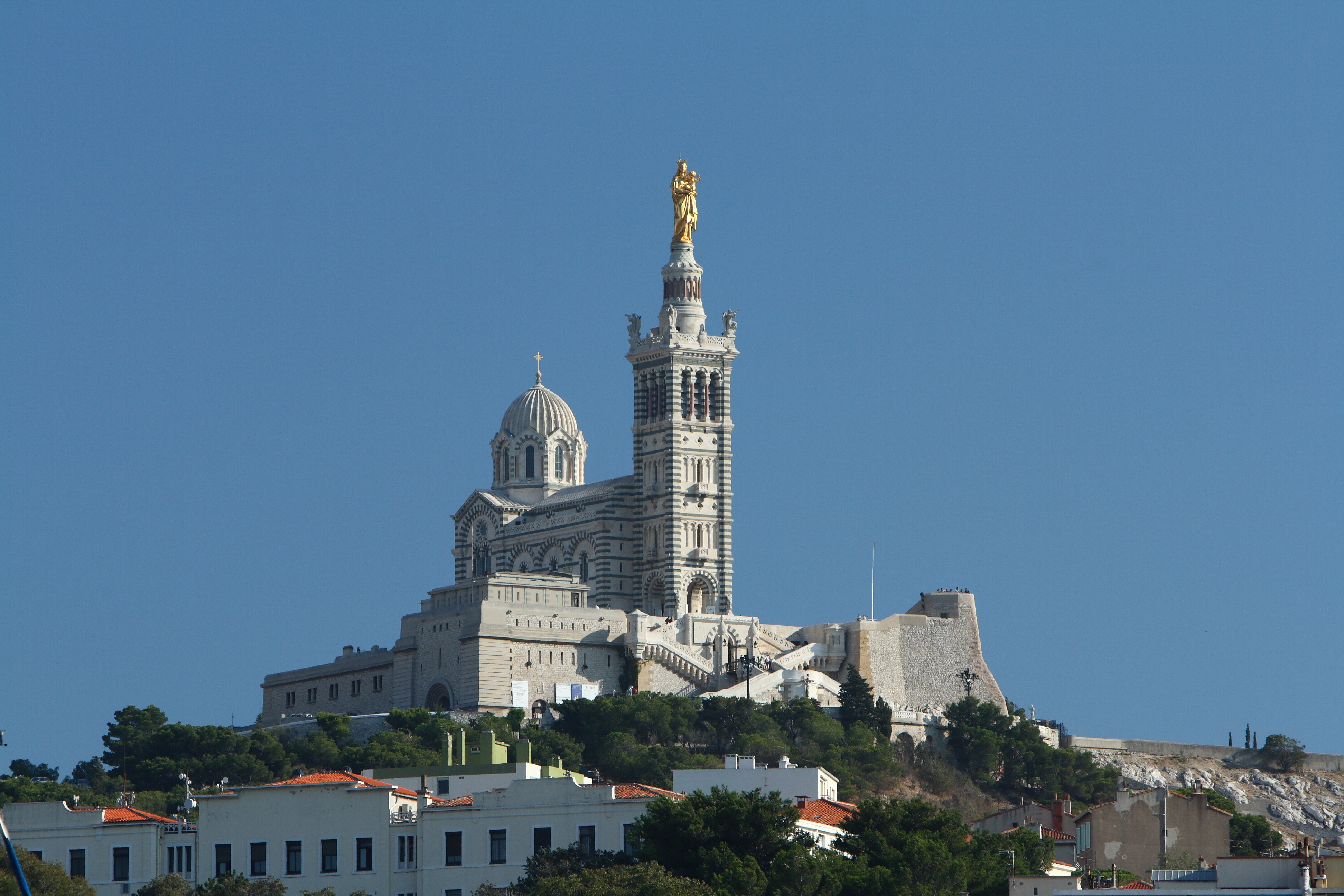
Basílica de Notre-Dame de la Garde de Marsella (1853-1864)
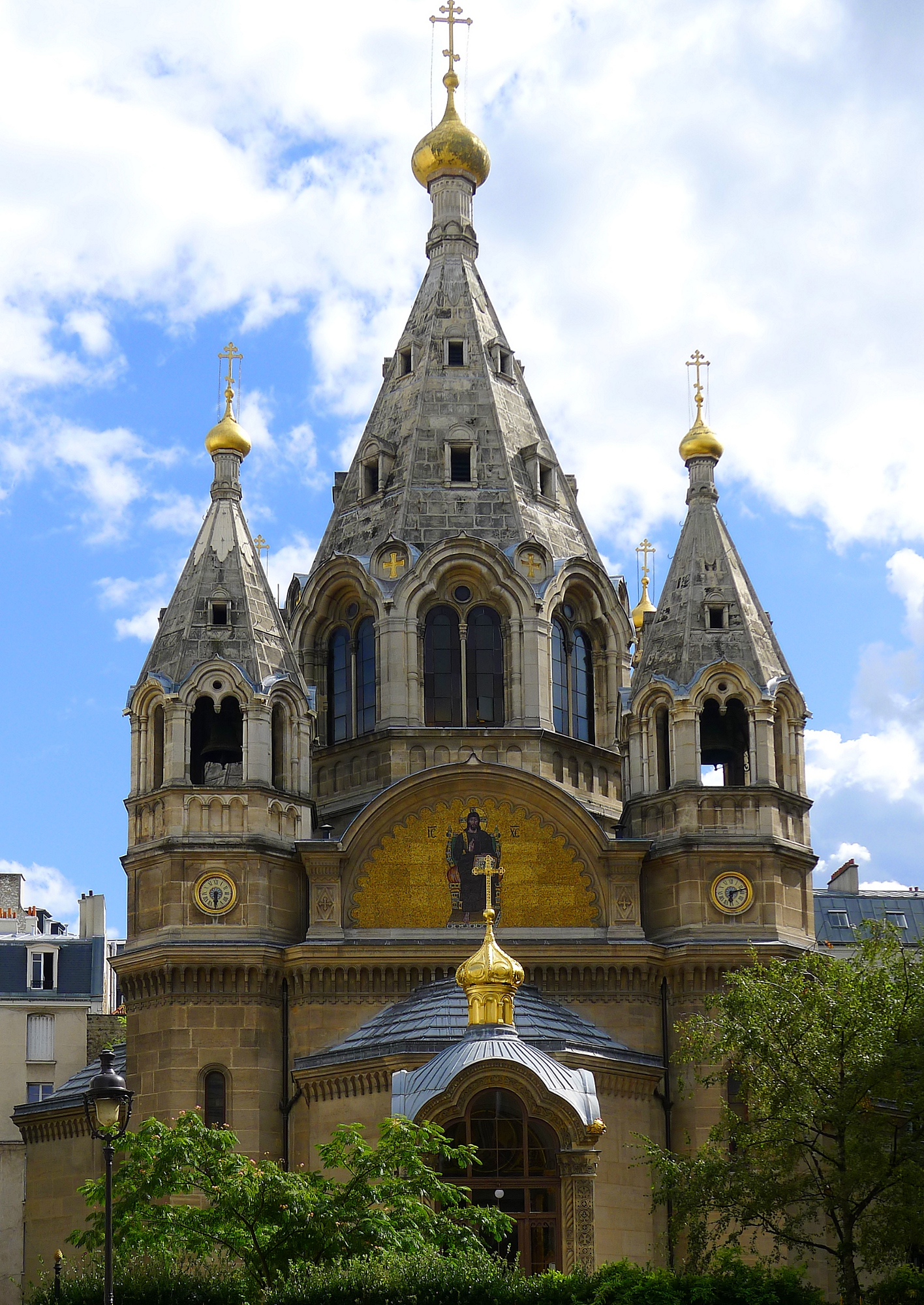
Catedral de Alejandro Nevski de París (1859-1861), de Roman Kouzmine e Ivan Strohm
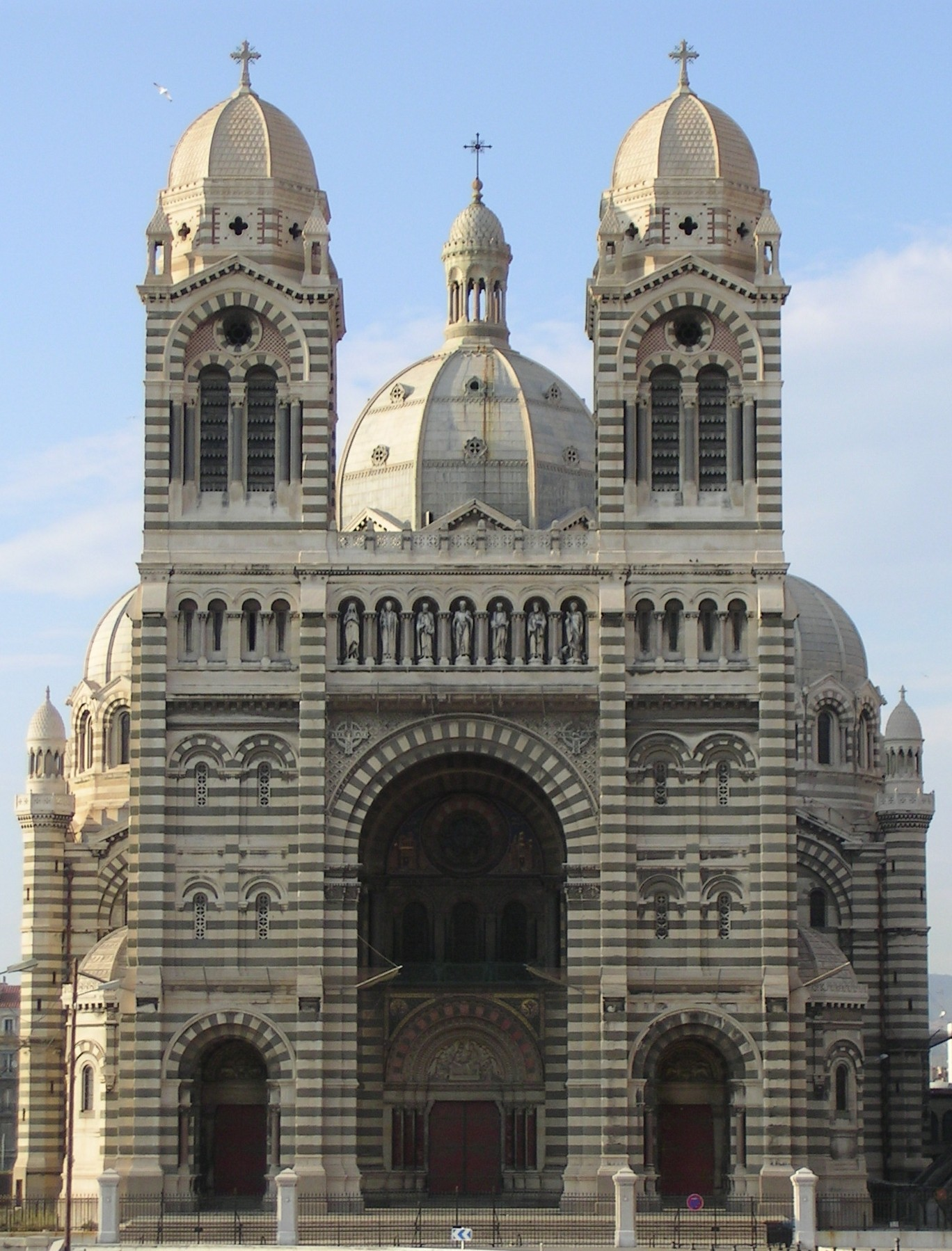
Catedral de Marsella (1852-1893), un ecléctico neorrománico-neobizantino obra de Léon Vaudoyer

Arquitectura neobizantina en Francia en el siglo XX
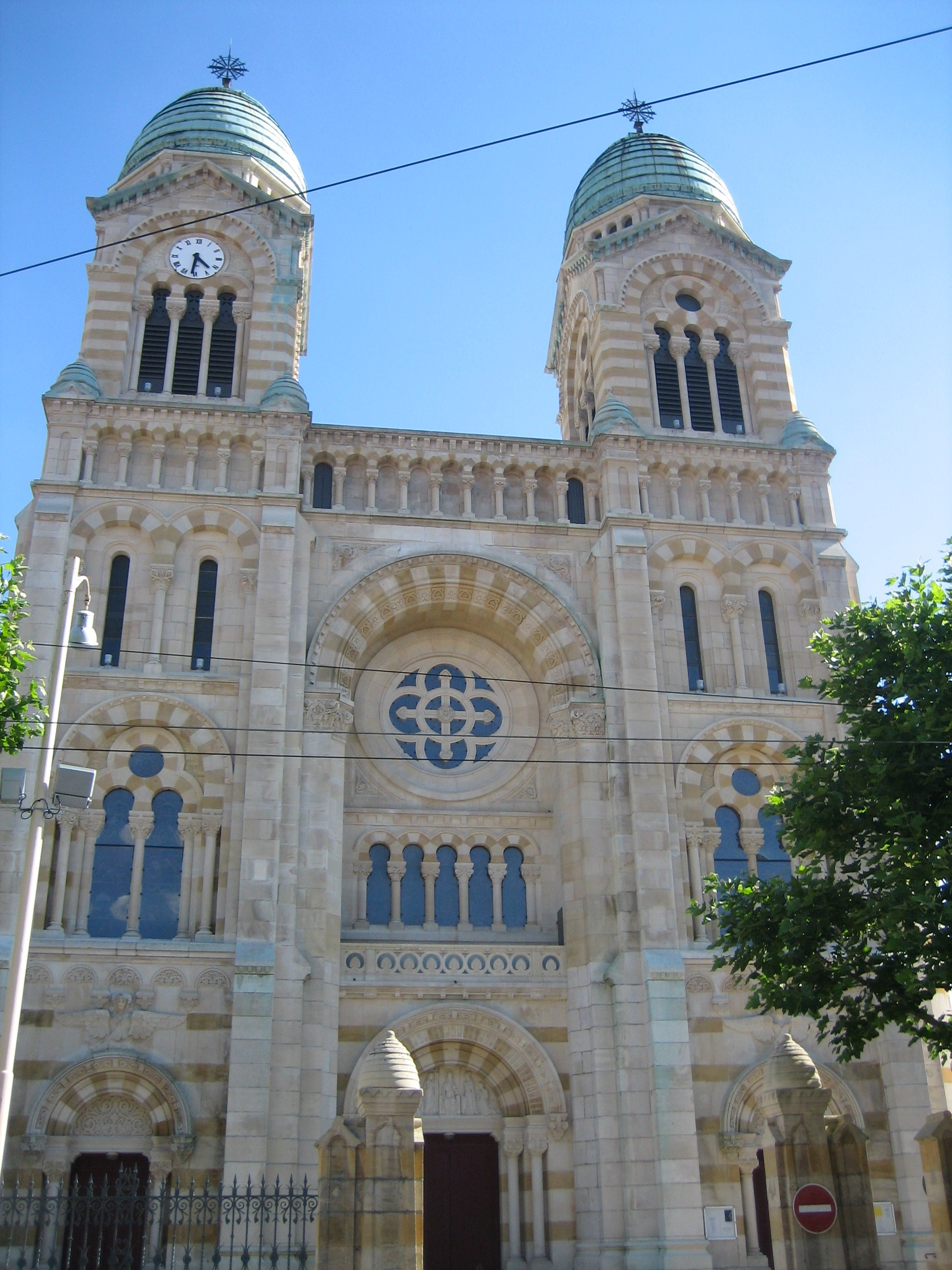
Basílica del Sagrado Corazón, Nancy (1902-1905), obra de Rougieux & Jules Criqui
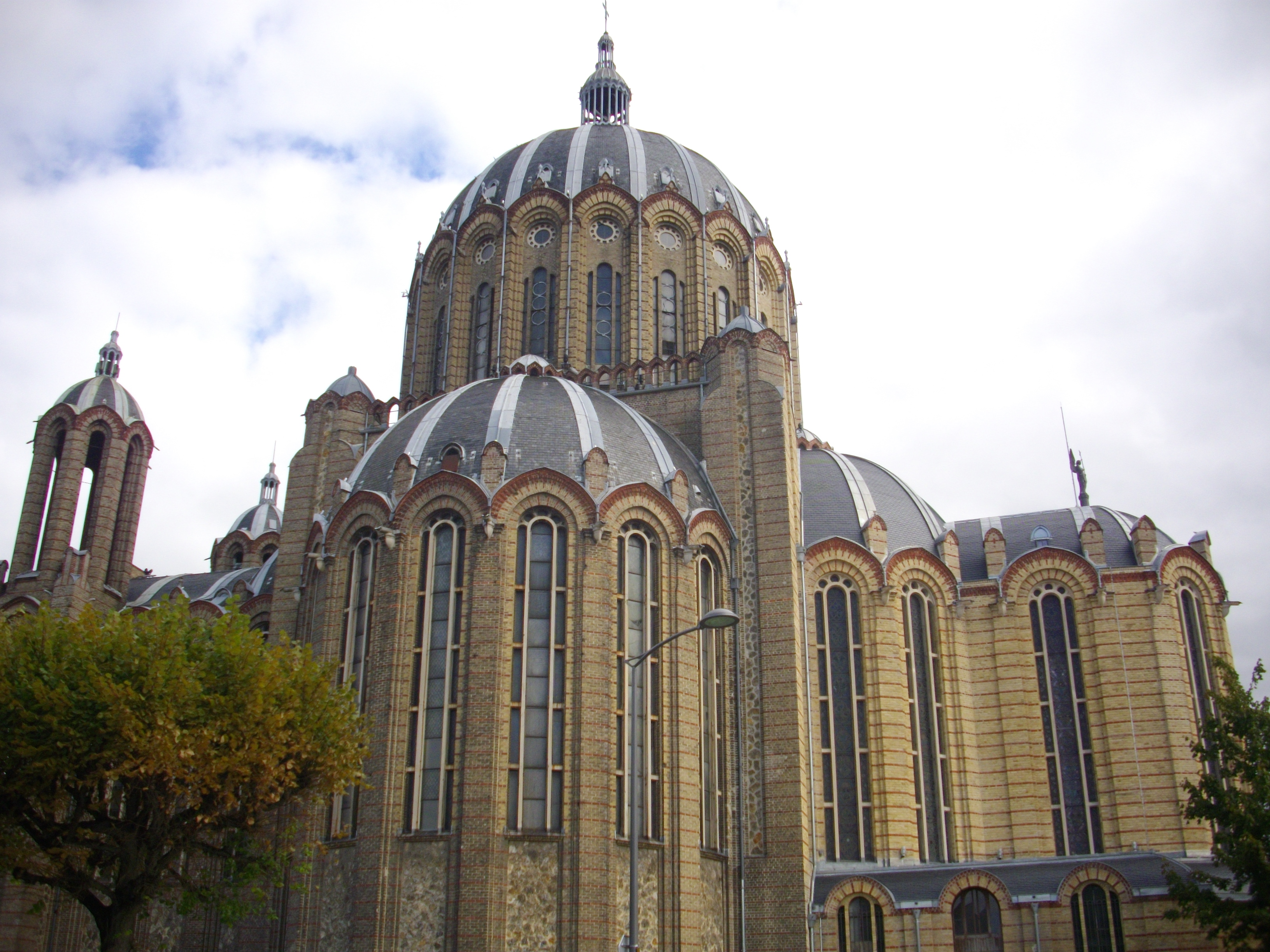
Basílica de Sainte Clotilde (1896-1905), Reims, obra de Alphonse Gosset
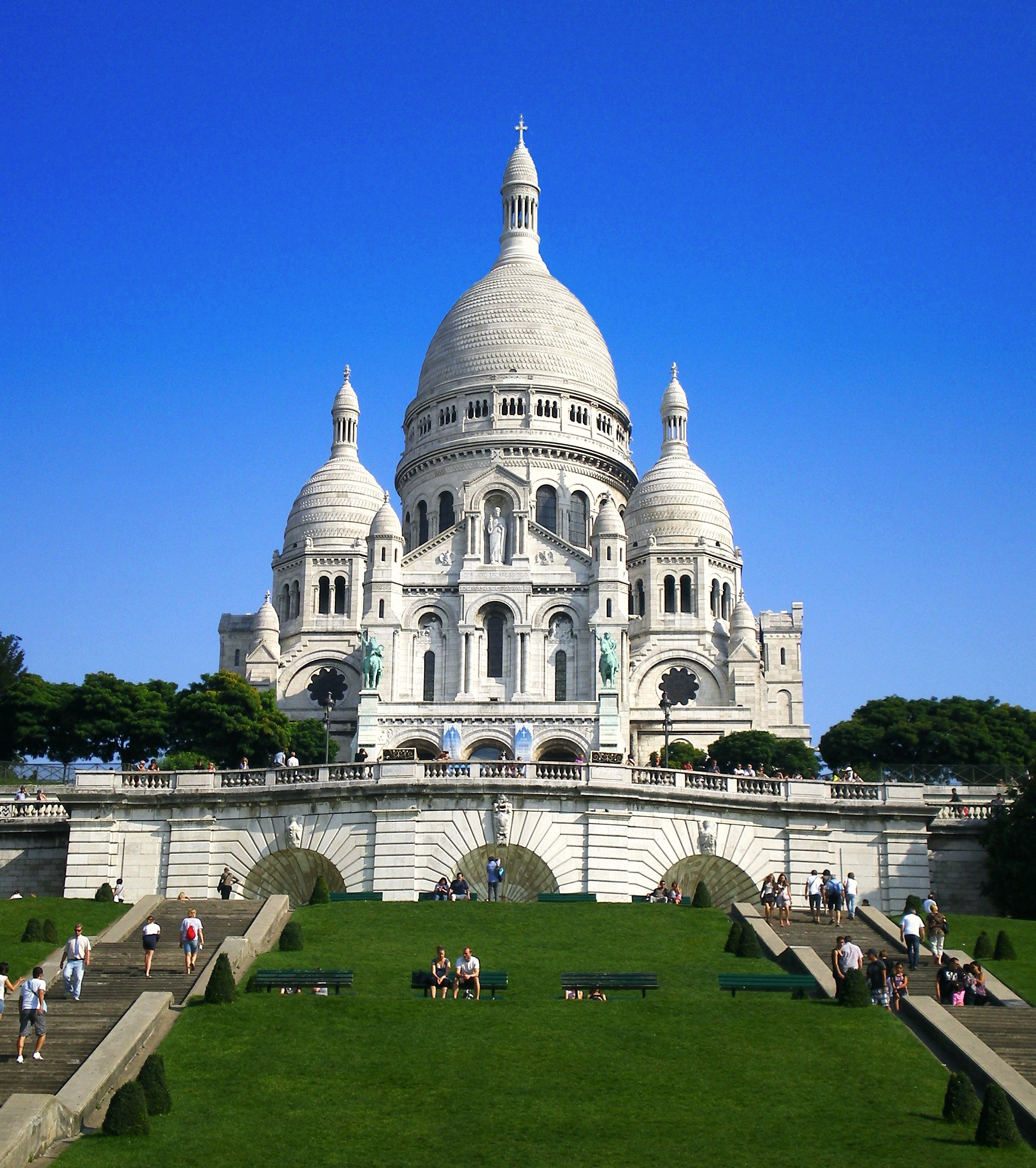
Basílica del Sagrado Corazón de París (1875-1923), obra de Paul Abadie
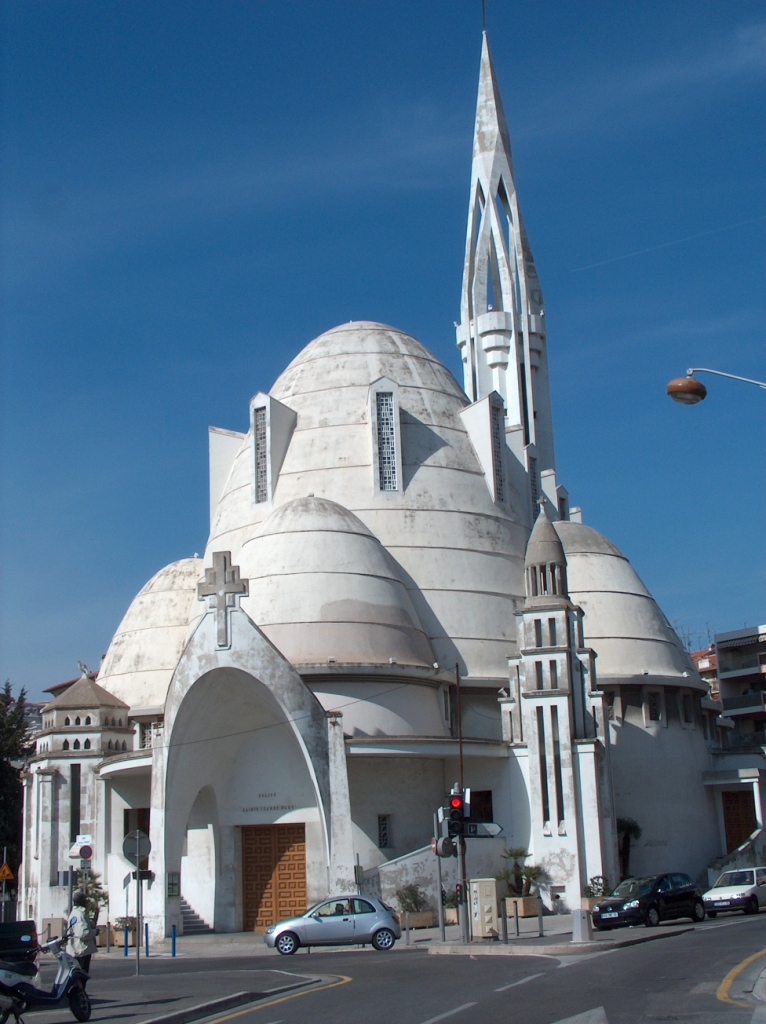
Iglesia de Santa Juana de Arco de Niza (1914-1933)
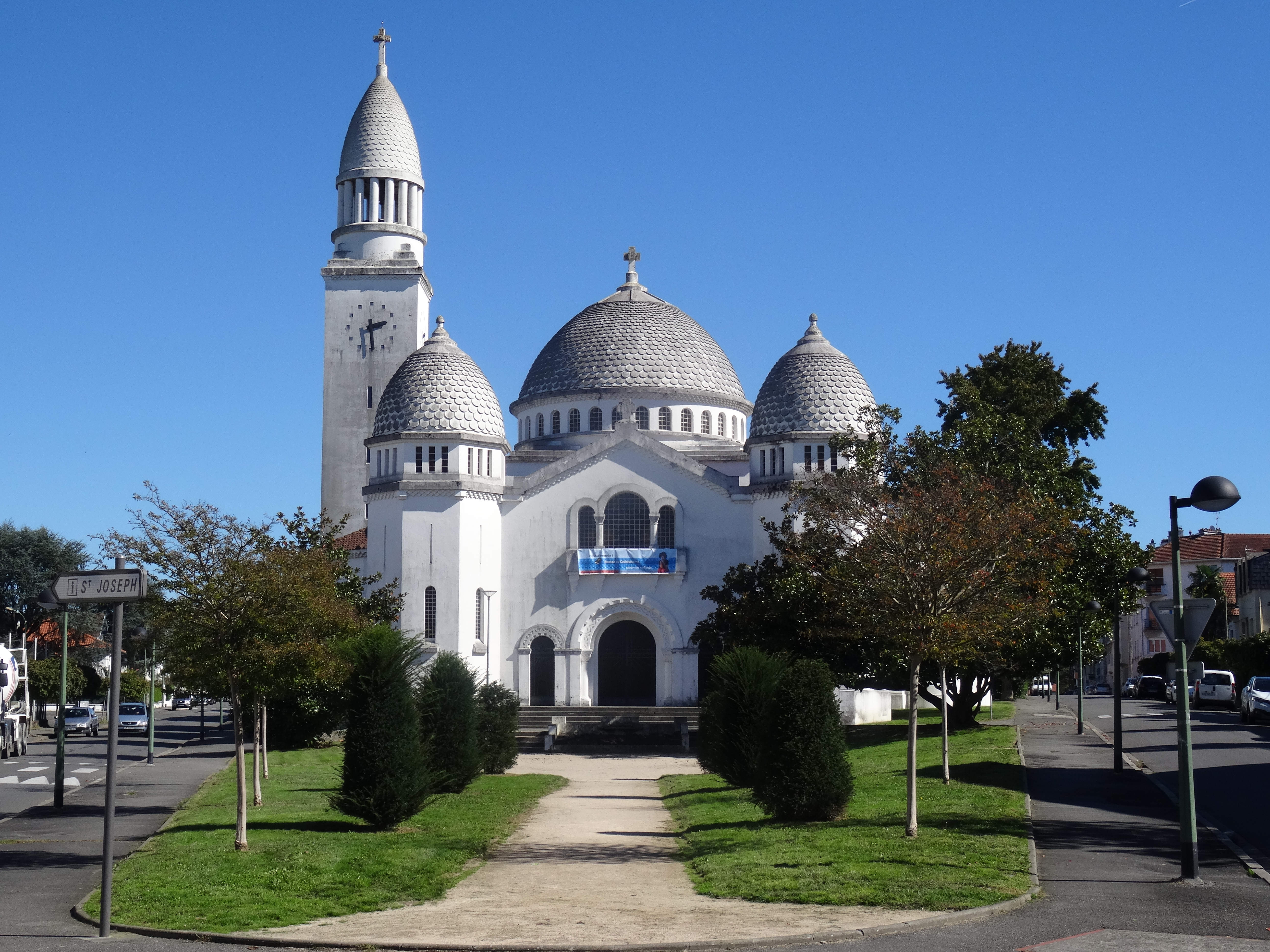
Église Saint-Joseph de Pau (1934-1935), de  Jacques Laffillée
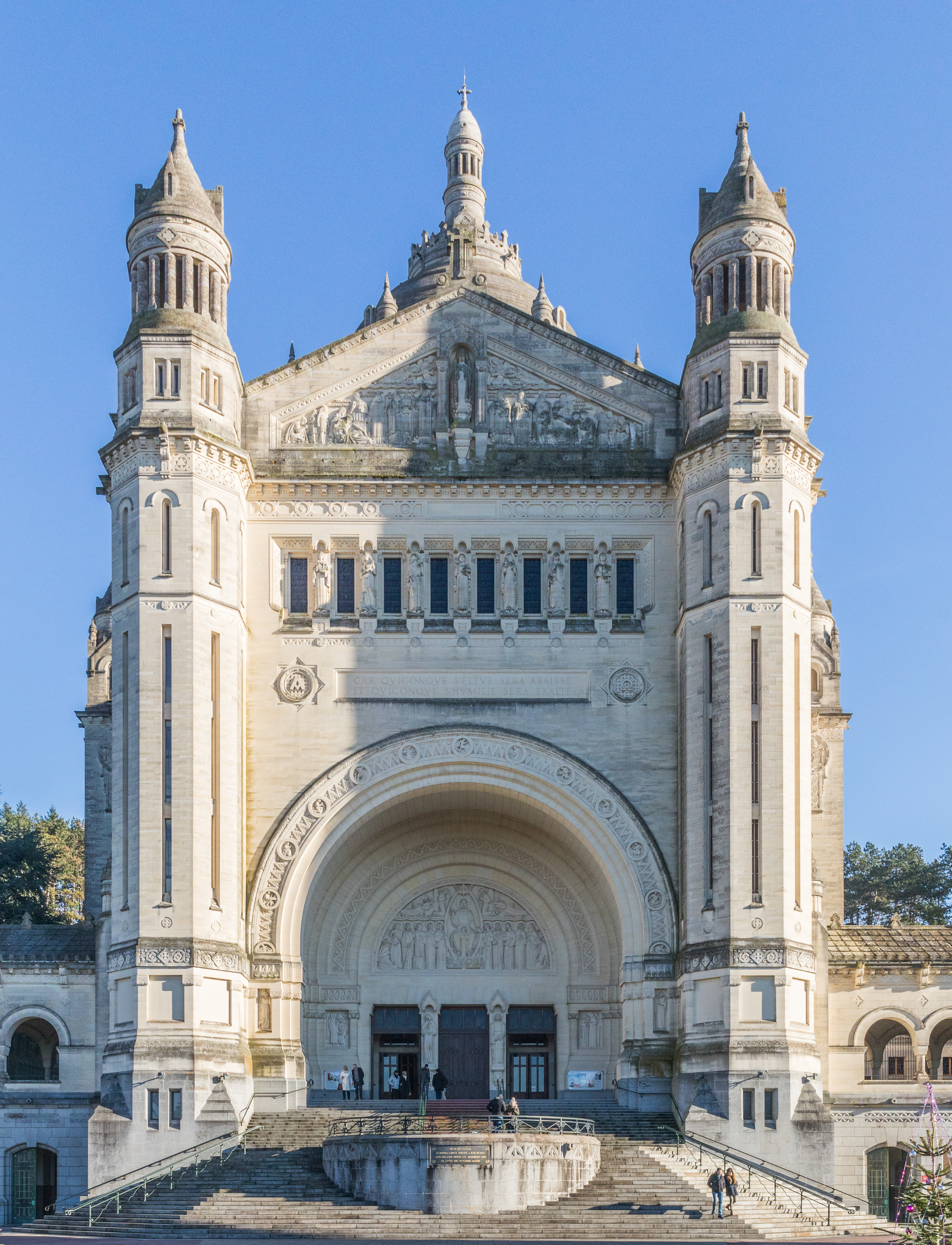
Basílica de Santa Teresa de Lisieux (1929-1954), de Louis Marie Cordonnier

## Sinagogas
También se construyeron un cierto número de sinagogas de estilo neobizantino, recordando los arquitectos que ya en Constantinopla y en el Imperio romano de Oriente se habían establecido.

Arquitectura neobizantina en sinagogas
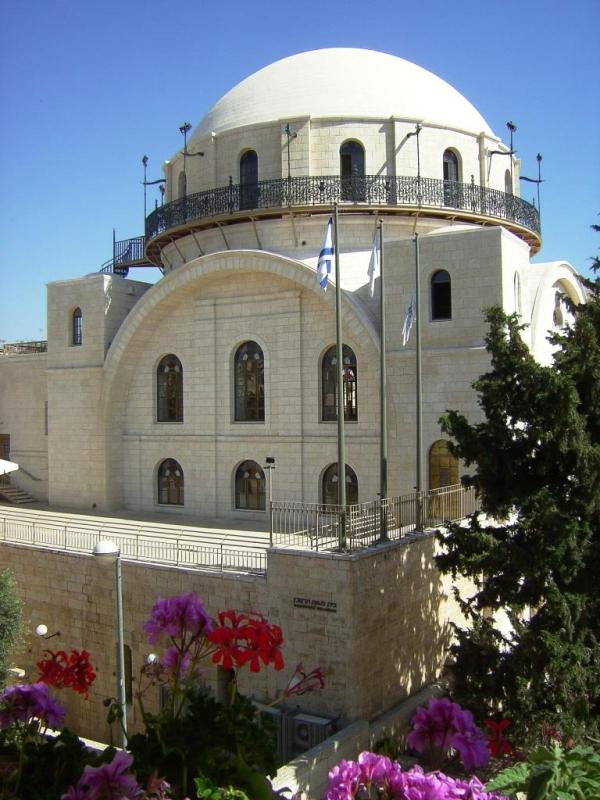
Sinagoga Hurva de Jerusalén.
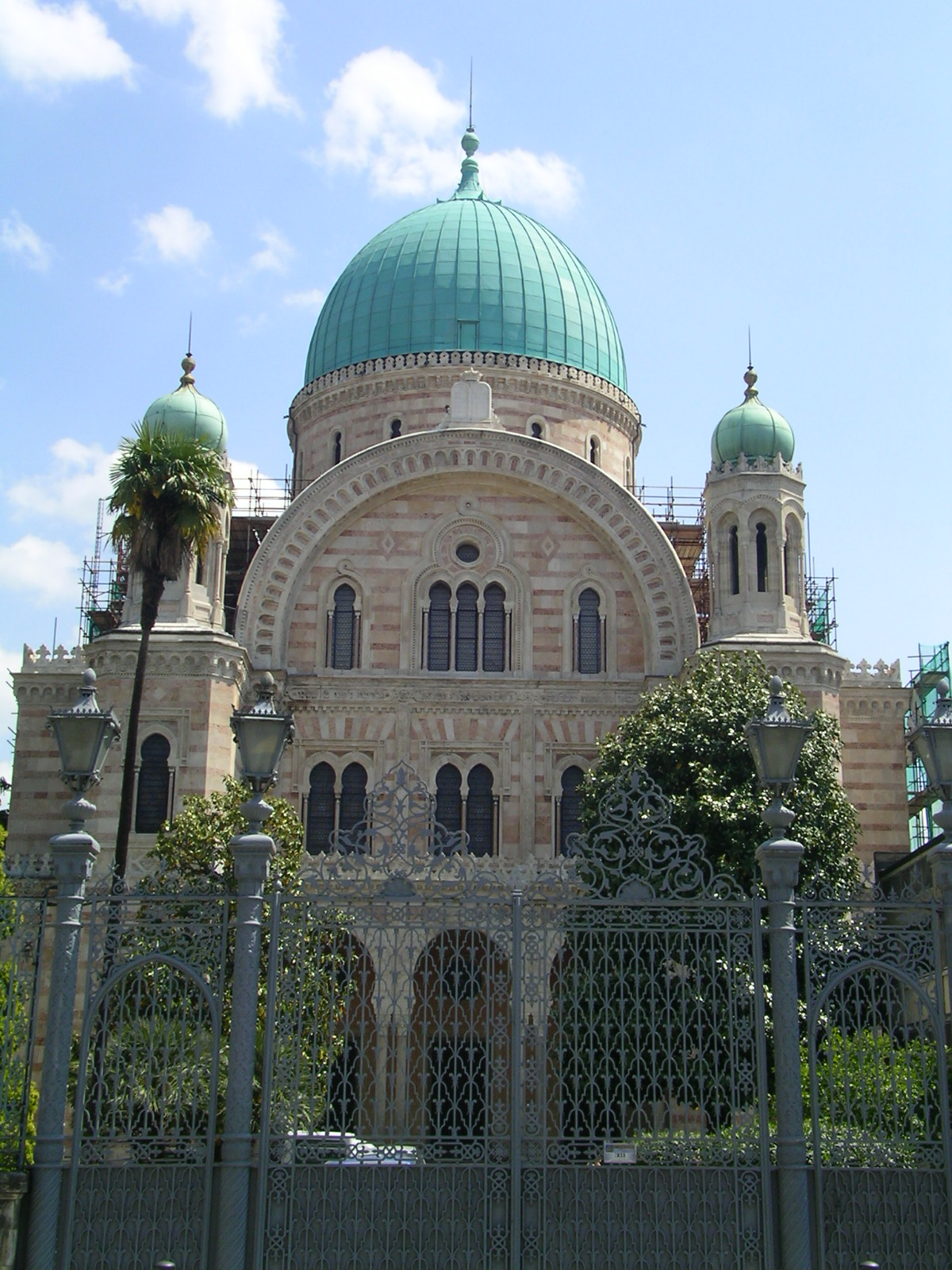
Gran Sinagoga de Florencia (Italia)
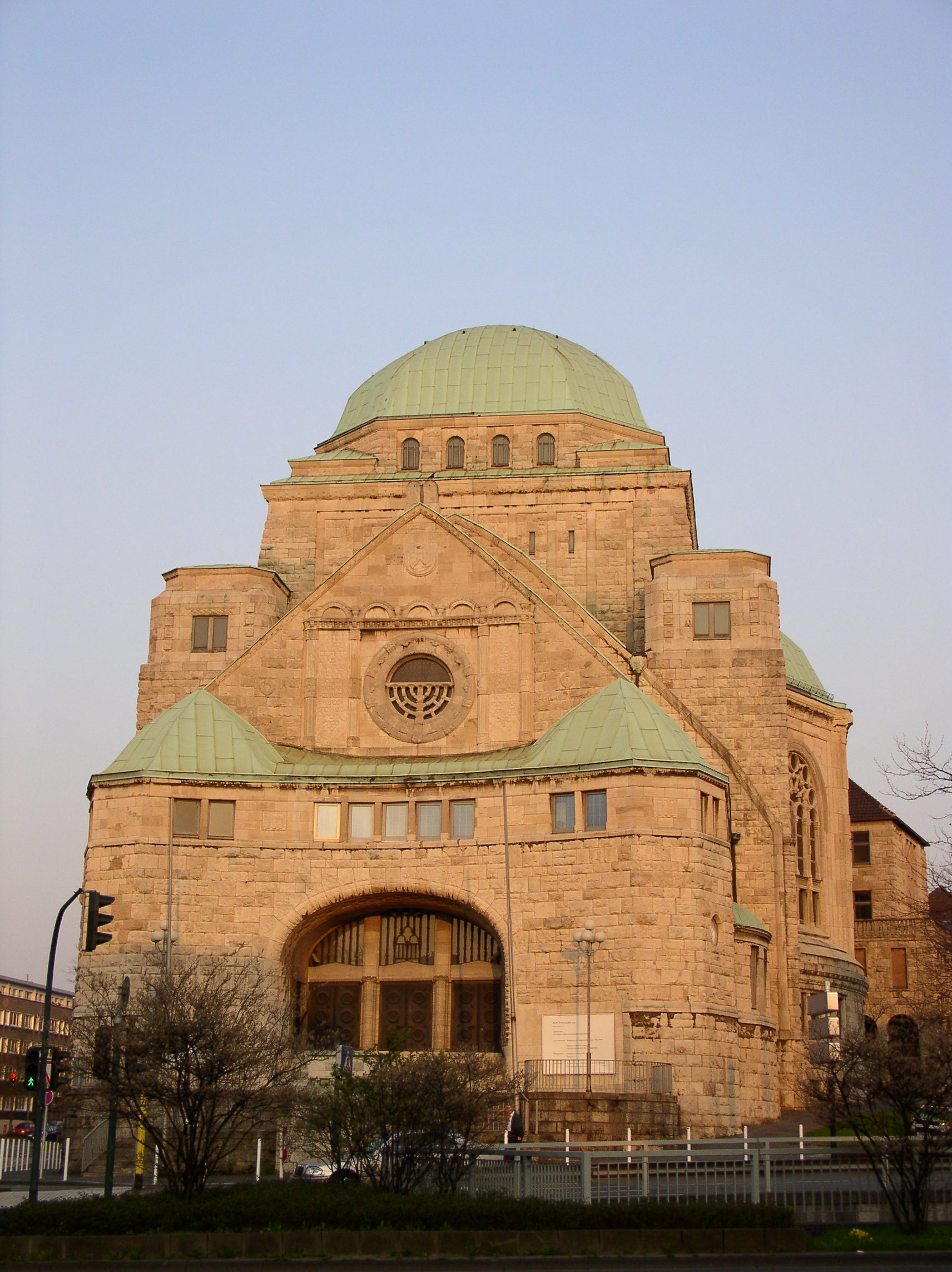
Sinagoga Vieja de Essen (Alemania)
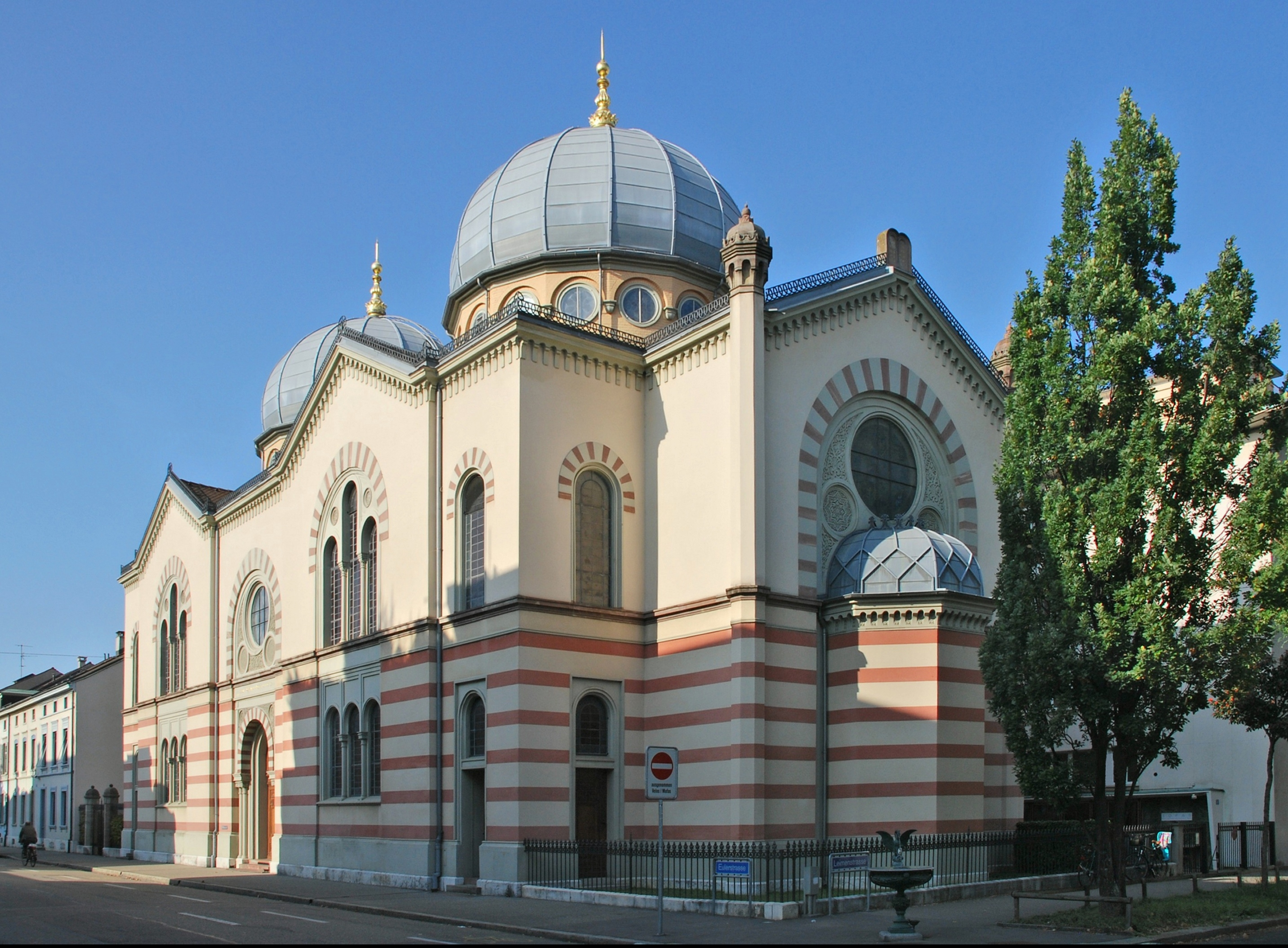
Sinagoga de Basilea (Suiza)
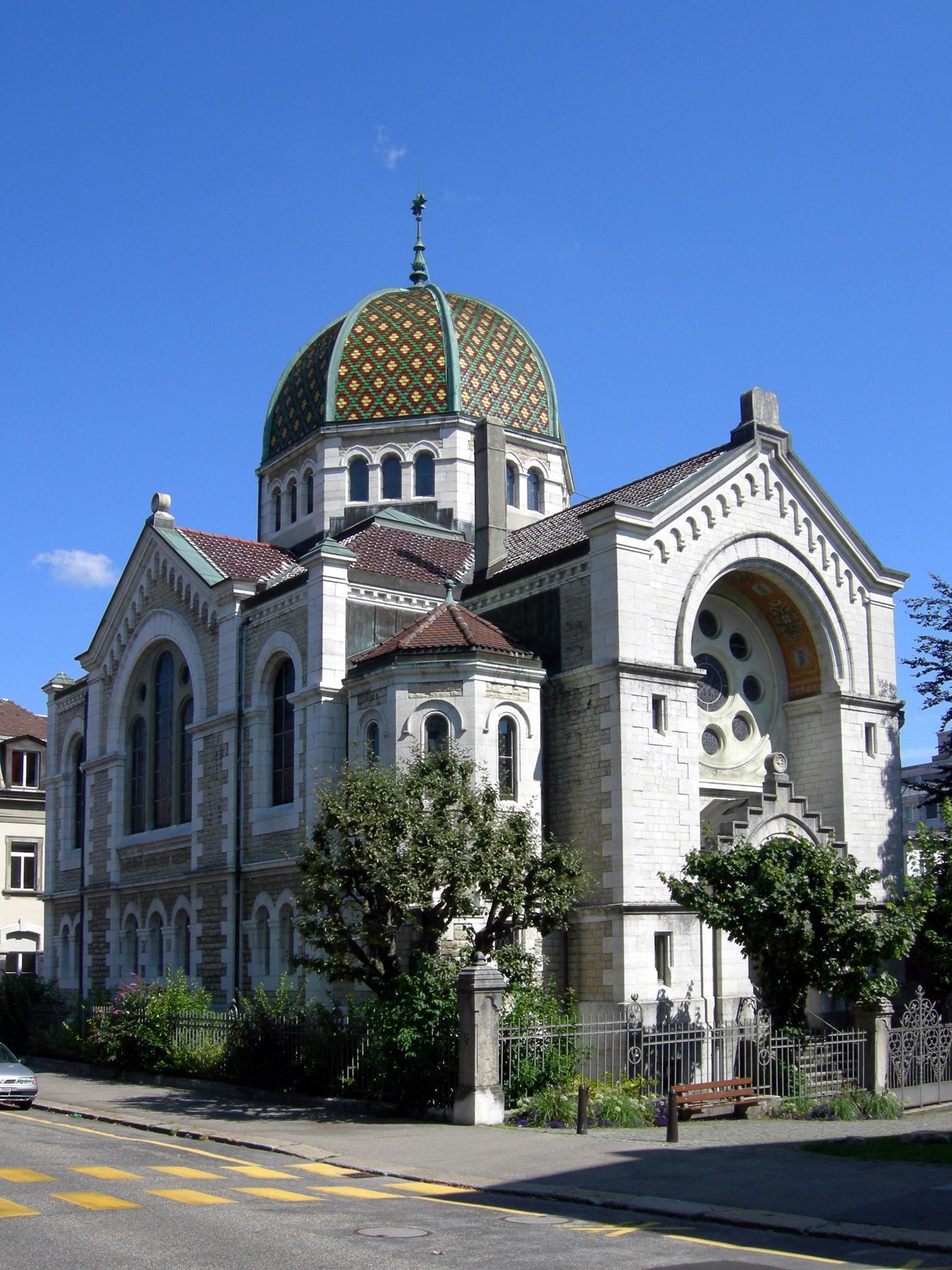
Sinagoga de La Chaux-de-Fonds (Suiza)
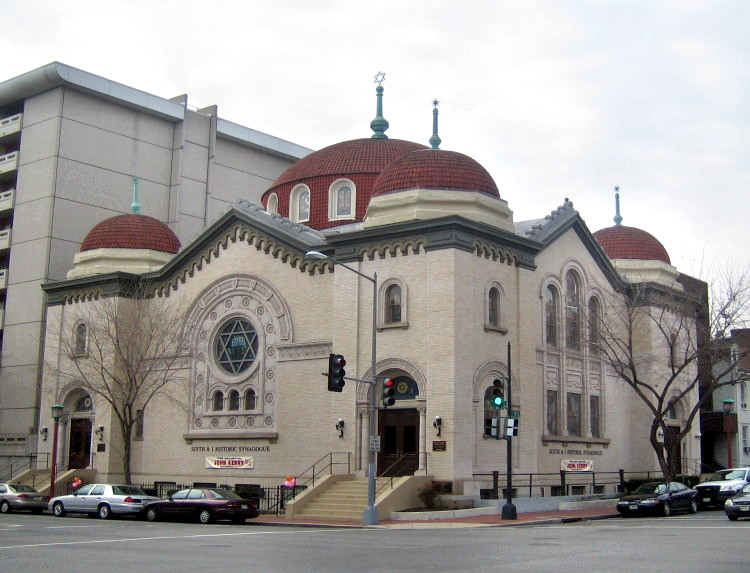
Synagogue Historique Sixth & I, Nueva York (EE.UU.)

## Usos laicos

Arquitectura neobizantina en usos laicos
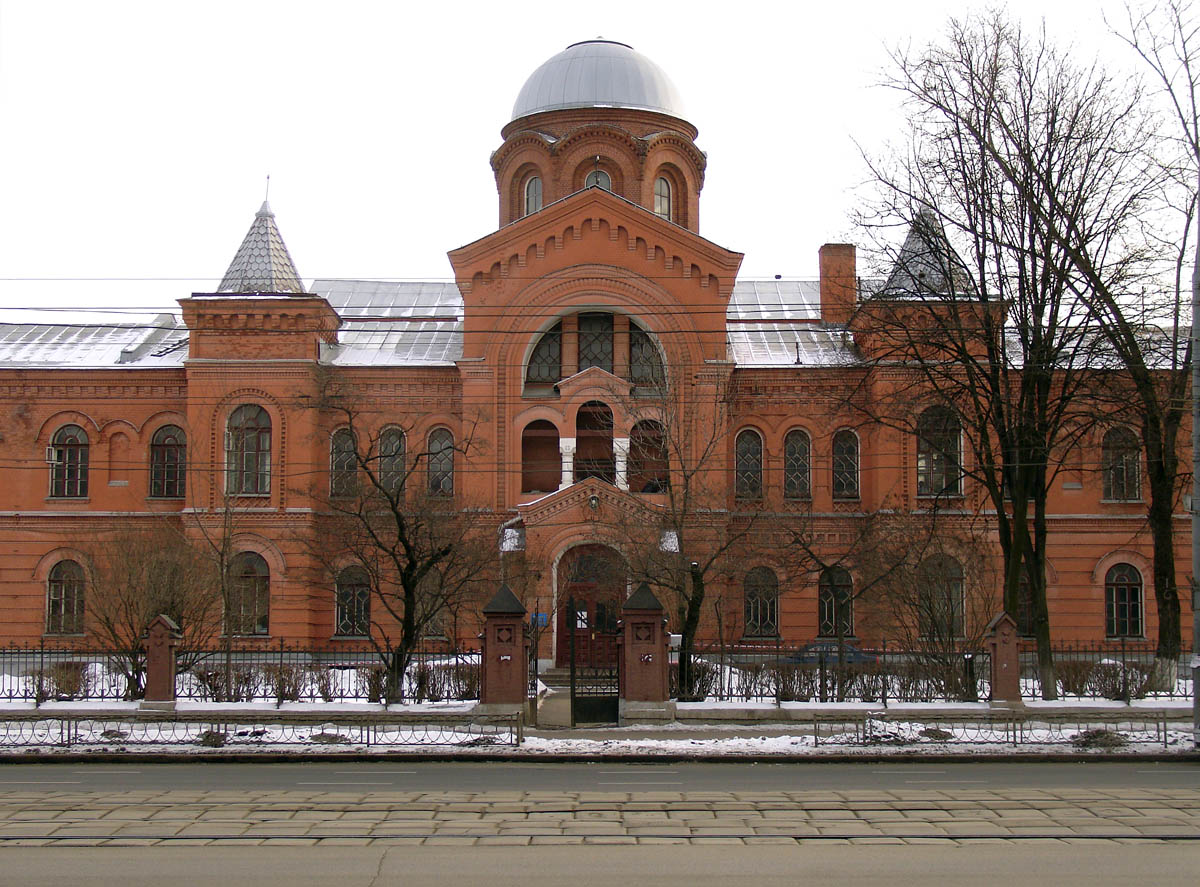
Hospital Sokolniki, Moscú (Rusia)
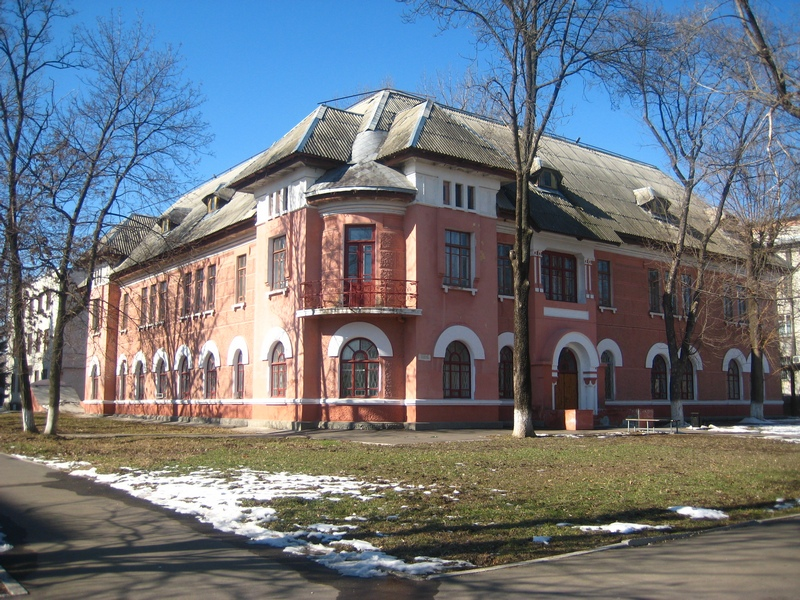
Hospital Mulmana, Tighina-Bender (Moldavia)
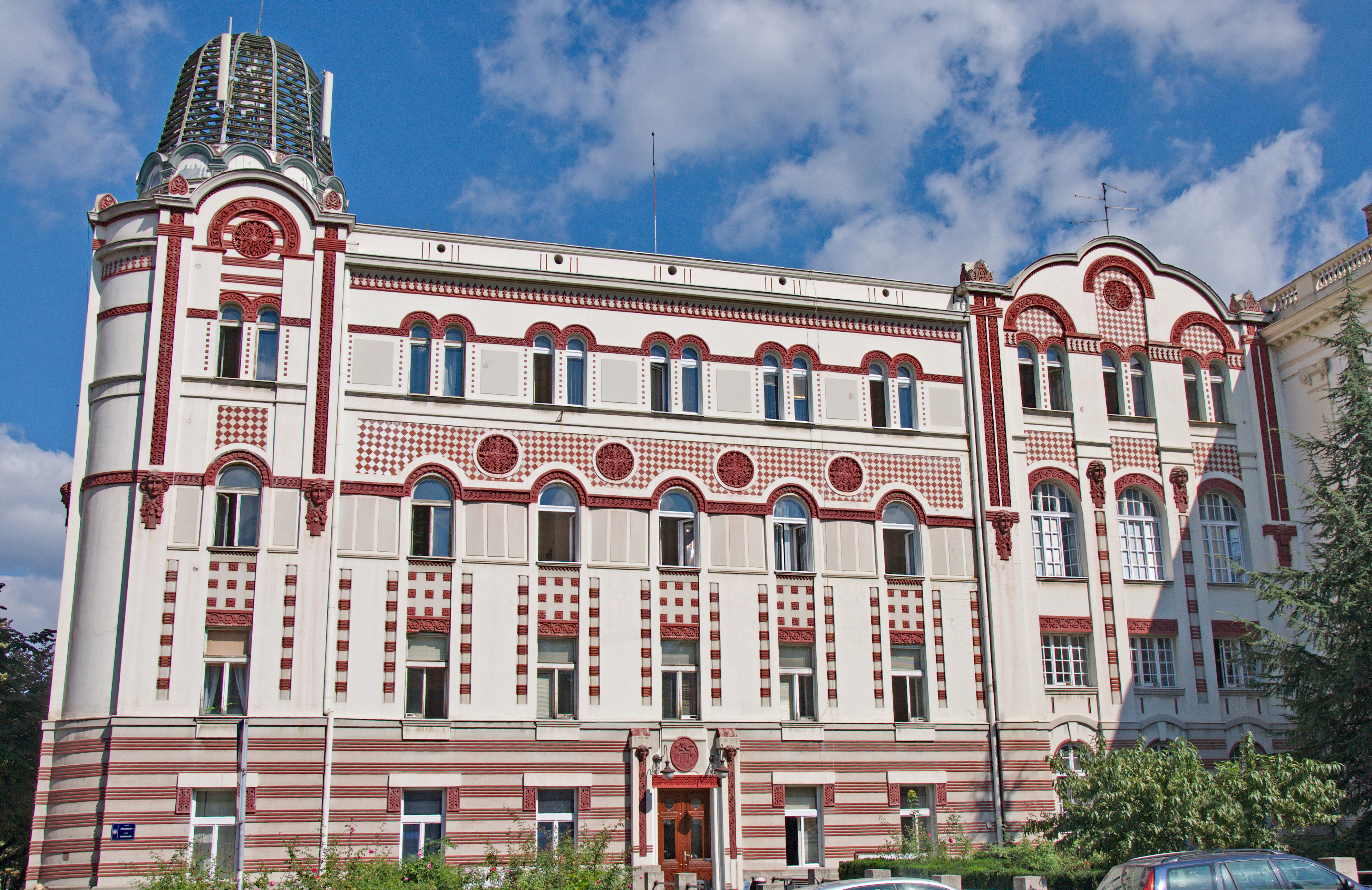
Antigua Central Telefónica de Belgrado (Serbia).
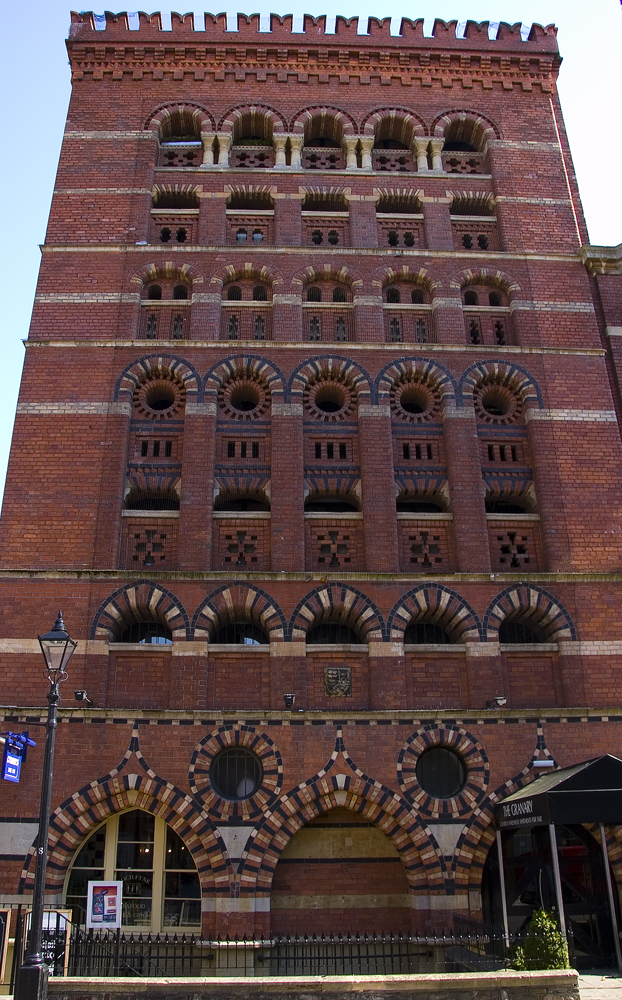
El «Bristol Byzantine»,  popular entre 1850 y 1880 (aquí, el «Granary»)
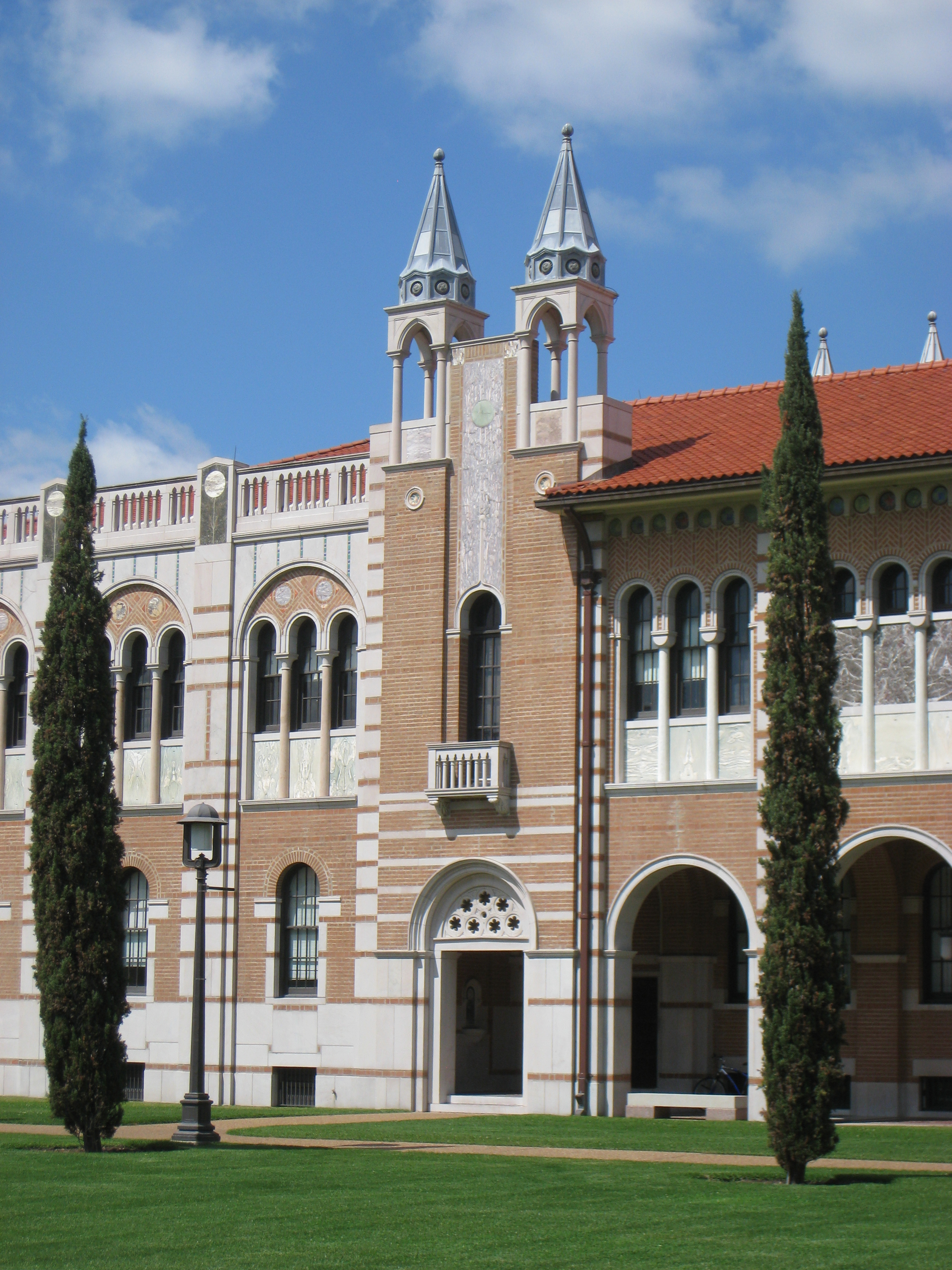
El Herzstein Hall de la Universidad de Rice (Houston, EE. UU.)

## Galería de imágenes

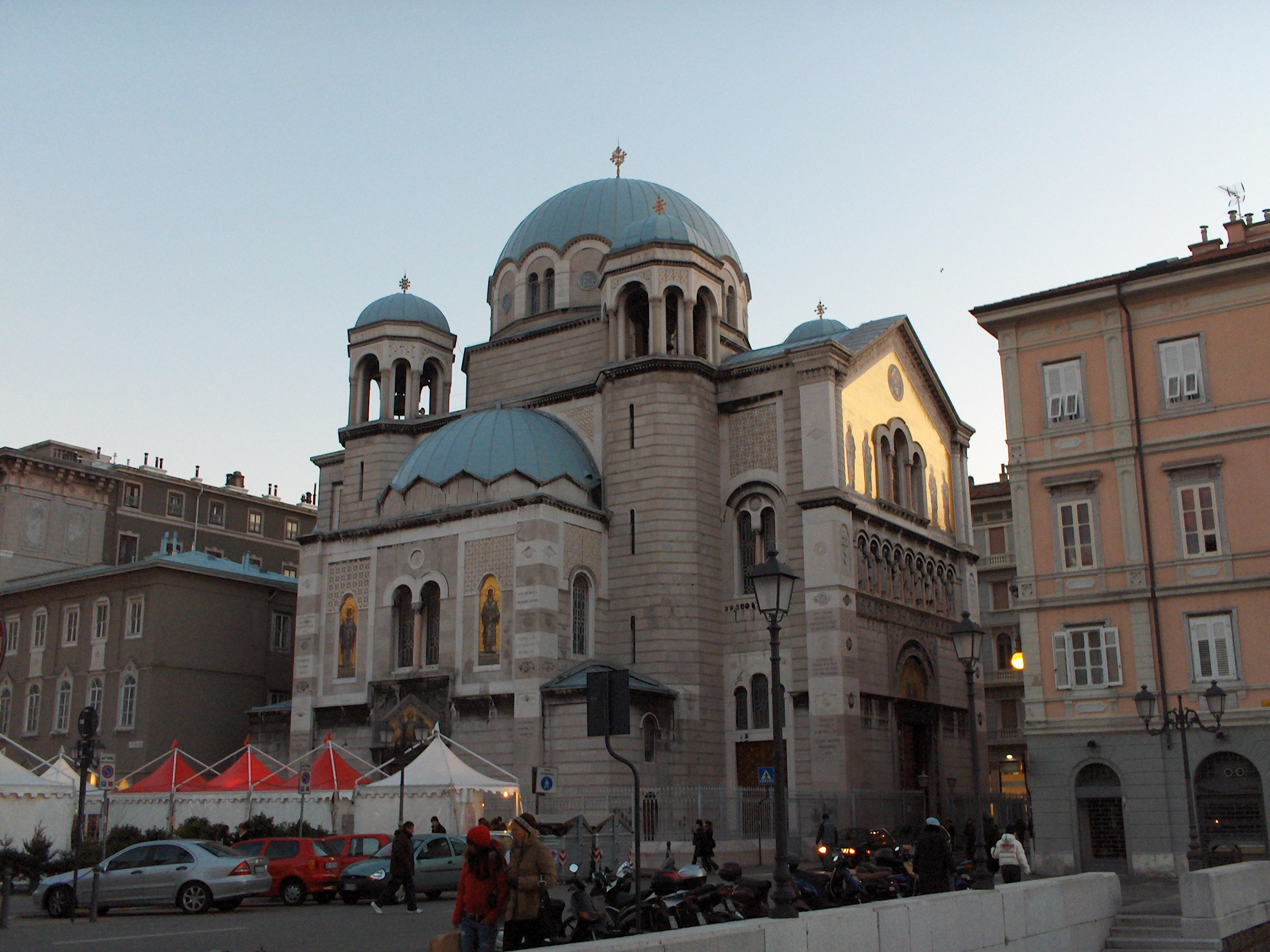
Templo de la Santísima Trinidad y San Spiridio, Trieste, Italia.
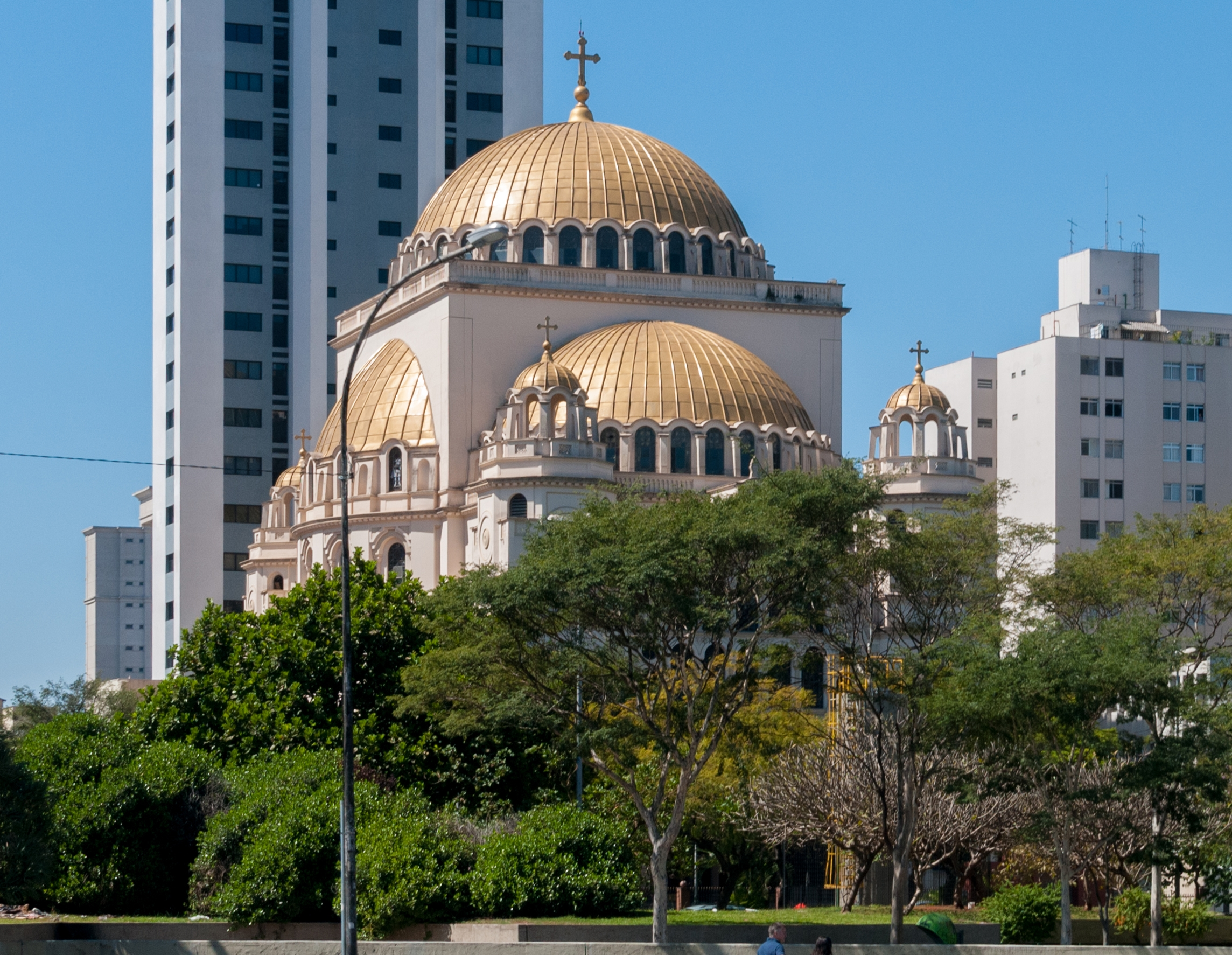
Catedral metropolitana ortodoxa de São Paulo
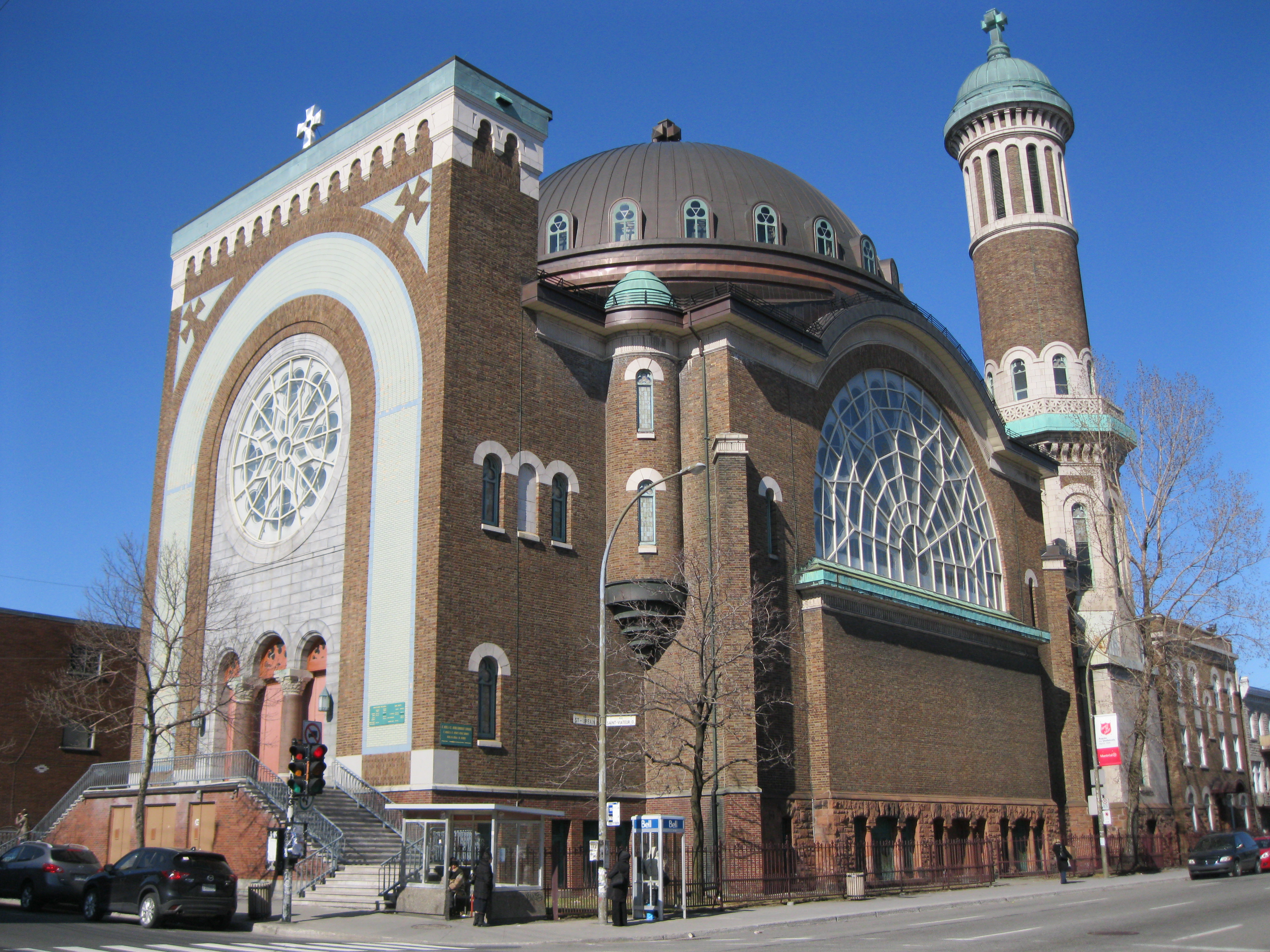
Iglesia Saint-Michel-Archange (Montreal, Canadá).